# Lista monumentelor istorice din județul Ilfov

Simbol utilizat în România pentru monumentele istorice

Lista monumentelor istorice din județul Ilfov cuprinde monumentele istorice din județul Ilfov înscrise în Patrimoniul cultural național al României. Lista completă este menținută și actualizată periodic de către Ministerul Culturii, Cultelor și Patrimoniului Național din România, ultima versiune datând din 2015.

| Cod LMI                                                        | Denumire                                                                                        | Localitate                                        | Localizare | Datare, Creatori                                                                  | Imagine               | Erori             |
| -------------------------------------------------------------- | ----------------------------------------------------------------------------------------------- | ------------------------------------------------- | --- | --------------------------------------------------------------------------------- | --------------------- | ----------------- |
| IF-I-s-B-15130 (RAN: 100585.01)                                | Așezare                                                                                         | oraș Buftea                                       | În punct „La Sălcii”, pe malul est al lacului Buftea | sec. IX - XI                                                                      | Încarcă foto \| video | Raportează eroare |
| IF-I-s-B-15131 (RAN: 100585.02)                                | Situl arheologic de la Buftea                                                                   | oraș Buftea                                       | În punct „La Abator”, pe malul est al lacului Flămânzeni |                                                                                   | Încarcă foto \| video | Raportează eroare |
| IF-I-m-B-15131.01 (RAN: 100585.02.03)                          | Așezare                                                                                         | oraș Buftea                                       | În punct „La Abator”, pe malul de est al lacului Flămânzeni | sec. XVI                                                                          | Încarcă foto \| video | Raportează eroare |
| IF-I-m-B-15131.02 (RAN: 100585.02.02)                          | Așezare                                                                                         | oraș Buftea                                       | În punct „La Abator”, pe malul de est al lacului Flămânzeni | sec. IX - XI                                                                      | Încarcă foto \| video | Raportează eroare |
| IF-I-m-B-15131.03 (RAN: 100585.02.01)                          | Așezare                                                                                         | oraș Buftea                                       | În punct „La Abator”, pe malul est al lacului Flămânzeni | sec. III - IV p. Chr.                                                             | Încarcă foto \| video | Raportează eroare |
| IF-I-s-B-15132 (RAN: 100585.03)                                | Așezare                                                                                         | oraș Buftea                                       | În punct „La Gropi”, pe malul est al lacului Buciumeni | Eneolitic târziu                                                                  | Încarcă foto \| video | Raportează eroare |
| IF-I-s-B-15133 (RAN: 100585.04)                                | Situl arheologic de la Buftea                                                                   | oraș Buftea                                       | În punct „La Gutui”, pe malul est al lacului Buciumeni |                                                                                   | Încarcă foto \| video | Raportează eroare |
| IF-I-m-B-15133.01 (RAN: 100585.04.02)                          | Așezare                                                                                         | oraș Buftea                                       | În punct „La Gutui”, pe malul est al lacului Buciumeni | sec. X - XI                                                                       | Încarcă foto \| video | Raportează eroare |
| IF-I-m-B-15133.02 (RAN: 100585.04.01)                          | Așezare                                                                                         | oraș Buftea                                       | În punct „La Gutui”, pe malul est al lacului Buciumeni | sec. III-IV p. Chr.                                                               | Încarcă foto \| video | Raportează eroare |
| IF-I-s-B-15134 (RAN: 100585.05)                                | Situl arheologic de la Buftea                                                                   | oraș Buftea                                       | În punct „Calul Bălan”, pe malul sud-vest al lacului Buftea |                                                                                   | Încarcă foto \| video | Raportează eroare |
| IF-I-m-B-15134.01 (RAN: 100585.05.02)                          | Așezare                                                                                         | oraș Buftea                                       | În punct „Calul Bălan”, pe malul sud-vest al lacului Buftea | sec. XVIII                                                                        | Încarcă foto \| video | Raportează eroare |
| IF-I-m-B-15134.02 (RAN: 100585.05.01)                          | Așezare                                                                                         | oraș Buftea                                       | În punct „Calul Bălan”, pe malul sud-vest al lacului Buftea | sec. I a. Chr.-I p. Chr.                                                          | Încarcă foto \| video | Raportează eroare |
| IF-I-s-A-15135                                                 | Situl arheologic de la Buftea                                                                   | oraș Buftea                                       | În punct „La Cârna”, pe malul vestic al lacului Buftea |                                                                                   | Încarcă foto \| video | Raportează eroare |
| IF-I-m-A-15135.01                                              | Biserică (ruine)                                                                                | oraș Buftea                                       | În punct „La Cârna”, pe malul vestic al lacului Buftea | sec. XVI                                                                          | Încarcă foto \| video | Raportează eroare |
| IF-I-m-A-15135.02                                              | Așezare                                                                                         | oraș Buftea                                       | În punct „La Cârna”, pe malul vestic al lacului Buftea | sec. XIV - XVI                                                                    | Încarcă foto \| video | Raportează eroare |
| IF-I-m-A-15135.03                                              | Necropolă                                                                                       | oraș Buftea                                       | În punct „La Cârna”, pe malul vestic al lacului Buftea | sec. XIV - XVI                                                                    | Încarcă foto \| video | Raportează eroare |
| IF-I-m-A-15135.04                                              | Așezare                                                                                         | oraș Buftea                                       | În punct „La Cârna”, pe malul vestic al lacului Buftea | sec. VI-VII                                                                       | Încarcă foto \| video | Raportează eroare |
| IF-I-m-A-15135.05                                              | Așezare                                                                                         | oraș Buftea                                       | În punct „La Cârna”, pe malul vestic al lacului Buftea | sec. III - IV p. Chr.                                                             | Încarcă foto \| video | Raportează eroare |
| IF-I-m-A-15135.06                                              | Necropolă                                                                                       | oraș Buftea                                       | În punct „La Cârna”, pe malul vestic al lacului Buftea | sec. III - IV p. Chr.                                                             | Încarcă foto \| video | Raportează eroare |
| IF-I-s-B-15156 (RAN: 100594.01)                                | Situl arheologic de la Buciumeni                                                                | oraș Buftea                                       | Cartier Buciumeni, pe malul drept al pârâului Colentina, la circa 1 km sud de complexul de locuințe al fostei Fabrici de oxigen; pe malul drept al pârâului Colentina, la nord-vest de CFR București- Ploiești            |                                                                                   | Încarcă foto \| video | Raportează eroare |
| IF-I-m-B-15156.01 (RAN: 100594.01.06)                          | Așezare                                                                                         | oraș Buftea                                       | Cartier Buciumeni, pe malul drept al pârâului Colentina, la circa 1 km sud de complexul de locuințe al fostei Fabrici de oxigen                                                                                           | sec. XVIII - XIX                                                                  | Încarcă foto \| video | Raportează eroare |
| IF-I-m-B-15156.02 (RAN: 100594.01.03)                          | Așezare                                                                                         | oraș Buftea                                       | Cartier Buciumeni, pe malul drept al pârâului Colentina, la circa 1 km sud de complexul de locuințe al fostei Fabrici de oxigen                                                                                           | sec. II-I a. Chr.                                                                 | Încarcă foto \| video | Raportează eroare |
| IF-I-m-B-15156.03 (RAN: 100594.01.02)                          | Așezare                                                                                         | oraș Buftea                                       | Cartier Buciumeni, pe malul drept al pârâului Colentina, la circa 1 km sud de complexul de locuințe al fostei Fabrici de oxigen                                                                                           | Epoca bronzului                                                                   | Încarcă foto \| video | Raportează eroare |
| IF-I-m-B-15156.04 (RAN: 100594.01.05)                          | Așezare                                                                                         | oraș Buftea                                       | Cartier Buciumeni, pe malul drept al pârâului Colentina, la nord-vest de CFR București-Ploiești | sec. XVI - XVIII                                                                  | Încarcă foto \| video | Raportează eroare |
| IF-I-m-B-15156.05 (RAN: 100594.01.04)                          | Așezare                                                                                         | oraș Buftea                                       | Cartier Buciumeni, pe malul drept al pârâului Colentina, la nord-vest de CFR București-Ploiești | sec. III - IV p. Chr.                                                             | Încarcă foto \| video | Raportează eroare |
| IF-I-m-B-15156.06 (RAN: 100594.01.01)                          | Așezare                                                                                         | oraș Buftea                                       | Cartier Buciumeni, pe malul drept al pârâului Colentina, la nord-vest de CFR București-Ploiești | Epoca neolitică, cultura Gumelnița                                                | Încarcă foto \| video | Raportează eroare |
| IF-I-s-B-15137 (RAN: 100843.01)                                | Situl arheologic de la Afumați, punct „Pârâul Pasărea”                                          | sat Afumați; comuna Afumați                       | Pe malul drept al pârâului Pasărea, imediat la est de șos. Afumați-Petrăchioaia | Epoca medievală                                                                   | Încarcă foto \| video | Raportează eroare |
| IF-I-m-B-15137.01 (RAN: 100843.01.04)                          | Manufactura lui Șerban Cantacuzino                                                              | sat Afumați; comuna Afumați                       | Pe malul drept al pârâului Pasărea, imediat la est de șos. Afumați-Petrăchioaia | sec. XVII - XVIII                                                                 | Încarcă foto \| video | Raportează eroare |
| IF-I-m-B-15137.02 (RAN: 100843.01.03)                          | Necropolă                                                                                       | sat Afumați; comuna Afumați                       | Pe malul drept al pârâului Pasărea, imediat la est de șos. Afumați-Petrăchioaia | sec. XV - XVI                                                                     | Încarcă foto \| video | Raportează eroare |
| IF-I-m-B-15137.03 (RAN: 100843.01.02)                          | Așezare                                                                                         | sat Afumați; comuna Afumați                       | Pe malul drept al pârâului Pasărea, imediat la est de șos. Afumați-Petrăchioaia | sec. XV - XVI                                                                     | Încarcă foto \| video | Raportează eroare |
| IF-I-s-B-15138 (RAN: 100843.02)                                | Curtea domnească a lui Radu de la Afumați                                                       | sat Afumați; comuna Afumați                       | Pe malul stâng al pârâului Pasărea, la 300 m vest de șoseaua Afumați-Petrăchioaia | sec. XVI, Epoca medievală                                                         | Încarcă foto \| video | Raportează eroare |
| IF-I-s-B-15139                                                 | Situl arheologic de la Afumați, punct „Pârăul Pasărea”                                          | sat Afumați; comuna Afumați                       | Pe malul drept al pârâului Pasărea, de la hotarul cu comuna Ștefăneștii de Jos până în marginea vestică a satului Afumați                                                                                                 |                                                                                   | Încarcă foto \| video | Raportează eroare |
| IF-I-m-B-15139.01                                              | Așezare                                                                                         | sat Afumați; comuna Afumați                       | Pe malul drept al pârâului Pasărea, de la hotarul cu comuna Ștefăneștii de Jos până în marginea vestică a satului Afumați                                                                                                 | Epoca medievală                                                                   | Încarcă foto \| video | Raportează eroare |
| IF-I-m-B-15139.02                                              | Așezare                                                                                         | sat Afumați; comuna Afumați                       | Pe malul drept al pârâului Pasărea, de la hotarul cu comuna Ștefăneștii de Jos până în marginea vestică a satului Afumați                                                                                                 | sec. IX - XI                                                                      | Încarcă foto \| video | Raportează eroare |
| IF-I-m-B-15139.03                                              | Așezare                                                                                         | sat Afumați; comuna Afumați                       | Pe malul drept al pârâului Pasărea, de la hotarul cu comuna Ștefăneștii de Jos până în marginea vestică a satului Afumați                                                                                                 | Epoca daco-romană                                                                 | Încarcă foto \| video | Raportează eroare |
| IF-I-m-B-15139.04                                              | Așezare                                                                                         | sat Afumați; comuna Afumați                       | Pe malul drept al pârâului Pasărea, de la hotarul cu comuna Ștefăneștii de Jos până în marginea vestică a satului Afumați                                                                                                 | Epoca geto-dacică                                                                 | Încarcă foto \| video | Raportează eroare |
| IF-I-m-B-15139.05                                              | Așezare                                                                                         | sat Afumați; comuna Afumați                       | Pe malul drept al pârâului Pasărea, de la hotarul cu comuna Ștefăneștii de Jos până în marginea vestică a satului Afumați                                                                                                 | Epoca bronzului                                                                   | Încarcă foto \| video | Raportează eroare |
| IF-I-s-B-15140 (RAN: 179427.02)                                | Situl arheologic de la Alunișul                                                                 | localitate componentă Alunișu; oraș Măgurele      | Pe malul stâng al pârâului Sabar, în marginea estică a satului |                                                                                   | Încarcă foto \| video | Raportează eroare |
| IF-I-m-B-15140.01 (RAN: 179427.02.01)                          | Așezare                                                                                         | localitate componentă Alunișu; oraș Măgurele      | Pe malul stâng al pârâului Sabar, în marginea estică a satului | sec. XVI - XVIII                                                                  | Încarcă foto \| video | Raportează eroare |
| IF-I-m-B-15140.02 (RAN: 179427.02.02)                          | Așezare                                                                                         | localitate componentă Alunișu; oraș Măgurele      | Pe malul stâng al pârâului Sabar, în marginea estică a satului | sec. IX - XI                                                                      | Încarcă foto \| video | Raportează eroare |
| IF-I-m-B-15140.03 (RAN: 179427.02.03)                          | Așezare                                                                                         | localitate componentă Alunișu; oraș Măgurele      | Pe malul stâng al pârâului Sabar, în marginea estică a satului | sec. II - IV p. Chr.                                                              | Încarcă foto \| video | Raportează eroare |
| IF-I-m-B-15140.04 (RAN: 179427.02.04)                          | Așezare                                                                                         | localitate componentă Alunișu; oraș Măgurele      | Pe malul stâng al pârâului Sabar, în marginea estică a satului | Epoca geto-dacică                                                                 | Încarcă foto \| video | Raportează eroare |
| IF-I-s-A-15141 (RAN: 179427.01)                                | Situl arheologic de la Măgurele                                                                 | localitate componentă Alunișu; oraș Măgurele      | În punct „Movila Filipescu” sau „Broscărie”, pe malul nordic al Ciorogârlei, la sud-vest de depozitul de colectare a ambalajelor                                                                                          |                                                                                   | Încarcă foto \| video | Raportează eroare |
| IF-I-m-A-15141.01 (RAN: 179427.01.07)                          | Așezare                                                                                         | localitate componentă Alunișu; oraș Măgurele      | În punct „Movila Filipescu” sau „Broscărie”, pe malul nordic al Ciorogârlei, la sud-vest de depozitul de colectare a ambalajelor                                                                                          | sec. XVII - XVIII                                                                 | Încarcă foto \| video | Raportează eroare |
| IF-I-m-A-15141.02 (RAN: 179427.01.06)                          | Așezare                                                                                         | localitate componentă Alunișu; oraș Măgurele      | În punct „Movila Filipescu” sau „Broscărie”, pe malul nordic al Ciorogârlei, la sud-vest de depozitul de colectare a ambalajelor                                                                                          | sec. X - XI                                                                       | Încarcă foto \| video | Raportează eroare |
| IF-I-m-A-15141.03 (RAN: 179427.01.05)                          | Așezare                                                                                         | localitate componentă Alunișu; oraș Măgurele      | În punct „Movila Filipescu” sau „Broscărie”, pe malul nordic al Ciorogârlei, la sud-vest de depozitul de colectare a ambalajelor                                                                                          | sec. V - VII                                                                      | Încarcă foto \| video | Raportează eroare |
| IF-I-m-A-15141.04 (RAN: 179427.01.03)                          | Așezare și necropolă                                                                            | localitate componentă Alunișu; oraș Măgurele      | În punct „Movila Filipescu” sau „Broscărie”, pe malul nordic al Ciorogârlei, la sud-vest de depozitul de colectare a ambalajelor                                                                                          | sec. III - IV p. Chr.                                                             | Încarcă foto \| video | Raportează eroare |
| IF-I-m-A-15141.05 (RAN: 179427.01.02)                          | Așezare                                                                                         | localitate componentă Alunișu; oraș Măgurele      | În punct „Movila Filipescu” sau „Broscărie”, pe malul nordic al Ciorogârlei, la sud-vest de depozitul de colectare a ambalajelor                                                                                          | Epoca bronzului                                                                   | Încarcă foto \| video | Raportează eroare |
| IF-I-m-A-15141.06 (RAN: 179427.01.01)                          | Așezare                                                                                         | localitate componentă Alunișu; oraș Măgurele      | În punct „Movila Filipescu” sau „Broscărie”, pe malul nordic al Ciorogârlei, la sud-vest de depozitul de colectare a ambalajelor                                                                                          | Neolitic, Cultura Gumelnița                                                       | Încarcă foto \| video | Raportează eroare |
| IF-I-s-B-15142 (RAN: 100978.02)                                | Situl arheologic de la Balotești                                                                | sat Balotești; comuna Balotești                   | Pe malul drept al pârâului Cociovaliștea, în marginea estică apădurii Petrești |                                                                                   | Încarcă foto \| video | Raportează eroare |
| IF-I-m-B-15142.01 (RAN: 100978.02.02)                          | Așezare                                                                                         | sat Balotești; comuna Balotești                   | Pe malul drept al pârâului Cociovaliștea, de la ICP Balotești până la șos. București-Ploiești 44.62194°N 26.08917°E | Epoca geto-dacică                                                                 | Încarcă foto \| video | Raportează eroare |
| IF-I-m-B-15142.02 (RAN: 100978.02.01)                          | Așezare                                                                                         | sat Balotești; comuna Balotești                   | Pe malul drept al pârâului Cociovaliștea, în marginea estică apădurii Petrești 44.62194°N 26.08917°E | Epoca bronzului                                                                   | Încarcă foto \| video | Raportează eroare |
| IF-I-s-B-15143 (RAN: 100978.01)                                | Situl arheologic de la Balotești, punct „Malul stâng Cociovaliștea”                             | sat Balotești; comuna Balotești                   | Pe malul stâng al Cociovaliștei, suprapus de str. Prelungirea Broscari |                                                                                   | Încarcă foto \| video | Raportează eroare |
| IF-I-m-B-15143.01 (RAN: 100978.01.05)                          | Așezare                                                                                         | sat Balotești; comuna Balotești                   | La est de o vale afluentă Cociovaliștei, între pădurea Pașcani, malul stâng al Cociovaliștei și hotarul cu com. Moara Vlăsiei                                                                                             | sec. X                                                                            | Încarcă foto \| video | Raportează eroare |
| IF-I-m-B-15143.02 (RAN: 100978.01.04)                          | Așezare                                                                                         | sat Balotești; comuna Balotești                   | La est de o vale afluentă Cociovaliștei, între pădurea Pașcani, malul stâng al Cociovaliștei și hotarul cu com. Moara Vlăsiei                                                                                             | sec. II - III p. Chr.                                                             | Încarcă foto \| video | Raportează eroare |
| IF-I-m-B-15143.03 (RAN: 100978.01.03)                          | Așezare                                                                                         | sat Balotești; comuna Balotești                   | La est de o vale afluentă Cociovaliștei, între pădurea Pașcani, malul stâng al Cociovaliștei și hotarul cu com. Moara Vlăsiei                                                                                             | sec. II-I a. Chr.                                                                 | Încarcă foto \| video | Raportează eroare |
| IF-I-m-B-15143.04 (RAN: 100978.01.06)                          | Așezare                                                                                         | sat Balotești; comuna Balotești                   | La est de o vale afluentă Cociovaliștei, între pădurea Pașcani, malul stâng al Cociovaliștei și hotarul cu com. Moara Vlăsiei                                                                                             | Epoca bronzului, Culturile Glina; Tei, faza III                                   | Încarcă foto \| video | Raportează eroare |
| IF-I-m-B-15143.05 (RAN: 100978.01.02)                          | Așezare                                                                                         | sat Balotești; comuna Balotești                   | Pe malul stâng al Cociovaliștei, suprapus de str. Prelungirea Broscari | Epoca bronzului                                                                   | Încarcă foto \| video | Raportează eroare |
| IF-I-m-B-15143.06 (RAN: 100978.01.01)                          | Așezare                                                                                         | sat Balotești; comuna Balotești                   | Pe malul stâng al Cociovaliștei, suprapus de str. Prelungirea Broscari | Epoca neolitică, cultura Gumelnița                                                | Încarcă foto \| video | Raportează eroare |
| IF-I-s-B-15144                                                 | Situl arheologic de la Balotești, punct „Râul Vlăsia”                                           | sat Balotești; comuna Balotești                   | Pe malul drept al pârâului Vlăsia, la est de șoseaua spre sanatoriul TBC, pe arabil și în pădurea Pașcani |                                                                                   | Încarcă foto \| video | Raportează eroare |
| IF-I-m-B-15144.01 (RAN: 100978.03.01)                          | Așezare                                                                                         | sat Balotești; comuna Balotești                   | Pe malul drept al pârâului Vlăsia, la est de șoseaua spre sanatoriul TBC | sec. X                                                                            | Încarcă foto \| video | Raportează eroare |
| IF-I-m-B-15144.02 (RAN: 100978.03.02)                          | Așezare                                                                                         | sat Balotești; comuna Balotești                   | Pe malul drept al pârâului Vlăsia, la est de șoseaua spre sanatoriul TBC | sec. II - III p. Chr.                                                             | Încarcă foto \| video | Raportează eroare |
| IF-I-m-B-15144.03 (RAN: 100978.03.03)                          | Așezare                                                                                         | sat Balotești; comuna Balotești                   | Pe malul drept al pârâului Vlăsia, la est de șoseaua spre sanatoriul TBC | sec. III - II a. Chr.                                                             | Încarcă foto \| video | Raportează eroare |
| IF-I-s-B-15144.04                                              | Așezare                                                                                         | sat Balotești; comuna Balotești                   | Pe malul drept al pârâului Vlăsia, la est de șoseaua spre sanatoriul TBC | Epoca bronzului, cultura Tei                                                      | Încarcă foto \| video | Raportează eroare |
| IF-I-m-B-15144.05 (RAN: 100978.03.05)                          | Așezare                                                                                         | sat Balotești; comuna Balotești                   | Pe malul drept al pârâului Vlăsia, pe arabil și în pădurea Pașcani | sec. V - VI                                                                       | Încarcă foto \| video | Raportează eroare |
| IF-I-m-B-15144.06 (RAN: 100978.03.06)                          | Așezare                                                                                         | sat Balotești; comuna Balotești                   | Pe malul drept al pârâului Vlăsia, pe arabil și în pădurea Pașcani | sec. II - III p. Chr.                                                             | Încarcă foto \| video | Raportează eroare |
| IF-I-s-A-15146 (RAN: 101760.02)                                | Situl arheologic de la Bălăceanca                                                               | sat Bălăceanca; comuna Cernica                    | În punct „Tell-ul Glina”, pe malul drept al râului Dâmbovița, către hotarul cu comuna Glina |                                                                                   | Încarcă foto \| video | Raportează eroare |
| IF-I-m-A-15146.01 (RAN: 101760.02.02)                          | Tell                                                                                            | sat Bălăceanca; comuna Cernica                    | În punct „Tell-ul Glina”, pe malul drept al râului Dâmbovița, către hotarul cu comuna Glina | Epoca bronzului, Cultura Glina                                                    | Încarcă foto \| video | Raportează eroare |
| IF-I-m-A-15146.02 (RAN: 101760.02.01)                          | Tell                                                                                            | sat Bălăceanca; comuna Cernica                    | În punct „Tell-ul Glina”, pe malul drept al râului Dâmbovița, către hotarul cu comuna Glina | Neolitic, Culturile Boian și Gumelnița                                            | Încarcă foto \| video | Raportează eroare |
| IF-I-s-B-15147 (RAN: 101760.04)                                | Situl arheologic de la Bălăceanca, punct „Vatra satului”                                        | sat Bălăceanca; comuna Cernica                    | „Vatra Satului” |                                                                                   | Încarcă foto \| video | Raportează eroare |
| IF-I-m-B-15147.01 (RAN: 101760.04.01)                          | Așezare                                                                                         | sat Bălăceanca; comuna Cernica                    | În punct „Platforma de la sud-sud-vest de Tell”, pe malul drept al Dâmboviței, la sud și vest de tell-ul Glina | sec. XVII - XIX                                                                   | Încarcă foto \| video | Raportează eroare |
| IF-I-m-B-15147.02 (RAN: 101760.04.02)                          | Așezare                                                                                         | sat Bălăceanca; comuna Cernica                    | În punct „Platforma de la sud-sud-vest de Tell”, pe malul drept al Dâmboviței, la sud și vest de tell-ul Glina | sec. II - III p. Chr.                                                             | Încarcă foto \| video | Raportează eroare |
| IF-I-m-B-15147.03 (RAN: 101760.04.03)                          | Așezare                                                                                         | sat Bălăceanca; comuna Cernica                    | În punct „Platforma de la sud-sud-vest de Tell”, pe malul drept al Dâmboviței, la sud și vest de tell-ul Glina | Epoca bronzului                                                                   | Încarcă foto \| video | Raportează eroare |
| IF-I-m-B-15147.04 (RAN: 101760.04.04)                          | Așezare                                                                                         | sat Bălăceanca; comuna Cernica                    | În punct „Platforma de la sud-sud-vest de Tell”, pe malul drept al Dâmboviței, la sud și vest de tell-ul Glina | Epoca neolitică, Culturile Boian și Gumelnița                                     | Încarcă foto \| video | Raportează eroare |
| IF-I-m-B-15147.05 (RAN: 101760.04.05)                          | Așezare                                                                                         | sat Bălăceanca; comuna Cernica                    | Pe malul drept al Dâmboviței, în punct „Fosta fermă zootehnică”, la nord-vest de sat | sec. XVII-XIX                                                                     | Încarcă foto \| video | Raportează eroare |
| IF-I-m-B-15147.06 (RAN: 101760.04.06)                          | Așezare                                                                                         | sat Bălăceanca; comuna Cernica                    | Pe malul drept al Dâmboviței, în punct „Fosta fermă zootehnică”, la nord-vest de sat | Epoca geto-dacică                                                                 | Încarcă foto \| video | Raportează eroare |
| IF-I-m-B-15147.07 (RAN: 101760.04.07)                          | Așezare                                                                                         | sat Bălăceanca; comuna Cernica                    | Pe malul drept al Dâmboviței, în punct „Fosta fermă zootehnică”, la nord-vest de sat | Epoca bronzului                                                                   | Încarcă foto \| video | Raportează eroare |
| IF-I-m-B-15147.08 (RAN: 101760.04.08)                          | Așezare                                                                                         | sat Bălăceanca; comuna Cernica                    | Pe malul drept al Dâmboviței, în punct „Fosta fermă zootehnică”, la nord-vest de sat | Epoca neolitică                                                                   | Încarcă foto \| video | Raportează eroare |
| IF-I-m-B-15147.09 (RAN: 101760.04.09)                          | Așezare                                                                                         | sat Bălăceanca; comuna Cernica                    | „Vatra Satului”, pe malul drept al Dâmboviței | sec. VI                                                                           | Încarcă foto \| video | Raportează eroare |
| IF-I-m-B-15147.10 (RAN: 101760.04.10)                          | Așezare                                                                                         | sat Bălăceanca; comuna Cernica                    | „Vatra Satului”, pe malul drept al Dâmboviței | Epoca geto-dacică                                                                 | Încarcă foto \| video | Raportează eroare |
| IF-I-m-B-15147.11 (RAN: 101760.04.11)                          | Așezare                                                                                         | sat Bălăceanca; comuna Cernica                    | „Cariera de nisip”, pe malul drept al Dâmboviței, în marginea de est a satului. | sec. IV - V p. Chr.                                                               | Încarcă foto \| video | Raportează eroare |
| IF-I-m-B-15147.12 (RAN: 101760.04.12)                          | Așezare                                                                                         | sat Bălăceanca; comuna Cernica                    | Pe malul drept al Dâmboviței, la est de punct „Cariera de nisip” | Epoca neolitică                                                                   | Încarcă foto \| video | Raportează eroare |
| IF-I-s-B-15148 (RAN: 101760.03)                                | Situl arheologic de la Bălăceanca                                                               | sat Bălăceanca; comuna Cernica                    | În punct „La malul trăznit” sau „Ecluză”, între malul drept al Dâmboviței șidrumulspresatul Frunzănești |                                                                                   | Încarcă foto \| video | Raportează eroare |
| IF-I-m-B-15148.01 (RAN: 101760.03.05)                          | Așezare                                                                                         | sat Bălăceanca; comuna Cernica                    | În punct „La malul trăznit” sau „Ecluză”, între malul drept al Dâmboviței șidrumulspresatul Frunzănești | sec. XVIII - XIX                                                                  | Încarcă foto \| video | Raportează eroare |
| IF-I-m-B-15148.02 (RAN: 101760.03.04)                          | Așezare                                                                                         | sat Bălăceanca; comuna Cernica                    | În punct „La malul trăznit” sau „Ecluză”, între malul drept al Dâmboviței șidrumulspresatul Frunzănești | sec. IX - X                                                                       | Încarcă foto \| video | Raportează eroare |
| IF-I-m-B-15148.03 (RAN: 101760.03.03)                          | Așezare                                                                                         | sat Bălăceanca; comuna Cernica                    | În punct „La malul trăznit” sau „Ecluză”, între malul drept al Dâmboviței șidrumulspresatul Frunzănești | sec. VI-VII                                                                       | Încarcă foto \| video | Raportează eroare |
| IF-I-m-B-15148.04 (RAN: 101760.03.02)                          | Așezare                                                                                         | sat Bălăceanca; comuna Cernica                    | În punct „La malul trăznit” sau „Ecluză”, între malul drept al Dâmboviței șidrumulspresatul Frunzănești | sec. IV - III și II-I a. Chr.                                                     | Încarcă foto \| video | Raportează eroare |
| IF-I-s-B-15149 (RAN: 169208.01)                                | Situl arheologic de la Bălteni                                                                  | sat Bălteni; comuna Periș                         | Pe ambele maluri ale văii Podișaru |                                                                                   | Încarcă foto \| video | Raportează eroare |
| IF-I-m-B-15149.01 (RAN: 104564.01.04)                          | Așezare                                                                                         | sat Bălteni; comuna Periș                         | Pe ambele maluri ale văii Podișaru | sec. XVIII                                                                        | Încarcă foto \| video | Raportează eroare |
| IF-I-m-B-15149.02 (RAN: 104564.01.03)                          | Așezare                                                                                         | sat Bălteni; comuna Periș                         | Pe ambele maluri ale văii Podișaru | sec. IX - X                                                                       | Încarcă foto \| video | Raportează eroare |
| IF-I-m-B-15149.03                                              | Așezare                                                                                         | sat Bălteni; comuna Periș                         | Pe ambele maluri ale văii Podișaru | sec. IV - V p. Chr.                                                               | Încarcă foto \| video | Raportează eroare |
| IF-I-m-B-15149.04 (RAN: 169208.01.01)                          | Așezare                                                                                         | sat Bălteni; comuna Periș                         | Pe ambele maluri ale văii Podișaru | sec. II - III p. Chr.                                                             | Încarcă foto \| video | Raportează eroare |
| IF-I-s-B-15150 (RAN: 104564.02)                                | Situl arheologic de la Bălteni                                                                  | sat Bălteni; comuna Periș                         | În partea vestică a satului, între Valea Izvorului și Valea Roșie |                                                                                   | Încarcă foto \| video | Raportează eroare |
| IF-I-m-B-15150.01 (RAN: 169208.02.02)                          | Așezare                                                                                         | sat Bălteni; comuna Periș                         | În partea vestică a satului, între Valea Izvorului și Valea Roșie | sec. V                                                                            | Încarcă foto \| video | Raportează eroare |
| IF-I-m-B-15150.02 (RAN: 169208.02.01)                          | Așezare                                                                                         | sat Bălteni; comuna Periș                         | În partea vestică a satului, între Valea Izvorului și Valea Roșie | sec. II-I a. Chr.                                                                 | Încarcă foto \| video | Raportează eroare |
| IF-I-s-B-15151                                                 | Situl arheologic de la Bragadiru                                                                | oraș Bragadiru                                    | În punct „La Moară”, pe malul stâng al pârâului Sabar, la vest de FNC Bragadiru |                                                                                   | Încarcă foto \| video | Raportează eroare |
| IF-I-m-B-15151.01                                              | Așezare                                                                                         | oraș Bragadiru                                    | În punct „La Moară”, pe malul stâng al pârâului Sabar, la vest de FNC Bragadiru | sec. XV - XVI                                                                     | Încarcă foto \| video | Raportează eroare |
| IF-I-m-B-15151.02                                              | Așezare                                                                                         | oraș Bragadiru                                    | În punct „La Moară”, pe malul stâng al pârâului Sabar, la vest de FNC Bragadiru | sec. X - XI                                                                       | Încarcă foto \| video | Raportează eroare |
| IF-I-m-B-15151.03                                              | Așezare                                                                                         | oraș Bragadiru                                    | În punct „La Moară”, pe malul stâng al pârâului Sabar, la vest de FNC Bragadiru | sec. III-IV p. Chr.                                                               | Încarcă foto \| video | Raportează eroare |
| IF-I-m-B-15151.04                                              | Așezare                                                                                         | oraș Bragadiru                                    | În punct „La Moară”, pe malul stâng al pârâului Sabar, la vest de FNC Bragadiru | sec. II-I a. Chr.                                                                 | Încarcă foto \| video | Raportează eroare |
| IF-I-s-B-15152 (RAN: 179230.01)                                | Situl arheologic de la Bragadiru                                                                | oraș Bragadiru                                    | În punct „Stația de epurare”, pe ambele maluri ale pârâului Sabar, de la est de podul șoselei București-Cornetu până la hotarul cu orașul Măgurele                                                                        |                                                                                   | Încarcă foto \| video | Raportează eroare |
| IF-I-m-B-15152.01 (RAN: 179230.01.06)                          | Așezare                                                                                         | oraș Bragadiru                                    | În punct „Stația de epurare”, pe ambele maluri ale pârâului Sabar, de la est de podul șoselei București-Cornetu până la hotarul cu orașul Măgurele                                                                        | sec. XIV - XVIII                                                                  | Încarcă foto \| video | Raportează eroare |
| IF-I-m-B-15152.02 (RAN: 179230.01.05)                          | Așezare                                                                                         | oraș Bragadiru                                    | În punct „Stația de epurare”, pe ambele maluri ale pârâului Sabar, de la est de podul șoselei București-Cornetu până la hotarul cu orașul Măgurele                                                                        | sec. IX - XI                                                                      | Încarcă foto \| video | Raportează eroare |
| IF-I-m-B-15152.03 (RAN: 179230.01.04)                          | Așezare                                                                                         | oraș Bragadiru                                    | În punct „Stația de epurare”, pe ambele maluri ale pârâului Sabar, de la est de podul șoselei București-Cornetu până la hotarul cu orașul Măgurele                                                                        | sec. III - IV p. Chr.                                                             | Încarcă foto \| video | Raportează eroare |
| IF-I-m-B-15152.04 (RAN: 179230.01.03)                          | Așezare                                                                                         | oraș Bragadiru                                    | În punct „Stația de epurare”, pe ambele maluri ale pârâului Sabar, de la est de podul șoselei București-Cornetu până la hotarul cu orașul Măgurele                                                                        | Epoca geto-dacică                                                                 | Încarcă foto \| video | Raportează eroare |
| IF-I-m-B-15152.05 (RAN: 179230.01.02)                          | Așezare                                                                                         | oraș Bragadiru                                    | În punct „Stația de epurare”, pe ambele maluri ale pârâului Sabar, de la est de podul șoselei București-Cornetu până la hotarul cu orașul Măgurele                                                                        | Epoca bronzului                                                                   | Încarcă foto \| video | Raportează eroare |
| IF-I-m-B-15152.06 (RAN: 179230.01.01)                          | Așezare                                                                                         | oraș Bragadiru                                    | În punct „Stația de epurare”, pe ambele maluri ale pârâului Sabar, de la est de podul șoselei București-Cornetu până la hotarul cu orașul Măgurele                                                                        | Epoca neolitică                                                                   | Încarcă foto \| video | Raportează eroare |
| IF-I-s-B-15153 (RAN: 179230.04)                                | Situl arheologic de la Bragadiru                                                                | oraș Bragadiru                                    | Pe malul stâng al Ciorogârlei, vis- à-vis de fosta cărămidărie, până la hotarul cu orașul Măgurele; în punct „La Fosta Cărămidărie”, pe malul drept al Ciorogârlei, la est de localitate                                  |                                                                                   | Încarcă foto \| video | Raportează eroare |
| IF-I-m-B-15153.01 (RAN: 179230.04.01)                          | Așezare                                                                                         | oraș Bragadiru                                    | Pe malul stâng al Ciorogârlei, vis- à- vis de fosta cărămidărie, până la hotarul cu orașul Măgurele | sec. XVII - XVIII                                                                 | Încarcă foto \| video | Raportează eroare |
| IF-I-m-B-15153.02 (RAN: 179230.04.02)                          | Așezare                                                                                         | oraș Bragadiru                                    | Pe malul stâng al Ciorogârlei, vis- à-vis de fosta cărămidărie, până la hotarul cu orașul Măgurele | sec. IX - XI                                                                      | Încarcă foto \| video | Raportează eroare |
| IF-I-m-B-15153.03 (RAN: 179230.04.03)                          | Așezare                                                                                         | oraș Bragadiru                                    | Pe malul stâng al Ciorogârlei, vis- à-vis de fosta cărămidărie, până la hotarul cu orașul Măgurele | sec. III - IV p. Chr.                                                             | Încarcă foto \| video | Raportează eroare |
| IF-I-m-B-15153.04 (RAN: 179230.04.04)                          | Așezare                                                                                         | oraș Bragadiru                                    | Pe malul stâng al Ciorogârlei, vis- à-vis de fosta cărămidărie, până la hotarul cu orașul Măgurele | Epoca geto-dacică                                                                 | Încarcă foto \| video | Raportează eroare |
| IF-I-m-B-15153.05 (RAN: 179230.04.05)                          | Așezare                                                                                         | oraș Bragadiru                                    | Pe malul stâng al Ciorogârlei, vis- à-vis de fosta cărămidărie, până la hotarul cu orașul Măgurele | Epoca bronzului                                                                   | Încarcă foto \| video | Raportează eroare |
| IF-I-m-B-15153.06 (RAN: 179230.04.06)                          | Așezare                                                                                         | oraș Bragadiru                                    | Pe malul stâng al Ciorogârlei, vis-à-vis de fosta cărămidărie, până la hotarul cu orașul Măgurele | Epoca neolitică                                                                   | Încarcă foto \| video | Raportează eroare |
| IF-I-m-B-15153.07 (RAN: 179230.04.07)                          | Așezare                                                                                         | oraș Bragadiru                                    | În punct „La Fosta Cărămidărie”, pe malul drept al pârâului Ciorogârla, la est de localitate | Epoca geto-dacică                                                                 | Încarcă foto \| video | Raportează eroare |
| IF-I-s-B-15154 (RAN: 179230.03)                                | Situl arheologic de la Bragadiru                                                                | oraș Bragadiru                                    | Pe malul stâng al Ciorogârlei, la circa 1000 m aval de podul șoseaua București-Cornetu |                                                                                   | Încarcă foto \| video | Raportează eroare |
| IF-I-m-B-15154.01 (RAN: 179230.03.02)                          | Așezare                                                                                         | oraș Bragadiru                                    | Pe malul stâng al Ciorogârlei, la circa 1000 m aval de podul șoseaua București-Cornetu | sec. XV - XVI                                                                     | Încarcă foto \| video | Raportează eroare |
| IF-I-m-B-15154.02 (RAN: 179230.03.01)                          | Așezare                                                                                         | oraș Bragadiru                                    | Pe malul stâng al Ciorogârlei, la circa 1000 m aval de podul șoseaua București-Cornetu | sec. IX - XI                                                                      | Încarcă foto \| video | Raportează eroare |
| IF-I-m-B-15155 (RAN: 101305.03)                                | Așezare                                                                                         | sat Brănești; comuna Brănești                     | În punct „Ostrov”, situat în mijlocul lacului Brănești, din partea de sud-vest a satului | Epoca neolitică                                                                   | Încarcă foto \| video | Raportează eroare |
| IF-I-s-B-15157 (RAN: 104573.01)                                | Situl arheologic de la Buriaș-Ciocănari                                                         | sat Buriaș; comuna Periș                          | La sud de sat, la 1 km est de șoseaua Buriaș-Ciocănari |                                                                                   | Încarcă foto \| video | Raportează eroare |
| IF-I-m-B-15157.01 (RAN: 104573.01.01)                          | Așezare                                                                                         | sat Buriaș; comuna Periș                          | La sud de sat, la 1 km est de șoseaua Buriaș-Ciocănari | Epoca bronzului, cultura Glina                                                    | Încarcă foto \| video | Raportează eroare |
| IF-I-m-B-15157.02 (RAN: 104573.01.02)                          | Așezare                                                                                         | sat Buriaș; comuna Periș                          | La 200 m est de șoseaua Buriaș- Ciocănari și 50 m nord de pădurea Buriaș | Epoca bronzului, cultura Tei                                                      | Încarcă foto \| video | Raportează eroare |
| IF-I-s-B-15158 (RAN: 104261.02)                                | Situl arheologic de la Căciulați                                                                | sat Căciulați; comuna Moara Vlăsiei               | Pe malul stâng al pârâului Cociovaliștea, traversată de drumul care duce în pădurea Pașcani |                                                                                   | Încarcă foto \| video | Raportează eroare |
| IF-I-m-B-15158.01                                              | Așezare                                                                                         | sat Căciulați; comuna Moara Vlăsiei               | Pe malul stâng al pârâului Cociovaliștea, traversată de drumul care duce în pădurea Pașcani | Epoca bronzului                                                                   | Încarcă foto \| video | Raportează eroare |
| IF-I-m-B-15158.02 (RAN: 104261.02.02)                          | Așezare                                                                                         | sat Căciulați; comuna Moara Vlăsiei               | Pe malul stâng al pârâului Cociovaliștea, la circa 750 m est de drumul care duce în pădurea Pașcani | Epoca bronzului, cultura Tei, faza V                                              | Încarcă foto \| video | Raportează eroare |
| IF-I-m-B-15158.03 (RAN: 104261.02.03)                          | Așezare                                                                                         | sat Căciulați; comuna Moara Vlăsiei               | Pe malul stâng al pârâului Cociovaliștea, în marginea vestică apădurii Pașcani | sec. X                                                                            | Încarcă foto \| video | Raportează eroare |
| IF-I-m-B-15158.04                                              | Așezare                                                                                         | sat Căciulați; comuna Moara Vlăsiei               | Pe malul stâng al pârâului Cociovaliștea, din marginea estică apădurii Pașcani, până la est de CFR București-Snagov | sec. IX - X                                                                       | Încarcă foto \| video | Raportează eroare |
| IF-I-m-B-15158.05 (RAN: 104261.02.05)                          | Așezare                                                                                         | sat Căciulați; comuna Moara Vlăsiei               | Pe malul stâng al pârâului Cociovaliștea, din marginea estică apădurii Pașcani, până la est de CFR București-Snagov | sec. II - III p. Chr.                                                             | Încarcă foto \| video | Raportează eroare |
| IF-I-m-B-15158.06 (RAN: 104261.02.06)                          | Așezare                                                                                         | sat Căciulați; comuna Moara Vlăsiei               | Pe malul stâng al pârâului Cociovaliștea, din marginea estică apădurii Pașcani, până la est de CFR București-Snagov | Epoca bronzului                                                                   | Încarcă foto \| video | Raportează eroare |
| IF-I-s-B-15160                                                 | Așezare                                                                                         | sat Căldăraru; comuna Cernica                     | În punct „Colțul Pădurii Căldăraru”, pe malul vestic al lacului Cernica, vis-à- vis de ștrandul Cernica | Epoca bronzului                                                                   | Încarcă foto \| video | Raportează eroare |
| IF-I-s-A-15161 (RAN: 101779.02)                                | Situl arheologic de la Căldăraru                                                                | sat Căldăraru; comuna Cernica                     | În punct „Mănăstirea Iezerul”, pe malul vestic al lacului Cernica, la circa 500 m nord de sat |                                                                                   | Încarcă foto \| video | Raportează eroare |
| IF-I-m-B-15161.01                                              | Fosta mănăstire Iezerul (fundații)                                                              | sat Căldăraru; comuna Cernica                     | În punct „Mănăstirea Iezerul”, pe malul de vest al lacului Cernica, la circa 500 m nord de sat | sec. XVII - XVIII                                                                 | Încarcă foto \| video | Raportează eroare |
| IF-I-m-B-15161.02 (RAN: 101779.02.06)                          | Așezare                                                                                         | sat Căldăraru; comuna Cernica                     | În punct „Mănăstirea Iezerul”, pe malul de vest al lacului Cernica, la circa 500 m nord de sat | sec. XVI - XVIII                                                                  | Încarcă foto \| video | Raportează eroare |
| IF-I-m-B-15161.03 (RAN: 101779.02.07)                          | Necropolă                                                                                       | sat Căldăraru; comuna Cernica                     | În punct „Mănăstirea Iezerul”, pe malul de vest al lacului Cernica, la circa 500 m nord de sat | sec. XVI - XVIII                                                                  | Încarcă foto \| video | Raportează eroare |
| IF-I-m-B-15161.04 (RAN: 101779.02.05)                          | Așezare                                                                                         | sat Căldăraru; comuna Cernica                     | În punct „Mănăstirea Iezerul”, pe malul de vest al lacului Cernica, la circa 500 m nord de sat | sec. V-VI p. Chr.                                                                 | Încarcă foto \| video | Raportează eroare |
| IF-I-m-B-15161.05 (RAN: 101779.02.04)                          | Așezare                                                                                         | sat Căldăraru; comuna Cernica                     | În punct „Mănăstirea Iezerul”, pe malul de vest al lacului Cernica, la circa 500 m nord de sat | sec. II - III p. Chr.                                                             | Încarcă foto \| video | Raportează eroare |
| IF-I-m-B-15161.06 (RAN: 101779.02.09)                          | Așezare                                                                                         | sat Căldăraru; comuna Cernica                     | În punct „Mănăstirea Iezerul”, pe malul de vest al lacului Cernica, la circa 500 m nord de sat | sec. IV - III a. Chr.                                                             | Încarcă foto \| video | Raportează eroare |
| IF-I-m-B-15161.07 (RAN: 101779.02.03)                          | Așezare                                                                                         | sat Căldăraru; comuna Cernica                     | În punct „Mănăstirea Iezerul”, pe malul de vest al lacului Cernica, la circa 500 m nord de sat | Epoca bronzului, culturile Glina și Tei, faza III                                 | Încarcă foto \| video | Raportează eroare |
| IF-I-m-B-15161.08                                              | Necropolă                                                                                       | sat Căldăraru; comuna Cernica                     | În punct „Mănăstirea Iezerul”, pe malul de vest al lacului Cernica, la circa 500 m nord de sat | Epoca neolitică, cultura Boian, fazele Bolintineanu și Giulești                   | Încarcă foto \| video | Raportează eroare |
| IF-I-m-B-15161.09 (RAN: 101779.02.02)                          | Așezare                                                                                         | sat Căldăraru; comuna Cernica                     | În punct „Mănăstirea Iezerul”, pe malul de vest al lacului Cernica, la circa 500 m nord de sat | Epoca neolitică, cultura Boian, faza Bolintineanu                                 | Încarcă foto \| video | Raportează eroare |
| IF-I-m-B-15161.10 (RAN: 101779.02.01, 101779.02.10)            | Așezare                                                                                         | sat Căldăraru; comuna Cernica                     | În punct „Mănăstirea Iezerul”, pe malul de vest al lacului Cernica, la circa 500 m nord de sat | Epoca neolitică, Cultura Dudești, faza Cernica                                    | Încarcă foto \| video | Raportează eroare |
| IF-I-s-B-15162                                                 | Așezare                                                                                         | sat Căldăraru; comuna Cernica                     | În punct „Gara Cățelu”, pe malul vestic al lacului Pantelimon | Epoca geto-dacică                                                                 | Încarcă foto \| video | Raportează eroare |
| IF-I-s-B-15163                                                 | Așezare                                                                                         | sat Căldăraru; comuna Cernica                     | Pe malul vestic al lacului Pantelimon, la vest de șoseaua de centură | Epoca daco-romană                                                                 | Încarcă foto \| video | Raportează eroare |
| IF-I-s-B-15164                                                 | Situl arheologic de la Cățelu                                                                   | sat Cățelu; comuna Glina                          | Pe malul stâng al Dâmboviței, din partea de sud-vest a satului, până la șoseaua Cățelu-Glina |                                                                                   | Încarcă foto \| video | Raportează eroare |
| IF-I-m-B-15164.01 (RAN: 179365.01.02)                          | Așezare                                                                                         | sat Cățelu; comuna Glina                          | Pe malul stâng al Dâmboviței, din partea de sud-vest a satului, până la șoseaua Cățelu-Glina | sec. III - IV p. Chr.                                                             | Încarcă foto \| video | Raportează eroare |
| IF-I-m-B-15164.02 (RAN: 179365.01.01)                          | Așezare                                                                                         | sat Cățelu; comuna Glina                          | Pe malul stâng al Dâmboviței, din partea de sud-vest a satului, până la șoseaua Cățelu-Glina | Epoca geto-dacică                                                                 | Încarcă foto \| video | Raportează eroare |
| IF-I-s-B-15165 (RAN: 179365.02)                                | Situl arheologic de la Cățelu                                                                   | sat Cățelu; comuna Glina                          | Pe malul de nord al Dâmboviței și pe malurile unei văi afluente, din marginea sud-estică a satului, până la calea ferată                                                                                                  |                                                                                   | Încarcă foto \| video | Raportează eroare |
| IF-I-m-B-15165.01 (RAN: 179365.02.01)                          | Așezare                                                                                         | sat Cățelu; comuna Glina                          | Pe malul de nord al Dâmboviței și pe malurile unei văi afluente, din marginea sud-estică a satului, până la calea ferată                                                                                                  | sec. IX - XI                                                                      | Încarcă foto \| video | Raportează eroare |
| IF-I-m-B-15165.02 (RAN: 179365.02.02)                          | Așezare                                                                                         | sat Cățelu; comuna Glina                          | Pe malul de nord al Dâmboviței și pe malurile unei văi afluente, din marginea sud-estică a satului, până la calea ferată                                                                                                  | Epoca bronzului                                                                   | Încarcă foto \| video | Raportează eroare |
| IF-I-s-B-15166 (RAN: 179258.01)                                | Situl arheologic de la Chiajna                                                                  | sat Chiajna; comuna Chiajna                       | Pe malul drept înalt al Dâmboviței, între conac și cimitir |                                                                                   | Încarcă foto \| video | Raportează eroare |
| IF-I-m-B-15166.01 (RAN: 179258.01.05)                          | Așezare                                                                                         | sat Chiajna; comuna Chiajna                       | Pe malul drept înalt al Dâmboviței, între conac și cimitir | sec. XVI - XVII                                                                   | Încarcă foto \| video | Raportează eroare |
| IF-I-m-B-15166.02 (RAN: 179258.01.04)                          | Așezare                                                                                         | sat Chiajna; comuna Chiajna                       | Pe malul drept înalt al Dâmboviței, între conac și cimitir | sec. VI                                                                           | Încarcă foto \| video | Raportează eroare |
| IF-I-m-B-15166.03 (RAN: 179258.01.03)                          | Așezare                                                                                         | sat Chiajna; comuna Chiajna                       | Pe malul drept înalt al Dâmboviței, între conac și cimitir | Epoca geto-dacică                                                                 | Încarcă foto \| video | Raportează eroare |
| IF-I-m-B-15166.04 (RAN: 179258.01.02)                          | Așezare                                                                                         | sat Chiajna; comuna Chiajna                       | Pe malul drept înalt al Dâmboviței, între conac și cimitir | Epoca bronzului, cultura Tei                                                      | Încarcă foto \| video | Raportează eroare |
| IF-I-m-B-15166.05 (RAN: 179258.01.01)                          | Așezare                                                                                         | sat Chiajna; comuna Chiajna                       | Pe malul drept înalt al Dâmboviței, între conac și cimitir | Epoca neolitică                                                                   | Încarcă foto \| video | Raportează eroare |
| IF-I-s-B-15167 (RAN: 179294.01)                                | Așezare                                                                                         | oraș Chitila                                      | „Fosta fermă zootehnică de ovine”, pe malul nod-vestic al lacului Chitila, pe malul sudic al lacului Mogoșoaia, la E de calea ferată București - Ploiești                                                                 | Epoca daco-romană                                                                 | Încarcă foto \| video | Raportează eroare |
| IF-I-s-B-15169 (RAN: 101911.03)                                | Așezare                                                                                         | sat Ciolpani; comuna Ciolpani                     | În punct „Mănăstirea Țigănești”, pe malul drept al Bălții Mănăstirii, la confluența acesteia cu Valea Schitului | sec. III - IV p. Chr.                                                             | Încarcă foto \| video | Raportează eroare |
| IF-I-s-B-15170 (RAN: 101911.02)                                | Situl arheologic de la Ciolpani                                                                 | sat Ciolpani; comuna Ciolpani                     | În punct „la Comoară”, pe malul de vest al văii Lacului Ciurii |                                                                                   | Încarcă foto \| video | Raportează eroare |
| IF-I-s-B-15170.01                                              | Așezare                                                                                         | sat Ciolpani; comuna Ciolpani                     | În punct „la Comoară”, pe malul de vest al văii Lacului Ciurii | sec. IV - V p. Chr.                                                               | Încarcă foto \| video | Raportează eroare |
| IF-I-s-B-15170.02                                              | Așezare                                                                                         | sat Ciolpani; comuna Ciolpani                     | În punct „la Comoară”, pe malul de vest al văii Lacului Ciurii | sec. II - III p. Chr.                                                             | Încarcă foto \| video | Raportează eroare |
| IF-I-s-B-15171 (RAN: 101911.01)                                | Situl arheologic de la Țigănești                                                                | sat Ciolpani; comuna Ciolpani                     | În punct „sere”, pe malul drept al Ialomiței |                                                                                   | Încarcă foto \| video | Raportează eroare |
| IF-I-m-B-15171.01 (RAN: 101911.01.02)                          | Așezare                                                                                         | sat Ciolpani; comuna Ciolpani                     | În punct „sere”, pe malul drept al Ialomiței | sec. VI                                                                           | Încarcă foto \| video | Raportează eroare |
| IF-I-m-B-15171.02 (RAN: 101911.01.01)                          | Așezare                                                                                         | sat Ciolpani; comuna Ciolpani                     | În punct „sere”, pe malul drept al Ialomiței | sec. IV p. Chr.                                                                   | Încarcă foto \| video | Raportează eroare |
| IF-I-s-B-15172 (RAN: 101911.04)                                | Situl arheologic de la Țigănești                                                                | sat Ciolpani; comuna Ciolpani                     | Pe malul drept al Ialomiței, la nord-est de sat |                                                                                   | Încarcă foto \| video | Raportează eroare |
| IF-I-m-B-15172.01 (RAN: 101911.04.01)                          | Așezare                                                                                         | sat Ciolpani; comuna Ciolpani                     | Pe malul drept al Ialomiței, la nord-est de sat | sec. VI                                                                           | Încarcă foto \| video | Raportează eroare |
| IF-I-m-B-15172.02 (RAN: 101911.04.02)                          | Așezare                                                                                         | sat Ciolpani; comuna Ciolpani                     | Pe malul drept al Ialomiței, la nord-est de sat | sec. II - IV p. Chr.                                                              | Încarcă foto \| video | Raportează eroare |
| IF-I-m-B-15172.03 (RAN: 101911.04.03)                          | Așezare                                                                                         | sat Ciolpani; comuna Ciolpani                     | Pe malul drept al Ialomiței, la nord-est de sat | Hallstatt                                                                         | Încarcă foto \| video | Raportează eroare |
| IF-I-s-B-15173 (RAN: 101966.01)                                | Tell-urile de la Ciorogârla                                                                     | sat Ciorogârla; comuna Ciorogârla                 | În punct „La Plopi”, imediat pe malul stâng al pârâului Ciorogârla, de la circa 100 m vest de podul șoseaua București- Bolintin                                                                                           | Epoca neolitică, cultura Boian                                                    | Încarcă foto \| video | Raportează eroare |
| IF-I-s-B-15174 (RAN: 101966.02)                                | Situl arheologic de la Ciorogârla                                                               | sat Ciorogârla; comuna Ciorogârla                 | În punct „Liceul Agro-industrial”, pe malul stâng al pârâului Ciorogârla, la circa 200 m vest de șoseaua București-Bolintin                                                                                               |                                                                                   | Încarcă foto \| video | Raportează eroare |
| IF-I-s-B-15174.01                                              | Așezare                                                                                         | sat Ciorogârla; comuna Ciorogârla                 | În punct „Liceul Agro-industrial”, pe malul stâng al pârâului Ciorogârla, la circa 200 m vest de șoseaua București-Bolintin                                                                                               | sec. III - IV p. Chr.                                                             | Încarcă foto \| video | Raportează eroare |
| IF-I-m-B-15174.02 (RAN: 101966.02.02)                          | Așezare                                                                                         | sat Ciorogârla; comuna Ciorogârla                 | În punct „Liceul Agro-industrial”, pe malul stâng al pârâului Ciorogârla, la circa 200 m vest de șoseaua București-Bolintin                                                                                               | Epoca bronzului, cultura Glina                                                    | Încarcă foto \| video | Raportează eroare |
| IF-I-m-B-15174.03 (RAN: 101966.02.01)                          | Așezare                                                                                         | sat Ciorogârla; comuna Ciorogârla                 | În punct „Liceul Agro-industrial”, pe malul stâng al pârâului Ciorogârla, la circa 200 m vest de șoseaua București-Bolintin                                                                                               | Epoca neolitică                                                                   | Încarcă foto \| video | Raportează eroare |
| IF-I-s-B-15175 (RAN: 101966.03)                                | Situl arheologic de la Ciorogârla                                                               | sat Ciorogârla; comuna Ciorogârla                 | În punct „Valea Mirii”, pe malul drept al pârâului Ciorogârla, de la circa 300 m spre V de șoseaua București-Bolintin |                                                                                   | Încarcă foto \| video | Raportează eroare |
| IF-I-m-B-15175.01 (RAN: 101966.03.04)                          | Așezare                                                                                         | sat Ciorogârla; comuna Ciorogârla                 | În punct „Valea Mirii”, pe malul drept al pârâului Ciorogârla, de la circa 300 m spre vest de șoseaua București-Bolintin                                                                                                  | sec. IX - XI                                                                      | Încarcă foto \| video | Raportează eroare |
| IF-I-m-B-15175.02 (RAN: 101966.03.02, 101966.03.03)            | Așezare                                                                                         | sat Ciorogârla; comuna Ciorogârla                 | În punct „Valea Mirii”, pe malul drept al pârâului Ciorogârla, de la circa 300 m spre vest de șoseaua București-Bolintin                                                                                                  | sec. II - IV p. Chr.                                                              | Încarcă foto \| video | Raportează eroare |
| IF-I-m-B-15175.03                                              | Așezare                                                                                         | sat Ciorogârla; comuna Ciorogârla                 | În punct „Valea Mirii”, pe malul drept al pârâului Ciorogârla, de la circa 300 m spre vest de șoseaua București-Bolintin                                                                                                  | sec. I a. Chr.                                                                    | Încarcă foto \| video | Raportează eroare |
| IF-I-m-B-15175.04 (RAN: 101966.03.01)                          | Așezare                                                                                         | sat Ciorogârla; comuna Ciorogârla                 | În punct „Valea Mirii”, pe malul drept al pârâului Ciorogârla, de la circa 300 m spre vest de șoseaua București-Bolintin                                                                                                  | Epoca bronzului, cultura Glina                                                    | Încarcă foto \| video | Raportează eroare |
| IF-I-s-B-15176 (RAN: 101966.04)                                | Situl arheologic de la Clinceni                                                                 | sat Clinceni; comuna Clinceni                     | În punct „poteca Ciurari-Slobozia”, pe malul drept al pârâului Ciorogârla |                                                                                   | Încarcă foto \| video | Raportează eroare |
| IF-I-m-B-15176.01 (RAN: 101966.04.02)                          | Așezare                                                                                         | sat Clinceni; comuna Clinceni                     | În punct „poteca Ciurari-Slobozia”, pe malul drept al pârâului Ciorogârla | sec. XV - XVI                                                                     | Încarcă foto \| video | Raportează eroare |
| IF-I-m-B-15176.02 (RAN: 101966.04.01)                          | Așezare                                                                                         | sat Clinceni; comuna Clinceni                     | În punct „poteca Ciurari-Slobozia”, pe malul drept al pârâului Ciorogârla | sec. III - IV p. Chr.                                                             | Încarcă foto \| video | Raportează eroare |
| IF-I-s-B-15177 (RAN: 102044.01)                                | Situl arheologic de la Clinceni                                                                 | sat Clinceni; comuna Clinceni                     | În punct „biserica lui Ramadam Paleologu”, traversată de drumul spre aeroportul Clinceni, pe malul stâng al pârâului Sabar                                                                                                |                                                                                   | Încarcă foto \| video | Raportează eroare |
| IF-I-m-B-15177.01 (RAN: 102044.01.03)                          | Așezare                                                                                         | sat Clinceni; comuna Clinceni                     | În punct „biserica lui Ramadam Paleologu”, traversată de drumul spre aeroportul Clinceni, pe malul stâng al pârâului Sabar                                                                                                | sec. XVI - XVIII                                                                  | Încarcă foto \| video | Raportează eroare |
| IF-I-m-B-15177.02 (RAN: 102044.01.02)                          | Așezare                                                                                         | sat Clinceni; comuna Clinceni                     | În punct „biserica lui Ramadam Paleologu”, traversată de drumul spre aeroportul Clinceni, pe malul stâng al pârâului Sabar                                                                                                | sec. IX - XI                                                                      | Încarcă foto \| video | Raportează eroare |
| IF-I-m-B-15177.03 (RAN: 102044.01.01)                          | Așezare                                                                                         | sat Clinceni; comuna Clinceni                     | În punct „biserica lui Ramadam Paleologu”, traversată de drumul spre aeroportul Clinceni, pe malul stâng al pârâului Sabar                                                                                                | sec. III - IV p. Chr.                                                             | Încarcă foto \| video | Raportează eroare |
| IF-I-s-B-15178 (RAN: 104555.04)                                | Situl arheologic de la Cocioc                                                                   | sat Cocioc; comuna Periș                          | În punct „Marginea estică a satului”, pe malul sudic al lacului Snagov |                                                                                   | Încarcă foto \| video | Raportează eroare |
| IF-I-m-B-15178.01 (RAN: 104555.04.01)                          | Așezare                                                                                         | sat Cocioc; comuna Periș                          | În punct „Marginea estică a satului”, pe malul sudic al lacului Snagov | Epoca medievală                                                                   | Încarcă foto \| video | Raportează eroare |
| IF-I-m-B-15178.02 (RAN: 104555.04.02)                          | Așezare                                                                                         | sat Cocioc; comuna Periș                          | În punct „Marginea estică a satului”, pe malul sudic al lacului Snagov | Epoca bronzului                                                                   | Încarcă foto \| video | Raportează eroare |
| IF-I-m-B-15178.03                                              | Așezare                                                                                         | sat Cocioc; comuna Periș                          | În punct „La Clinceanu”, pe malul sudic al lacului Snagov, la 500 m est de sat | sec. VI                                                                           | Încarcă foto \| video | Raportează eroare |
| IF-I-m-B-15178.04 (RAN: 104555.04.03, 104555.04.04)            | Așezare                                                                                         | sat Cocioc; comuna Periș                          | În punct „La Clinceanu”, pe malul sudic al lacului Snagov, la 500 m est de sat | Epoca bronzului                                                                   | Încarcă foto \| video | Raportează eroare |
| IF-I-m-B-15178.05 (RAN: 104555.04.05)                          | Așezare                                                                                         | sat Cocioc; comuna Periș                          | În punct „La Vernescu”, pe malul sudic al lacului Snagov, spre hotarul cu comuna Snagov | sec. IV - V p. Chr.                                                               | Încarcă foto \| video | Raportează eroare |
| IF-I-m-B-15178.06 (RAN: 104555.04.06)                          | Așezare                                                                                         | sat Cocioc; comuna Periș                          | În punct „La Vernescu”, pe malul sudic al lacului Snagov, spre hotarul cu comuna Snagov | Epoca neolitică, cultura Gumelnița                                                | Încarcă foto \| video | Raportează eroare |
| IF-I-s-B-15233 (RAN: 104555.03)                                | Situl arheologic de la Cocioc                                                                   | sat Cocioc; comuna Periș                          | Pe ambele maluri ale Vlăsiei |                                                                                   | Încarcă foto \| video | Raportează eroare |
| IF-I-m-B-15233.01                                              | Așezare                                                                                         | sat Cocioc; comuna Periș                          | La 600 m sud-est de calea ferată București-Ploiești, pe malul drept al pârâului Vlăsia | sec. XVII - XVIII                                                                 | Încarcă foto \| video | Raportează eroare |
| IF-I-m-B-15233.02 (RAN: 104555.03.01)                          | Așezare                                                                                         | sat Cocioc; comuna Periș                          | La 500 m vest de drumul Periș- Ostratu, pe malul drept al Vlăsiei | Epoca bronzului                                                                   | Încarcă foto \| video | Raportează eroare |
| IF-I-m-B-15233.03 (RAN: 104555.03.06)                          | Așezare                                                                                         | sat Cocioc; comuna Periș                          | La est șivest de drumul Periș- Ostratu, pe ambele maluri ale Vlăsiei | Epoca bronzului, cultura Glina                                                    | Încarcă foto \| video | Raportează eroare |
| IF-I-m-B-15233.04 (RAN: 104555.03.07)                          | Așezare                                                                                         | sat Cocioc; comuna Periș                          | La circa 500 m est de drumul Periș-Ostratu, pe ambele maluri ale Vlăsiei | sec. II - III p. Chr.                                                             | Încarcă foto \| video | Raportează eroare |
| IF-I-m-B-15233.05 (RAN: 104555.03.02)                          | Așezare                                                                                         | sat Cocioc; comuna Periș                          | La circa 500 m est de drumul Periș-Ostratu, pe ambele maluri ale Vlăsiei | sec. II - I a. Chr., Epoca geto-dacică                                            | Încarcă foto \| video | Raportează eroare |
| IF-I-m-B-15233.06                                              | Așezare                                                                                         | sat Cocioc; comuna Periș                          | Pe malul stâng al Vlăsiei, la est de crescătoria de pește | sec. V - VI                                                                       | Încarcă foto \| video | Raportează eroare |
| IF-I-m-B-15233.07                                              | Așezare                                                                                         | sat Cocioc; comuna Periș                          | Pe malul stâng al Vlăsiei, la est de crescătoria de pește | sec. II - III p. Chr.                                                             | Încarcă foto \| video | Raportează eroare |
| IF-I-s-B-15179 (RAN: 102179.02)                                | Așezare                                                                                         | sat Corbeanca; comuna Corbeanca                   | În punct „Blocurile de specialiști”, pe malul drept al pârâului Cociovaliștea | sec. III - IV p. Chr.                                                             | Încarcă foto \| video | Raportează eroare |
| IF-I-s-B-15180 (RAN: 102179.01)                                | Situl arheologic de la Corbeanca                                                                | sat Corbeanca; comuna Corbeanca                   | În punct „Fosta Stație de Pompare”, la sud-est de cătunul Mecheaua, pe malul stâng al pârâului Cociovaliștea |                                                                                   | Încarcă foto \| video | Raportează eroare |
| IF-I-m-B-15180.01 (RAN: 102179.01.05)                          | Așezare                                                                                         | sat Corbeanca; comuna Corbeanca                   | În punct „Fosta Stație de Pompare”, la sud-est de cătunul Mecheaua, pe malul stâng al pârâului Cociovaliștea | sec. XVIII                                                                        | Încarcă foto \| video | Raportează eroare |
| IF-I-m-B-15180.02 (RAN: 102179.01.04)                          | Așezare                                                                                         | sat Corbeanca; comuna Corbeanca                   | În punct „Fosta Stație de Pompare”, la sud-est de cătunul Mecheaua, pe malul stâng al pârâului Cociovaliștea | sec. X                                                                            | Încarcă foto \| video | Raportează eroare |
| IF-I-m-B-15180.03 (RAN: 102179.01.03)                          | Așezare                                                                                         | sat Corbeanca; comuna Corbeanca                   | În punct „Fosta Stație de Pompare”, la sud-est de cătunul Mecheaua, pe malul stâng al pârâului Cociovaliștea | sec. V - VI                                                                       | Încarcă foto \| video | Raportează eroare |
| IF-I-m-B-15180.04 (RAN: 102179.01.02)                          | Așezare                                                                                         | sat Corbeanca; comuna Corbeanca                   | În punct „Fosta Stație de Pompare”, la sud-est de cătunul Mecheaua, pe malul stâng al pârâului Cociovaliștea | sec. II - I a. Chr., Epoca geto-dacică                                            | Încarcă foto \| video | Raportează eroare |
| IF-I-m-B-15180.05 (RAN: 102179.01.01)                          | Așezare                                                                                         | sat Corbeanca; comuna Corbeanca                   | În punct „Fosta Stație de Pompare”, la sud-est de cătunul Mecheaua, pe malul stâng al pârâului Cociovaliștea | Epoca bronzului                                                                   | Încarcă foto \| video | Raportează eroare |
| IF-I-s-B-15181 (RAN: 102222.03)                                | Așezare                                                                                         | sat Cornetu; comuna Cornetu                       | Pe malul de sud al Sabarului, la vest de șoseaua spre aeroportul Clinceni | Epoca geto-dacică                                                                 | Încarcă foto \| video | Raportează eroare |
| IF-I-s-B-15182 (RAN: 102222.04)                                | Fundațiile bisericii de la Cornetu                                                              | sat Cornetu; comuna Cornetu                       | În punct „La Bisericuță”, în marginea de sud a satului, pe malul lacului Mihăilești-Argeș | sec. XVII - XVIII                                                                 | Încarcă foto \| video | Raportează eroare |
| IF-I-s-B-20254 (RAN: 105437.01)                                | Situl arheologic de la Crețuleasca                                                              | sat Crețuleasca; comuna Ștefăneștii de Jos        | Pe malul drept al pârâului Pasărea, de la est de hotarul cu comuna Tunari până în marginea vestică a satului Crețuleasca                                                                                                  |                                                                                   | Încarcă foto \| video | Raportează eroare |
| IF-I-m-B-20254.01 (RAN: 105437.01.01)                          | Așezare                                                                                         | sat Crețuleasca; comuna Ștefăneștii de Jos        | Pe malul drept al pârâului Pasărea, de la est de hotarul cu comuna Tunari până în marginea vestică a satului Crețuleasca                                                                                                  | sec. IX - X                                                                       | Încarcă foto \| video | Raportează eroare |
| IF-I-m-B-20254.02 (RAN: 105437.01.02)                          | Așezare                                                                                         | sat Crețuleasca; comuna Ștefăneștii de Jos        | Pe malul drept al pârâului Pasărea, de la est de hotarul cu comuna Tunari până în marginea vestică a satului Crețuleasca                                                                                                  | sec. III - IV p. Chr.                                                             | Încarcă foto \| video | Raportează eroare |
| IF-I-m-B-20254.03 (RAN: 105437.01.03)                          | Așezare                                                                                         | sat Crețuleasca; comuna Ștefăneștii de Jos        | Pe malul drept al pârâului Pasărea, de la est de hotarul cu comuna Tunari până în marginea vestică a satului Crețuleasca                                                                                                  | Epoca geto-dacică                                                                 | Încarcă foto \| video | Raportează eroare |
| IF-I-m-B-20254.04 (RAN: 105437.01.04)                          | Așezare                                                                                         | sat Crețuleasca; comuna Ștefăneștii de Jos        | Pe malul drept al pârâului Pasărea, în marginea nord-estică a satului | Epocă daco-romană                                                                 | Încarcă foto \| video | Raportează eroare |
| IF-I-s-B-15183 (RAN: 102482.01)                                | Situl arheologic de la Dascălu                                                                  | sat Dascălu; comuna Dascălu                       | La vest de sat, pe ambele maluri ale unei văi afluente pârâului Mostiștea |                                                                                   | Încarcă foto \| video | Raportează eroare |
| IF-I-m-B-15183.01 (RAN: 102482.01.02)                          | Așezare                                                                                         | sat Dascălu; comuna Dascălu                       | La vest de sat, pe ambele maluri ale unei văi afluente pârâului Mostiștea | sec. IX - XI, Epoca medieval timpurie                                             | Încarcă foto \| video | Raportează eroare |
| IF-I-m-B-15183.02 (RAN: 102482.01.01)                          | Așezare                                                                                         | sat Dascălu; comuna Dascălu                       | La vest de sat, pe ambele maluri ale unei văi afluente pârâului Mostiștea | Epoca bronzului                                                                   | Încarcă foto \| video | Raportează eroare |
| IF-I-s-B-15184 (RAN: 102534.01)                                | Așezare                                                                                         | sat Dărăști-Ilfov; comuna Dărăști-Ilfov           | Pe malul stâng al Argeșului, în marginea sud-vest a satului | sec. XVI - XVII                                                                   | Încarcă foto \| video | Raportează eroare |
| IF-I-s-B-15185 (RAN: 105598.01)                                | Situl arheologic de la Dimieni                                                                  | sat Dimieni; comuna Tunari                        | Spre colțul nord-estic al incintei aeroportului Otopeni |                                                                                   | Încarcă foto \| video | Raportează eroare |
| IF-I-m-B-15185.01 (RAN: 105598.01.01)                          | Așezare                                                                                         | sat Dimieni; comuna Tunari                        | Spre colțul nord-estic al incintei aeroportului Otopeni | Epoca daco-romană                                                                 | Încarcă foto \| video | Raportează eroare |
| IF-I-m-B-15185.02 (RAN: 105598.01.02)                          | Necropolă plană de incinerație                                                                  | sat Dimieni; comuna Tunari                        | Spre colțul nord-estic al incintei aeroportului Otopeni | sec. II-I a. Chr.                                                                 | Încarcă foto \| video | Raportează eroare |
| IF-I-m-B-15185.03 (RAN: 105598.01.03)                          | Așezare                                                                                         | sat Dimieni; comuna Tunari                        | Spre colțul est-nord al incintei aeroportului Otopeni | sec. II-I a. Chr.                                                                 | Încarcă foto \| video | Raportează eroare |
| IF-I-s-B-15186 (RAN: 105598.02)                                | Situl arheologic de la Dimieni                                                                  | sat Dimieni; comuna Tunari                        | La 1 km vest de șos. Tunari- Balotești și 300 m nord de incinta aeroportului Otopeni |                                                                                   | Încarcă foto \| video | Raportează eroare |
| IF-I-m-B-15186.01 (RAN: 105598.02.01)                          | Necropolă                                                                                       | sat Dimieni; comuna Tunari                        | La 1 km vest de șos. Tunari- Balotești și 300 m nord de incinta aeroportului Otopeni | sec. XVII                                                                         | Încarcă foto \| video | Raportează eroare |
| IF-I-m-B-15186.02 (RAN: 105598.02.02)                          | Așezare                                                                                         | sat Dimieni; comuna Tunari                        | La 1 km vest de șos. Tunari- Balotești și 300 m nord de incinta aeroportului Otopeni | sec. XVII                                                                         | Încarcă foto \| video | Raportează eroare |
| IF-I-m-B-15186.03 (RAN: 105598.02.03)                          | Așezare                                                                                         | sat Dimieni; comuna Tunari                        | La 1 km vest de șos. Tunari- Balotești și 300 m nord de incinta aeroportului Otopeni | Epoca bronzului                                                                   | Încarcă foto \| video | Raportează eroare |
| IF-I-s-B-15187 (RAN: 105598.03)                                | Așezare                                                                                         | sat Dimieni; comuna Tunari                        | La 1 km vest de șos. Tunari- Balotești, între CD10 și CD18 | Epoca geto-dacică                                                                 | Încarcă foto \| video | Raportează eroare |
| IF-I-s-B-15188 (RAN: 102589.01)                                | Situl arheologic de la Domnești                                                                 | sat Domnești; comuna Domnești                     | În cătunul Cațiche, la vest de biserică, pe malul stâng al pârâului Sabar |                                                                                   | Încarcă foto \| video | Raportează eroare |
| IF-I-m-B-15188.01 (RAN: 102589.01.03)                          | Așezare                                                                                         | sat Domnești; comuna Domnești                     | În cătunul Cațiche, la vest de biserică, pe malul stâng al pârâului Sabar | sec. XVI - XVIII                                                                  | Încarcă foto \| video | Raportează eroare |
| IF-I-m-B-15188.02 (RAN: 102589.01.02)                          | Așezare                                                                                         | sat Domnești; comuna Domnești                     | În cătunul Cațiche, la vest de biserică, pe malul stâng al pârâului Sabar | sec. III - IV p. Chr.                                                             | Încarcă foto \| video | Raportează eroare |
| IF-I-m-B-15188.03 (RAN: 102589.01.01)                          | Așezare                                                                                         | sat Domnești; comuna Domnești                     | În cătunul Cațiche, la vest de biserică, pe malul stâng al pârâului Sabar | Epoca neolitică                                                                   | Încarcă foto \| video | Raportează eroare |
| IF-I-s-B-15189 (RAN: 102589.02)                                | Situl arheologic de la Domnești                                                                 | sat Domnești; comuna Domnești                     | În cătunul Cațiche, pe malul stâng al pârâului Sabar, în apropierea căii ferate |                                                                                   | Încarcă foto \| video | Raportează eroare |
| IF-I-m-B-15189.01 (RAN: 102589.02.02)                          | Așezare                                                                                         | sat Domnești; comuna Domnești                     | În cătunul Cațiche, pe malul stâng al pârâului Sabar, în apropierea căii ferate | sec. XV - XVI                                                                     | Încarcă foto \| video | Raportează eroare |
| IF-I-m-B-15189.02 (RAN: 102589.02.01)                          | Așezare                                                                                         | sat Domnești; comuna Domnești                     | În cătunul Cațiche, pe malul stâng al pârâului Sabar, în apropierea căii ferate | Epoca neolitică                                                                   | Încarcă foto \| video | Raportează eroare |
| IF-I-s-A-15190 (RAN: 102589.03)                                | Situl arheologic de la Domnești                                                                 | sat Domnești; comuna Domnești                     | Pe malul stâng al Sabarului, de la 300 m vest de drumul spre Țegheș până la șos. Domnești- București, la est |                                                                                   | Încarcă foto \| video | Raportează eroare |
| IF-I-m-A-15190.01 (RAN: 102589.03.04)                          | Așezare                                                                                         | sat Domnești; comuna Domnești                     | Pe malul stâng al Sabarului, de la 300 m vest de drumul spre Țegheș până la șos. Domnești- București, la est | sec. XVI - XIX                                                                    | Încarcă foto \| video | Raportează eroare |
| IF-I-m-A-15190.02 (RAN: 102589.03.03)                          | Așezare                                                                                         | sat Domnești; comuna Domnești                     | Pe malul stâng al Sabarului, de la 300 m vest de drumul spre Țegheș până la șos. Domnești- București, la est | sec. IX - XI                                                                      | Încarcă foto \| video | Raportează eroare |
| IF-I-m-A-15190.03 (RAN: 102589.03.02)                          | Așezare                                                                                         | sat Domnești; comuna Domnești                     | Pe malul stâng al Sabarului, de la 300 m vest de drumul spre Țegheș până la șos. Domnești- București, la est | sec. III - IV p. Chr.                                                             | Încarcă foto \| video | Raportează eroare |
| IF-I-m-A-15190.04 (RAN: 102589.03.01)                          | Așezare                                                                                         | sat Domnești; comuna Domnești                     | Pe malul stâng al Sabarului, de la 300 m vest de drumul spre Țegheș până la șos. Domnești- București, la est | Epoca bronzului                                                                   | Încarcă foto \| video | Raportează eroare |
| IF-I-s-B-20257 (RAN: 100987.03)                                | Situl arheologic de la Dumbrăveni                                                               | sat Dumbrăveni; comuna Balotești                  | Pe malul drept al pârâului Vlăsia, la vest de șoseaua spre Sanatoriul TBC și lanord-vest de sat |                                                                                   | Încarcă foto \| video | Raportează eroare |
| IF-I-m-B-20257.01 (RAN: 100987.03.01)                          | Așezare                                                                                         | sat Dumbrăveni; comuna Balotești                  | Pe malul drept al pârâului Vlăsia, la vest de șoseaua spre Sanatoriul TBC | Epoca medievală                                                                   | Încarcă foto \| video | Raportează eroare |
| IF-I-m-B-20257.02 (RAN: 100987.03.02)                          | Așezare                                                                                         | sat Dumbrăveni; comuna Balotești                  | Pe malul drept al pârâului Vlăsia, la vest de șoseaua spre Sanatoriul TBC | sec. IX - X                                                                       | Încarcă foto \| video | Raportează eroare |
| IF-I-m-B-20257.03 (RAN: 100987.03.03)                          | Așezare                                                                                         | sat Dumbrăveni; comuna Balotești                  | Pe malul drept al pârâului Vlăsia, la vest de șoseaua spre Sanatoriul TBC | sec. II - III p. Chr.                                                             | Încarcă foto \| video | Raportează eroare |
| IF-I-m-B-20257.04 (RAN: 100987.03.04)                          | Așezare                                                                                         | sat Dumbrăveni; comuna Balotești                  | Pe malul drept al pârâului Vlăsia, la nord-est de sat | sec. II-I a. Chr.                                                                 | Încarcă foto \| video | Raportează eroare |
| IF-I-s-B-20264 (RAN: 100987.01)                                | Situl arheologic de la Dumbrăveni                                                               | sat Dumbrăveni; comuna Balotești                  | În punct „La Nisipărie IV”, pe malul stâng al Cociovaliștei, la vest de biserica satului |                                                                                   | Încarcă foto \| video | Raportează eroare |
| IF-I-m-B-20264.01 (RAN: 100987.01.03)                          | Așezare                                                                                         | sat Dumbrăveni; comuna Balotești                  | În punct „La Nisipărie IV”, pe malul stâng al Cociovaliștei, la vest de biserica satului | sec. IV - V p. Chr.                                                               | Încarcă foto \| video | Raportează eroare |
| IF-I-m-B-20264.02 (RAN: 100987.01.02)                          | Așezare                                                                                         | sat Dumbrăveni; comuna Balotești                  | În punct „La Nisipărie IV”, pe malul stâng al Cociovaliștei, la vest de biserica satului | sec. II-I a. Chr.                                                                 | Încarcă foto \| video | Raportează eroare |
| IF-I-m-B-20264.03                                              | Așezare                                                                                         | sat Dumbrăveni; comuna Balotești                  | În punct „La Nisipărie IV”, pe malul stâng al Cociovaliștei, la vest de biserica satului | Epoca bronzului, cultura Tei, faza V                                              | Încarcă foto \| video | Raportează eroare |
| IF-I-s-B-17881 (fost B-I-s-B-17881)                            | Situl arheologic de la Fundenii Doamnei                                                         | sat Fundeni; comuna Dobroești                     | Pe malul nordic al lacului Fundeni, la est de biserica Fundenii Doamnei |                                                                                   | Încarcă foto \| video | Raportează eroare |
| IF-I-m-B-17881.01                                              | Așezare                                                                                         | sat Fundeni; comuna Dobroești                     | Pe malul nordic al lacului Fundeni, la est de biserica Fundenii Doamnei | sec. XVII - XVIII                                                                 | Încarcă foto \| video | Raportează eroare |
| IF-I-m-B-17881.02 (fost B-I-m-B-17881.01)                      | Așezare                                                                                         | sat Fundeni; comuna Dobroești                     | Pe malul nordic al lacului Fundeni, la est de biserica Fundenii Doamnei | sec. VI-VII                                                                       | Încarcă foto \| video | Raportează eroare |
| IF-I-m-B-17881.03                                              | Așezare                                                                                         | sat Fundeni; comuna Dobroești                     | Pe malul nordic al lacului Fundeni, la est de biserica Fundenii Doamnei | sec. IV p. Chr.                                                                   | Încarcă foto \| video | Raportează eroare |
| IF-I-m-B-17881.04                                              | Așezare                                                                                         | sat Fundeni; comuna Dobroești                     | Pe malul nordic al lacului Fundeni, la est de biserica Fundenii Doamnei | Hallstatt                                                                         | Încarcă foto \| video | Raportează eroare |
| IF-I-m-B-17881.05 (fost B-I-m-B-17881.02)                      | Așezare                                                                                         | sat Fundeni; comuna Dobroești                     | Pe malul nordic al lacului Fundeni, la est de biserica Fundenii Doamnei | Epoca bronzului, cultura Tei, faza Fundenii Doamnei                               | Încarcă foto \| video | Raportează eroare |
| IF-I-m-B-17881.06                                              | Așezare                                                                                         | sat Fundeni; comuna Dobroești                     | Pe malul nordic al lacului Fundeni, la est de biserica Fundenii Doamnei | Epoca neolitică, cultura Dudești                                                  | Încarcă foto \| video | Raportează eroare |
| IF-I-s-B-15145 (RAN: 101760.01)                                | Situl arheologic de la Bălăceanca, punct „Valea Câlnăului”                                      | sat Glina; comuna Glina                           | Pe ambele maluri ale Văii Câlnăului, în zona clădirilor fostei ferme legumicole Popești- Leordeni |                                                                                   | Încarcă foto \| video | Raportează eroare |
| IF-I-m-B-15145.01                                              | Așezare                                                                                         | sat Glina; comuna Glina                           | Pe ambele maluri ale Văii Câlnăului, în zona clădirilor fostei ferme legumicole Popești- Leordeni | sec. II - IV p. Chr.                                                              | Încarcă foto \| video | Raportează eroare |
| IF-I-m-B-15145.02                                              | Așezare                                                                                         | sat Glina; comuna Glina                           | Pe ambele maluri ale Văii Câlnăului, în zona clădirilor fostei ferme legumicole Popești- Leordeni | Epoca bronzului                                                                   | Încarcă foto \| video | Raportează eroare |
| IF-I-s-B-15192 (RAN: 179356.04)                                | Așezare                                                                                         | sat Glina; comuna Glina                           | În punct „Abator”, pe malul drept al Dâmboviței, la vest de abator | Epoca bronzului, cultura Tei                                                      | Încarcă foto \| video | Raportează eroare |
| IF-I-s-B-15193 (RAN: 179356.05)                                | Situl arheologic de la Glina                                                                    | sat Glina; comuna Glina                           | În punct „Canalul Colector”, pe malul drept al Dâmboviței, de la cca. 250 m est de șoseaua Glina-Cățelu, spre marginea de nord a satului, pe malul sudic al bălții Leordeni                                               |                                                                                   | Încarcă foto \| video | Raportează eroare |
| IF-I-m-B-15193.01 (RAN: 179356.05.01)                          | Necropolă                                                                                       | sat Glina; comuna Glina                           | În punct „Canalul Colector”, pe malul drept al Dâmboviței, de la cca. 250 m est de șoseaua Glina- Cățelu, spre marginea de nord a satului                                                                                 | sec. XVII - XVIII                                                                 | Încarcă foto \| video | Raportează eroare |
| IF-I-m-B-15193.02 (RAN: 179356.05.02)                          | Așezare                                                                                         | sat Glina; comuna Glina                           | În punct „Canalul Colector”, pe malul drept al Dâmboviței, de la cca. 250 m est de șoseaua Glina- Cățelu, spre marginea de nord a satului                                                                                 | sec. II - III p. Chr.                                                             | Încarcă foto \| video | Raportează eroare |
| IF-I-m-B-15193.03 (RAN: 179356.05.03)                          | Așezare                                                                                         | sat Glina; comuna Glina                           | În punct „Canalul Colector”, pe malul drept al Dâmboviței, de la cca. 250 m est de șoseaua Glina- Cățelu, spre marginea de nord a satului                                                                                 | Epoca bronzului                                                                   | Încarcă foto \| video | Raportează eroare |
| IF-I-m-B-15193.04 (RAN: 179356.05.04)                          | Așezare                                                                                         | sat Glina; comuna Glina                           | În punct „Canalul Colector”, pe malul drept al Dâmboviței, de la cca. 250 m est de șoseaua Glina- Cățelu, spre marginea de nord a satului                                                                                 | Epoca neolitică, Cultura Boian, faza Giulești; cultura Gumelnița                  | Încarcă foto \| video | Raportează eroare |
| IF-I-s-B-15194 (RAN: 179356.02)                                | Situl arheologic de la Glina                                                                    | sat Glina; comuna Glina                           | În punct „Via lui Poleașcă”, imediat la est de șos. Popești- Leordeni-Glina, pe malul drept al Dâmboviței |                                                                                   | Încarcă foto \| video | Raportează eroare |
| IF-I-m-B-15194.01 (RAN: 163707.02.01)                          | Așezare                                                                                         | sat Glina; comuna Glina                           | În punct „Via lui Poleașcă”, imediat la est de șos. Popești- Leordeni-Glina, pe malul drept al Dâmboviței | sec. III - IV p. Chr                                                              | Încarcă foto \| video | Raportează eroare |
| IF-I-m-B-15194.02 (RAN: 179356.02.02)                          | Așezare                                                                                         | sat Glina; comuna Glina                           | În punct „Via lui Poleașcă”, imediat la est de șos. Popești- Leordeni-Glina, pe malul drept al Dâmboviței | Epoca neolitică, cultura Gumelnița                                                | Încarcă foto \| video | Raportează eroare |
| IF-I-s-B-15195 (RAN: 179356.01)                                | Situl arheologic de la Glina                                                                    | sat Glina; comuna Glina                           | În punct „Sediul fostei Ferme nr. 1”, pe malul drept al Dâmboviței |                                                                                   | Încarcă foto \| video | Raportează eroare |
| IF-I-m-B-15195.01 (RAN: 179356.01.02)                          | Așezare                                                                                         | sat Glina; comuna Glina                           | În punct „Sediul fostei Ferme nr. 1”, pe malul drept al Dâmboviței | sec. III - IV p. Chr.                                                             | Încarcă foto \| video | Raportează eroare |
| IF-I-m-B-15195.02 (RAN: 179356.01.01)                          | Așezare                                                                                         | sat Glina; comuna Glina                           | În punct „Sediul fostei Ferme nr. 1”, pe malul drept al Dâmboviței | Epoca bronzului, cultura Glina                                                    | Încarcă foto \| video | Raportează eroare |
| IF-I-m-B-15195.03 (RAN: 179356.01.04)                          | Așezare                                                                                         | sat Glina; comuna Glina                           | În punct „Sediul fostei Ferme nr. 1”, pe malul drept al Dâmboviței | Epoca neolitică, cultura Boian                                                    | Încarcă foto \| video | Raportează eroare |
| IF-I-s-B-15196 (RAN: 179356.03)                                | Situl arheologic de la Glina                                                                    | sat Glina; comuna Glina                           | În jumătatea nord-est a satului, pe terasa înaltă a Dâmboviței, tăiată de str. Morii |                                                                                   | Încarcă foto \| video | Raportează eroare |
| IF-I-m-B-15196.01 (RAN: 179356.03.05)                          | Așezare                                                                                         | sat Glina; comuna Glina                           | În jumătatea nord-est a satului, pe terasa înaltă a Dâmboviței, tăiată de str. Morii | sec. XVII - XVIII                                                                 | Încarcă foto \| video | Raportează eroare |
| IF-I-m-B-15196.02 (RAN: 179356.03.02)                          | Așezare                                                                                         | sat Glina; comuna Glina                           | În jumătatea nord-est a satului, pe terasa înaltă a Dâmboviței, tăiată de str. Morii | sec. IX - XI                                                                      | Încarcă foto \| video | Raportează eroare |
| IF-I-m-B-15196.03 (RAN: 179356.03.04)                          | Așezare                                                                                         | sat Glina; comuna Glina                           | În jumătatea nord-est a satului, pe terasa înaltă a Dâmboviței, tăiată de str. Morii | sec. II - IV p. Chr.                                                              | Încarcă foto \| video | Raportează eroare |
| IF-I-m-B-15196.04                                              | Așezare                                                                                         | sat Glina; comuna Glina                           | În jumătatea nord-est a satului, pe terasa înaltă a Dâmboviței, tăiată de str. Morii | Epoca bronzului                                                                   | Încarcă foto \| video | Raportează eroare |
| IF-I-m-B-15196.05 (RAN: 179356.03.03)                          | Așezare                                                                                         | sat Glina; comuna Glina                           | În jumătatea nord-est a satului, pe terasa înaltă a Dâmboviței, tăiată de str. Morii | Epoca neolitică, cultura Gumelnița                                                | Încarcă foto \| video | Raportează eroare |
| IF-I-s-B-15197 (RAN: 103452.01)                                | Situl arheologic de la Grădiștea                                                                | sat Grădiștea; comuna Grădiștea                   | În punct „La Ceair”, pe malul de sud al lacului Căldărușani |                                                                                   | Încarcă foto \| video | Raportează eroare |
| IF-I-m-B-15197.01 (RAN: 103452.01.02)                          | Așezare                                                                                         | sat Grădiștea; comuna Grădiștea                   | În punct „La Ceair”, pe malul de sud al lacului Căldărușani | sec. II-I a. Chr.                                                                 | Încarcă foto \| video | Raportează eroare |
| IF-I-m-B-15197.02 (RAN: 103452.01.01)                          | Așezare                                                                                         | sat Grădiștea; comuna Grădiștea                   | În punct „La Ceair”, pe malul de sud al lacului Căldărușani | Epoca bronzului, culturile Glina și Tei                                           | Încarcă foto \| video | Raportează eroare |
| IF-I-s-B-15198 (RAN: 103452.02)                                | Situl arheologic de la Grădiștea                                                                | sat Grădiștea; comuna Grădiștea                   | Pe malul de sud al lacului Căldărușani, la nord de conacul Hagi Tudorache și biserica Sf. Vineri |                                                                                   | Încarcă foto \| video | Raportează eroare |
| IF-I-m-B-15198.01 (RAN: 103452.02.03)                          | Așezare                                                                                         | sat Grădiștea; comuna Grădiștea                   | Pe malul de sud al lacului Căldărușani, la nord de conacul Hagi Tudorache și biserica Sf. Vineri | sec. XVI - XVIII                                                                  | Încarcă foto \| video | Raportează eroare |
| IF-I-m-B-15198.02 (RAN: 103452.02.02)                          | Așezare                                                                                         | sat Grădiștea; comuna Grădiștea                   | Pe malul de sud al lacului Căldărușani, la nord de conacul Hagi Tudorache și biserica Sf. Vineri | sec. V - VI                                                                       | Încarcă foto \| video | Raportează eroare |
| IF-I-m-B-15198.03 (RAN: 103452.02.01)                          | Așezare                                                                                         | sat Grădiștea; comuna Grădiștea                   | Pe malul de sud al lacului Căldărușani, la nord de conacul Hagi Tudorache și biserica Sf. Vineri | Epoca bronzului                                                                   | Încarcă foto \| video | Raportează eroare |
| IF-I-s-B-15199 (RAN: 103452.03)                                | Situl arheologic de la Grădiștea                                                                | sat Grădiștea; comuna Grădiștea                   | Pe malul de sud al lacului Căldărușani, la nord-est de sediul Primăriei (Casa Greceanu) |                                                                                   | Încarcă foto \| video | Raportează eroare |
| IF-I-m-B-15199.01 (RAN: 103452.03.02)                          | Așezare                                                                                         | sat Grădiștea; comuna Grădiștea                   | Pe malul de sud al lacului Căldărușani, la nord-est de sediul Primăriei (Casa Greceanu) | Epoca geto-dacică                                                                 | Încarcă foto \| video | Raportează eroare |
| IF-I-m-B-15199.02 (RAN: 103452.03.01)                          | Așezare                                                                                         | sat Grădiștea; comuna Grădiștea                   | Pe malul de sud al lacului Căldărușani, la nord-est de sediul Primăriei (Casa Greceanu) | Epoca bronzului                                                                   | Încarcă foto \| video | Raportează eroare |
| IF-I-s-B-15200 (RAN: 101920.01)                                | Situl arheologic de la Izvorani                                                                 | sat Izvorani; comuna Ciolpani                     | Pe malul stâng al văii Lacul Ciurii, la vest de sat |                                                                                   | Încarcă foto \| video | Raportează eroare |
| IF-I-m-B-15200.01                                              | Așezare                                                                                         | sat Izvorani; comuna Ciolpani                     | Pe malul stâng al văii Lacul Ciurii, la vest de sat | sec. XV - XVIII                                                                   | Încarcă foto \| video | Raportează eroare |
| IF-I-m-B-15200.02                                              | Așezare                                                                                         | sat Izvorani; comuna Ciolpani                     | Pe malul stâng al văii Lacul Ciurii, la vest de sat | sec. VI-VII                                                                       | Încarcă foto \| video | Raportează eroare |
| IF-I-m-B-15200.03                                              | Așezare                                                                                         | sat Izvorani; comuna Ciolpani                     | Pe malul stâng al văii Lacul Ciurii, la vest de sat | sec. II - I a. Chr., Epoca geto-dacică                                            | Încarcă foto \| video | Raportează eroare |
| IF-I-m-B-15200.04                                              | Așezare                                                                                         | sat Izvorani; comuna Ciolpani                     | Pe malul stâng al văii Lacul Ciurii, la vest de sat | Epoca bronzului                                                                   | Încarcă foto \| video | Raportează eroare |
| IF-I-s-B-15201 (RAN: 103531.01)                                | Situl arheologic de la Lipia                                                                    | sat Lipia; comuna Gruiu                           | În punct „Dealul Morii” |                                                                                   | Încarcă foto \| video | Raportează eroare |
| IF-I-m-B-15201.01 (RAN: 103531.01.02)                          | Așezare                                                                                         | sat Lipia; comuna Gruiu                           | În punct „Dealul Morii” | sec. III p. Chr.                                                                  | Încarcă foto \| video | Raportează eroare |
| IF-I-m-B-15201.02 (RAN: 103531.01.01)                          | Așezare                                                                                         | sat Lipia; comuna Gruiu                           | În punct „Dealul Morii” | Hallstatt                                                                         | Încarcă foto \| video | Raportează eroare |
| IF-I-s-B-15202 (RAN: 103522.01)                                | Situl arheologic de la Lipia                                                                    | sat Lipia; comuna Gruiu                           | În punct „Maidan” |                                                                                   | Încarcă foto \| video | Raportează eroare |
| IF-I-m-B-15202.01 (RAN: 103522.01.04)                          | Necropolă de înhumație                                                                          | sat Lipia; comuna Gruiu                           | În punct „Maidan” | sec. XV-XVI                                                                       | Încarcă foto \| video | Raportează eroare |
| IF-I-m-B-15202.02 (RAN: 103522.01.03)                          | Așezare                                                                                         | sat Lipia; comuna Gruiu                           | În punct „Maidan” | sec. IX - XI, Epoca medieval timpurie                                             | Încarcă foto \| video | Raportează eroare |
| IF-I-m-B-15202.03 (RAN: 103522.01.02)                          | Necropolă de incinerație                                                                        | sat Lipia; comuna Gruiu                           | În punct „Maidan” | sec. III p. Chr.                                                                  | Încarcă foto \| video | Raportează eroare |
| IF-I-m-B-15202.04 (RAN: 103522.01.01)                          | Așezare                                                                                         | sat Lipia; comuna Gruiu                           | În punct „Maidan” | Epoca bronzului                                                                   | Încarcă foto \| video | Raportează eroare |
| IF-I-s-B-15203 (RAN: 103531.02)                                | Situl arheologic de la Lipia                                                                    | sat Lipia; comuna Gruiu                           | Pe malul sudic al pârâului Cociovaliștea, la est de hotarul cu comuna Moara Vlăsiei |                                                                                   | Încarcă foto \| video | Raportează eroare |
| IF-I-m-B-15203.01 (RAN: 103531.02.03)                          | Așezare                                                                                         | sat Lipia; comuna Gruiu                           | Pe malul sudic al pârâului Cociovaliștea, la est de hotarul cu comuna Moara Vlăsiei | sec. IV-VI p. Chr.                                                                | Încarcă foto \| video | Raportează eroare |
| IF-I-m-B-15203.02 (RAN: 103531.02.02)                          | Așezare                                                                                         | sat Lipia; comuna Gruiu                           | Pe malul sudic al pârâului Cociovaliștea, la est de hotarul cu comuna Moara Vlăsiei | Epoca bronzului, cultura Tei                                                      | Încarcă foto \| video | Raportează eroare |
| IF-I-m-B-15203.03 (RAN: 103531.02.01)                          | Așezare                                                                                         | sat Lipia; comuna Gruiu                           | Pe malul sudic (drept) al pârâului Cociovaliștea, la circa 300 m de podul șoselei Moara Vlăsiei-Lipia | Epoca bronzului                                                                   | Încarcă foto \| video | Raportează eroare |
| IF-I-m-B-15203.04 (RAN: 103531.03.01)                          | Așezare                                                                                         | sat Lipia; comuna Gruiu                           | În punct „La Pod, I”, pe malul drept al pârâului Cociovaliștea, la stânga șoselei Moara Vlăsiei- Lipia | sec. II - III p. Chr.                                                             | Încarcă foto \| video | Raportează eroare |
| IF-I-m-B-15203.05 (RAN: 103531.04.01)                          | Așezare                                                                                         | sat Lipia; comuna Gruiu                           | În punct „La Pod, II”, pe malul sud-vestic al lacului Căldărușani, la dreapta șoselei Moara Vlăsiei- Lipia |                                                                                   | Încarcă foto \| video | Raportează eroare |
| IF-I-m-B-15203.06 (RAN: 103531.04.02)                          | Așezare                                                                                         | sat Lipia; comuna Gruiu                           | În punct „La Pod, II”, pe malul sud-vestic al lacului Căldărușani, la dreapta șoselei Moara Vlăsiei- Lipia | sec. II - I a. Chr., Epoca geto-dacică                                            | Încarcă foto \| video | Raportează eroare |
| IF-I-m-B-15203.07 (RAN: 103531.04.03)                          | Așezare                                                                                         | sat Lipia; comuna Gruiu                           | În punct „La Pod, II”, pe malul sud-vestic al lacului Căldărușani, la dreapta șoselei Moara Vlăsiei- Lipia | Epoca bronzului                                                                   | Încarcă foto \| video | Raportează eroare |
| IF-I-m-B-15203.08 (RAN: 103531.05.01)                          | Așezare                                                                                         | sat Lipia; comuna Gruiu                           | Pe malul sudic al lacului Căldărușani, la stânga șoselei către Stația Meteo | sec. II - III p. Chr.                                                             | Încarcă foto \| video | Raportează eroare |
| IF-I-m-B-15203.09 (RAN: 103531.05.02)                          | Așezare                                                                                         | sat Lipia; comuna Gruiu                           | În punct „Stația Meteo” pe malul sudic al lacului Căldărușani | Epoca medievală                                                                   | Încarcă foto \| video | Raportează eroare |
| IF-I-m-B-15203.10 (RAN: 103531.05.03)                          | Așezare                                                                                         | sat Lipia; comuna Gruiu                           | În punct „Stația Meteo” pe malul sudic al lacului Căldărușani | sec. IX - X                                                                       | Încarcă foto \| video | Raportează eroare |
| IF-I-m-B-15203.11 (RAN: 103531.05.04)                          | Așezare                                                                                         | sat Lipia; comuna Gruiu                           | În punct „Stația Meteo” pe malul sudic al lacului Căldărușani | sec. V - VI                                                                       | Încarcă foto \| video | Raportează eroare |
| IF-I-m-B-15203.12 (RAN: 103531.05.05)                          | Așezare                                                                                         | sat Lipia; comuna Gruiu                           | În punct „Stația Meteo” pe malul sudic al lacului Căldărușani | Epoca bronzului                                                                   | Încarcă foto \| video | Raportează eroare |
| IF-I-s-B-15204 (RAN: 179374.01)                                | Așezare                                                                                         | sat Manolache; comuna Glina                       | Pe malul stâng al Dâmboviței, în marginea sud-estică a satului | Epoca bronzului                                                                   | Încarcă foto \| video | Raportează eroare |
| IF-I-s-B-15205 (RAN: 179374.02)                                | Așezare                                                                                         | sat Manolache; comuna Glina                       | La nord-est de sat, pe malurile unei vâlcele secate | Epoca bronzului                                                                   | Încarcă foto \| video | Raportează eroare |
| IF-I-s-B-20262 (RAN: 179374.03)                                | Așezare                                                                                         | sat Manolache; comuna Glina                       | Pe malul stâng al Dâmboviței, la vest de sat | Epoca medievală                                                                   | Încarcă foto \| video | Raportează eroare |
| IF-I-s-B-15206                                                 | Situl arheologic de la Măgurele                                                                 | localitate componentă Măgurele; oraș Măgurele     | Pe malul nordic al pârâului Ciorogârla, la vest de șoseaua Măgurele-Dărăști Ilfov |                                                                                   | Încarcă foto \| video | Raportează eroare |
| IF-I-m-B-15206.01 (RAN: 179418.03.08)                          | Ruine fundații „Mănăstirea Grindure”                                                            | localitate componentă Măgurele; oraș Măgurele     | Pe malul nordic al pârâului Ciorogârla, la vest de șoseaua Măgurele-Dărăști Ilfov | sec. XV - XVI                                                                     | Încarcă foto \| video | Raportează eroare |
| IF-I-m-B-15206.02 (RAN: 179418.0307)                           | Necropolă                                                                                       | localitate componentă Măgurele; oraș Măgurele     | Pe malul nordic al pârâului Ciorogârla, la vest de șoseaua Măgurele-Dărăști Ilfov | sec. XV - XVI                                                                     | Încarcă foto \| video | Raportează eroare |
| IF-I-m-B-15206.03 (RAN: 179418.03.06)                          | Așezare                                                                                         | localitate componentă Măgurele; oraș Măgurele     | Pe malul nordic al pârâului Ciorogârla, la vest de șoseaua Măgurele-Dărăști Ilfov | sec. XIV - XIX                                                                    | Încarcă foto \| video | Raportează eroare |
| IF-I-m-B-15206.04 (RAN: 179418.03.05)                          | Așezare                                                                                         | localitate componentă Măgurele; oraș Măgurele     | Pe malul nordic al pârâului Ciorogârla, la vest de șoseaua Măgurele-Dărăști Ilfov | sec. IX - XI                                                                      | Încarcă foto \| video | Raportează eroare |
| IF-I-m-B-15206.05 (RAN: 179418.03.04)                          | Așezare                                                                                         | localitate componentă Măgurele; oraș Măgurele     | Pe malul nordic al pârâului Ciorogârla, la vest de șoseaua Măgurele-Dărăști Ilfov | sec. VI-VII                                                                       | Încarcă foto \| video | Raportează eroare |
| IF-I-m-B-15206.06 (RAN: 179418.03.03)                          | Așezare                                                                                         | localitate componentă Măgurele; oraș Măgurele     | Pe malul nordic al pârâului Ciorogârla, la vest de șoseaua Măgurele-Dărăști Ilfov | sec. II - IV p. Chr.                                                              | Încarcă foto \| video | Raportează eroare |
| IF-I-m-B-15206.07 (RAN: 179418.03.02)                          | Așezare                                                                                         | localitate componentă Măgurele; oraș Măgurele     | Pe malul nordic al pârâului Ciorogârla, la vest de șoseaua Măgurele-Dărăști Ilfov | Epoca geto-dacică                                                                 | Încarcă foto \| video | Raportează eroare |
| IF-I-m-B-15206.08 (RAN: 179418.03.01)                          | Așezare                                                                                         | localitate componentă Măgurele; oraș Măgurele     | Pe malul nordic al pârâului Ciorogârla, la vest de șoseaua Măgurele-Dărăști Ilfov | Epoca bronzului                                                                   | Încarcă foto \| video | Raportează eroare |
| IF-I-m-B-15207                                                 | Așezare                                                                                         | sat Măineasca; comuna Petrăchioaia                | Pe ambele maluri ale unei văi afluente Mostiștei, la circa 300 m sud de sat | Epoca bronzului, cultura Tei                                                      | Încarcă foto \| video | Raportează eroare |
| IF-I-s-B-15208 (RAN: 104608.02)                                | Așezare                                                                                         | sat Măineasca; comuna Petrăchioaia                | La 500 m vest de grajdurile fostului CAP Măineasca 44.57167°N 26.33805°E | sec. IV p. Chr.                                                                   | Încarcă foto \| video | Raportează eroare |
| IF-I-m-B-15209 (RAN: 104608.05)                                | Așezare                                                                                         | sat Măineasca; comuna Petrăchioaia                | La sud de sat, pe malul vestic al pârâului Mostiștea 44.57195°N 26.34056°E | sec. II-I a. Chr.                                                                 | Încarcă foto \| video | Raportează eroare |
| IF-I-s-B-15136 (RAN: 105179.02)                                | Situl arheologic de la Vlăsia                                                                   | sat Moara Vlăsiei; comuna Moara Vlăsiei           | Pe malul stâng al pârâului Cociovaliștea, între satul Vlăsia și pădurea Surlari |                                                                                   | Încarcă foto \| video | Raportează eroare |
| IF-I-m-B-15136.01 (RAN: 105179.02.01)                          | Așezare                                                                                         | sat Moara Vlăsiei; comuna Moara Vlăsiei           | Pe malul stâng al pârâului Cociovaliștea, între satul Vlăsia și pădurea Surlari | sec. IX - X                                                                       | Încarcă foto \| video | Raportează eroare |
| IF-I-m-B-15136.02 (RAN: 105179.02.02)                          | Așezare                                                                                         | sat Moara Vlăsiei; comuna Moara Vlăsiei           | Pe malul stâng al pârâului Cociovaliștea, între satul Vlăsia și pădurea Surlari | sec. II - IV p. Chr.                                                              | Încarcă foto \| video | Raportează eroare |
| IF-I-s-B-15159 (RAN: 104261.03)                                | Situl arheologic de la Moara Vlăsiei                                                            | sat Moara Vlăsiei; comuna Moara Vlăsiei           | Pe malul drept al pârâului Cociovaliștea, spre hotarul cu comuna Gruiu |                                                                                   | Încarcă foto \| video | Raportează eroare |
| IF-I-m-B-15159.01 (RAN: 104261.03.01)                          | Așezare                                                                                         | sat Moara Vlăsiei; comuna Moara Vlăsiei           | Pe malul drept al pârâului Cociovaliștea, spre hotarul cu comuna Gruiu | Epoca medievală                                                                   | Încarcă foto \| video | Raportează eroare |
| IF-I-m-B-15159.02 (RAN: 104261.03.02)                          | Așezare                                                                                         | sat Moara Vlăsiei; comuna Moara Vlăsiei           | Pe malul drept al pârâului Cociovaliștea, de o parte și de alta a hotarului cu comuna Gruiu | sec. X                                                                            | Încarcă foto \| video | Raportează eroare |
| IF-I-m-B-15159.03 (RAN: 104261.03.03)                          | Așezare                                                                                         | sat Moara Vlăsiei; comuna Moara Vlăsiei           | Pe malul drept al pârâului Cociovaliștea, spre hotarul cu comuna Gruiu | sec. III - IV p. Chr.                                                             | Încarcă foto \| video | Raportează eroare |
| IF-I-m-B-15159.04 (RAN: 104261.03.04)                          | Așezare                                                                                         | sat Moara Vlăsiei; comuna Moara Vlăsiei           | Pe malul drept al pârâului Cociovaliștea, spre hotarul cu comuna Gruiu | Epoca bronzului                                                                   | Încarcă foto \| video | Raportează eroare |
| IF-I-s-B-15210 (RAN: 104608.03)                                | Așezare                                                                                         | sat Mogoșoaia; comuna Mogoșoaia                   | În punct „Livadă”, pe malul de sud al lacului Mogoșoaia | Epoca geto-dacică                                                                 | Încarcă foto \| video | Raportează eroare |
| IF-I-s-B-15211 (RAN: 179472.06)                                | Situl arheologic de la Mogoșoaia                                                                | sat Mogoșoaia; comuna Mogoșoaia                   | În punct „Administrație Fermă”, pe malul sudic al lacului, vis-à-vis de complexul Mogoșoaia |                                                                                   | Încarcă foto \| video | Raportează eroare |
| IF-I-m-B-15211.01 (RAN: 179472.06.01)                          | Așezare                                                                                         | sat Mogoșoaia; comuna Mogoșoaia                   | În punct „Administrație Fermă”, pe malul sudic al lacului, vis-à-vis de complexul Mogoșoaia | Epoca geto-dacică                                                                 | Încarcă foto \| video | Raportează eroare |
| IF-I-m-B-15211.02 (RAN: 179472.06.02)                          | Așezare                                                                                         | sat Mogoșoaia; comuna Mogoșoaia                   | În punct „Administrație Fermă”, pe malul sudic al lacului, vis-à-vis de complexul Mogoșoaia | Epoca bronzului                                                                   | Încarcă foto \| video | Raportează eroare |
| IF-I-m-B-15212.01 (RAN: 179472.01.01)                          | Așezare                                                                                         | sat Mogoșoaia; comuna Mogoșoaia                   | La sud depădurea „Moțoc”, pe malul nordic al lacului Mogoșoaia | Epoca bronzului                                                                   | Încarcă foto \| video | Raportează eroare |
| IF-I-s-B-15213 (RAN: 179472.02)                                | Situl arheologic de la Mogoșoaia                                                                | sat Mogoșoaia; comuna Mogoșoaia                   | În punct „Livada cu meri”, pe malul nordic al lacului Mogoșoaia |                                                                                   | Încarcă foto \| video | Raportează eroare |
| IF-I-m-B-15213.01                                              | Așezare                                                                                         | sat Mogoșoaia; comuna Mogoșoaia                   | În punct „Livada cu meri”, pe malul nordic al lacului Mogoșoaia | sec. IX - X                                                                       | Încarcă foto \| video | Raportează eroare |
| IF-I-m-B-15213.02 (RAN: 179472.02.03)                          | Așezare                                                                                         | sat Mogoșoaia; comuna Mogoșoaia                   | În punct „Livada cu meri”, pe malul nordic al lacului Mogoșoaia | Epoca geto-dacică                                                                 | Încarcă foto \| video | Raportează eroare |
| IF-I-s-A-15214 (RAN: 179472.03)                                | Situl arheologic de la Mogoșoaia, de la „Chitila Fermă”                                         | sat Mogoșoaia; comuna Mogoșoaia                   | În punct „Chitila Fermă”, pe malul sudic al lacului Mogoșoaia, la est de CFR București-Ploiești |                                                                                   | Încarcă foto \| video | Raportează eroare |
| IF-I-m-A-15214.01                                              | Așezare, necropolă                                                                              | sat Mogoșoaia; comuna Mogoșoaia                   | În punct „Chitila Fermă”, pe malul sudic al lacului Mogoșoaia, la est de CFR București-Ploiești | sec. XVII-XIX                                                                     | Încarcă foto \| video | Raportează eroare |
| IF-I-m-A-15214.02                                              | Așezare                                                                                         | sat Mogoșoaia; comuna Mogoșoaia                   | În punct „Chitila Fermă”, pe malul sudic al lacului Mogoșoaia, la est de CFR București-Ploiești | sec. IX - XI                                                                      | Încarcă foto \| video | Raportează eroare |
| IF-I-m-A-15214.03                                              | Așezare                                                                                         | sat Mogoșoaia; comuna Mogoșoaia                   | În punct „Chitila Fermă”, pe malul sudic al lacului Mogoșoaia, la est de CFR București-Ploiești | sec. V - VI                                                                       | Încarcă foto \| video | Raportează eroare |
| IF-I-m-A-15214.04                                              | Așezare                                                                                         | sat Mogoșoaia; comuna Mogoșoaia                   | În punct „Chitila Fermă”, pe malul sudic al lacului Mogoșoaia, la est de CFR București-Ploiești | sec. II - IV p. Chr.                                                              | Încarcă foto \| video | Raportează eroare |
| IF-I-m-A-15214.05                                              | Așezare                                                                                         | sat Mogoșoaia; comuna Mogoșoaia                   | În punct „Chitila Fermă”, pe malul sudic al lacului Mogoșoaia, la est de CFR București-Ploiești | Epoca geto-dacică                                                                 | Încarcă foto \| video | Raportează eroare |
| IF-I-m-A-15214.06                                              | Așezare                                                                                         | sat Mogoșoaia; comuna Mogoșoaia                   | În punct „Chitila Fermă”, pe malul sudic al lacului Mogoșoaia, la est de CFR București-Ploiești | Hallstatt                                                                         | Încarcă foto \| video | Raportează eroare |
| IF-I-m-A-15214.07                                              | Așezare                                                                                         | sat Mogoșoaia; comuna Mogoșoaia                   | În punct „Chitila Fermă”, pe malul sudic al lacului Mogoșoaia, la est de CFR București-Ploiești | Epoca bronzului, cultura Tei, fazele III-IV                                       | Încarcă foto \| video | Raportează eroare |
| IF-I-m-A-15214.08                                              | Tell                                                                                            | sat Mogoșoaia; comuna Mogoșoaia                   | În punct „Chitila Fermă”, pe malul sudic al lacului Mogoșoaia, la est de CFR București-Ploiești | Epoca neolitică, cultura Gumelnița                                                | Încarcă foto \| video | Raportează eroare |
| IF-I-m-A-15214.09                                              | Tell                                                                                            | sat Mogoșoaia; comuna Mogoșoaia                   | În punct „Chitila Fermă”, pe malul sudic al lacului Mogoșoaia, la est de CFR București-Ploiești | Epoca neolitică, cultura Boian                                                    | Încarcă foto \| video | Raportează eroare |
| IF-I-s-B-15215 (RAN: 179472.04)                                | Așezare                                                                                         | sat Mogoșoaia; comuna Mogoșoaia                   | În punct „Lunca”, pe malul estic al lacului Chitila, la vest de calea ferată de centură | Epoca medievală                                                                   | Încarcă foto \| video | Raportează eroare |
| IF-I-s-B-15216 (RAN: 179490.01)                                | Situl arheologic de la Otopeni                                                                  | oraș Otopeni                                      | La 800 m est de șos. București- Ploiești, pe malul nordic al pârâului Pasărea |                                                                                   | Încarcă foto \| video | Raportează eroare |
| IF-I-m-B-15216.01 (RAN: 179490.01.02, 179490.01.03)            | Așezare                                                                                         | oraș Otopeni                                      | La 800 m est de șos. București- Ploiești, pe malul nordic al pârâului Pasărea | sec. XVIII                                                                        | Încarcă foto \| video | Raportează eroare |
| IF-I-m-B-15216.02                                              | Așezare                                                                                         | oraș Otopeni                                      | La 800 m est de șos. București- Ploiești, pe malul nordic al pârâului Pasărea | sec. X - XI                                                                       | Încarcă foto \| video | Raportează eroare |
| IF-I-m-B-15216.03 (RAN: 179490.01.04)                          | Așezare                                                                                         | oraș Otopeni                                      | La 800 m est de șos. București- Ploiești, pe malul nordic al pârâului Pasărea | Hallstatt                                                                         | Încarcă foto \| video | Raportează eroare |
| IF-I-m-B-15216.04 (RAN: 179490.01.01)                          | Așezare                                                                                         | oraș Otopeni                                      | La 800 m est de șos. București- Ploiești, pe malul nordic al pârâului Pasărea | Epoca bronzului, cultura Tei, faza III                                            | Încarcă foto \| video | Raportează eroare |
| IF-I-s-B-15217 (RAN: 179524.06)                                | Situl arheologic de la Pantelimon                                                               | oraș Pantelimon                                   | În punct „Colțul Pădurii”, pe malul răsăritean al lacului Pantelimon, la sud-est de complexul „Lebăda” |                                                                                   | Încarcă foto \| video | Raportează eroare |
| IF-I-m-B-15217.01 (RAN: 179524.06.01)                          | Așezare                                                                                         | oraș Pantelimon                                   | În punct „Colțul Pădurii”, pe malul răsăritean al lacului Pantelimon, la sud-est de complexul „Lebăda” | sec. VI                                                                           | Încarcă foto \| video | Raportează eroare |
| IF-I-m-B-15217.02 (RAN: 179524.06.02)                          | Așezare                                                                                         | oraș Pantelimon                                   | În punct „Colțul Pădurii”, pe malul răsăritean al lacului Pantelimon, la sud-est de complexul „Lebăda” | sec. III - IV p. Chr.                                                             | Încarcă foto \| video | Raportează eroare |
| IF-I-m-B-15217.03 (RAN: 179524.06.03)                          | Așezare                                                                                         | oraș Pantelimon                                   | În punct „Colțul Pădurii”, pe malul răsăritean al lacului Pantelimon, la sud-est de complexul „Lebăda” | sec. II - I a. Chr., Epoca geto-dacică                                            | Încarcă foto \| video | Raportează eroare |
| IF-I-m-B-15217.04 (RAN: 179524.06.04)                          | Așezare                                                                                         | oraș Pantelimon                                   | În punct „Colțul Pădurii”, pe malul răsăritean al lacului Pantelimon, la sud-est de complexul „Lebăda” | Epoca bronzului                                                                   | Încarcă foto \| video | Raportează eroare |
| IF-I-s-B-15218 (RAN: 179524.07)                                | Situl arheologic de la Pantelimon                                                               | oraș Pantelimon                                   | În punct „Institut”, pe malul lacului Pantelimon, la circa 300 m vest de șos. de centură | sec. XVII - XVIII                                                                 | Încarcă foto \| video | Raportează eroare |
| IF-I-m-B-15218.01 (RAN: 179524.07.01)                          | Așezare, vatra fostului sat Obilești                                                            | oraș Pantelimon                                   | În punct „Institut”, pe malul lacului Pantelimon, la circa 300 m vest de șos. de Centură | sec. XVII - XVIII                                                                 | Încarcă foto \| video | Raportează eroare |
| IF-I-s-A-15219 (RAN: 179524.03)                                | Situl arheologic de la Pantelimon                                                               | oraș Pantelimon                                   | În punct „Pădurea Tânganu”, „La Cantoare”, în marginea de nord- vest a satului Tânganu |                                                                                   | Încarcă foto \| video | Raportează eroare |
| IF-I-m-A-15219.01 (RAN: 179524.03.04)                          | Fosta Mănăstire Tânganu                                                                         | oraș Pantelimon                                   | În punct „Pădurea Tânganu”, „La Cantoare”, în marginea de nord- vest a satului Tânganu | sec. XIV - XIX, Epoca medievală                                                   | Încarcă foto \| video | Raportează eroare |
| IF-I-m-A-15219.02 (RAN: 179524.03.03)                          | Necropolă                                                                                       | oraș Pantelimon                                   | În punct „Pădurea Tânganu”, „La Cantoare”, în marginea de nord- vest a satului Tânganu | sec. XIV - XIX, Epoca medievală                                                   | Încarcă foto \| video | Raportează eroare |
| IF-I-m-A-15219.03 (RAN: 179524.03.02)                          | Așezare                                                                                         | oraș Pantelimon                                   | În punct „Pădurea Tânganu”, „La Cantoare”, în marginea de nord- vest a satului Tânganu | sec. XIV - XIX, Epoca medievală                                                   | Încarcă foto \| video | Raportează eroare |
| IF-I-m-A-15219.04 (RAN: 179524.03.01)                          | Așezare                                                                                         | oraș Pantelimon                                   | În punct „Pădurea Tânganu”, „La Cantoare”, în marginea de nord- vest a satului Tânganu | sec. II - I a.Chr, Epoca geto-dacică                                              | Încarcă foto \| video | Raportează eroare |
| IF-I-s-B-15220 (RAN: 104555.05)                                | Situl arheologic de la Periș                                                                    | sat Periș; comuna Periș                           | În punct „Gospodăria Moldoveanu Lucreția”, pe malul sudic al lacului Snagov, traversat de calea ferată București-Ploiești                                                                                                 |                                                                                   | Încarcă foto \| video | Raportează eroare |
| IF-I-m-B-15220.01 (RAN: 104555.05.01)                          | Așezare                                                                                         | sat Periș; comuna Periș                           | În punct „Gospodăria Moldoveanu Lucreția”, pe malul sudic al lacului Snagov, traversat de calea ferată București-Ploiești                                                                                                 | sec. V - VI                                                                       | Încarcă foto \| video | Raportează eroare |
| IF-I-m-B-15220.02 (RAN: 104555.05.02)                          | Așezare                                                                                         | sat Periș; comuna Periș                           | În punct „Gospodăria Moldoveanu Lucreția”, pe malul sudic al lacului snagov, traversat de calea ferată București-Ploiești                                                                                                 | sec. II-I a. Chr.                                                                 | Încarcă foto \| video | Raportează eroare |
| IF-I-m-B-15220.03 (RAN: 104555.06.01)                          | Așezare                                                                                         | sat Periș; comuna Periș                           | În punct „Cantonul CFR nr. 29”, pe malul stâng al văii Pescăriei, traversat de calea ferată București-Ploiești | Epoca medievală                                                                   | Încarcă foto \| video | Raportează eroare |
| IF-I-m-B-15220.04 (RAN: 104555.06.02)                          | Așezare                                                                                         | sat Periș; comuna Periș                           | În punct „Cantonul CFR nr. 29”, pe malul stâng al văii Pescăriei, traversat de calea ferată București-Ploiești | sec. IX - X                                                                       | Încarcă foto \| video | Raportează eroare |
| IF-I-m-B-15220.05 (RAN: 104555.07.01)                          | Așezare                                                                                         | sat Periș; comuna Periș                           | Pe malul drept al văii Pescăriei, la 450 m est de drumul Periș- Ostratu | sec. V - VI                                                                       | Încarcă foto \| video | Raportează eroare |
| IF-I-m-B-15220.06 (RAN: 104555.07.02)                          | Așezare                                                                                         | sat Periș; comuna Periș                           | Pe malul drept al văii Pescăriei, la 450 m est de drumul Periș- Ostratu | Epoca bronzului                                                                   | Încarcă foto \| video | Raportează eroare |
| IF-I-m-B-15220.07 (RAN: 104555.08.01)                          | Așezare                                                                                         | sat Periș; comuna Periș                           | În punct „La Saidac”, bot de terasă între valea Pescăriei și malul sudic al lacului Snagov | sec. V - VI                                                                       | Încarcă foto \| video | Raportează eroare |
| IF-I-m-B-15220.08 (RAN: 104555.08.02)                          | Așezare                                                                                         | sat Periș; comuna Periș                           | În punct „La Saidac”, bot de terasă între valea Pescăriei și malul sudic al lacului Snagov | sec. II - III p. Chr.                                                             | Încarcă foto \| video | Raportează eroare |
| IF-I-m-B-15220.09 (RAN: 104555.08.03)                          | Așezare                                                                                         | sat Periș; comuna Periș                           | În punct „La Saidac”, bot de terasă între valea Pescăriei și malul sudic al lacului Snagov | Epoca bronzului                                                                   | Încarcă foto \| video | Raportează eroare |
| IF-I-s-B-15221 (RAN: 104555.02)                                | Situl arheologic de la Periș                                                                    | sat Periș; comuna Periș                           | În punct „Valea Sticlăriei”, pe ambele maluri ale văii, între satul Ciocănari și calea ferată București-Ploiești |                                                                                   | Încarcă foto \| video | Raportează eroare |
| IF-I-m-B-15221.01 (RAN: 104555.02.04)                          | Așezare                                                                                         | sat Periș; comuna Periș                           | În punct „Valea Sticlăriei”, pe ambele maluri ale văii, între satul Ciocănari și calea ferată București-Ploiești | Epoca medievală                                                                   | Încarcă foto \| video | Raportează eroare |
| IF-I-m-B-15221.02 (RAN: 104555.02.03)                          | Așezare                                                                                         | sat Periș; comuna Periș                           | În punct „Valea Sticlăriei”, pe ambele maluri ale văii, între satul Ciocănari și calea ferată București-Ploiești | sec. V-VI p. Chr.                                                                 | Încarcă foto \| video | Raportează eroare |
| IF-I-m-B-15221.03 (RAN: 104555.02.02)                          | Așezare                                                                                         | sat Periș; comuna Periș                           | În punct „Valea Sticlăriei”, pe ambele maluri ale văii, între satul Ciocănari și calea ferată București-Ploiești | sec. II - IV p. Chr.                                                              | Încarcă foto \| video | Raportează eroare |
| IF-I-m-B-15221.04 (RAN: 104555.02.01)                          | Așezare                                                                                         | sat Periș; comuna Periș                           | În punct „Valea Sticlăriei”, pe ambele maluri ale văii, între satul Ciocănari și calea ferată București-Ploiești | Epoca bronzului                                                                   | Încarcă foto \| video | Raportează eroare |
| IF-I-s-B-15222                                                 | Așezare                                                                                         | sat Petrăchioaia; comuna Petrăchioaia             | Pe malul estic al Mostiștei, în curtea fostei S.M. A. | sec. IX - XI                                                                      | Încarcă foto \| video | Raportează eroare |
| IF-I-s-B-15223 (RAN: 104591.02)                                | Așezare                                                                                         | sat Petrăchioaia; comuna Petrăchioaia             | Pe malul vestic al Mostiștei, în dreptul puțului de lângă podul de pe șosea 44.57861°N 26.30556°E | Epoca bronzului, cultura Tei                                                      | Încarcă foto \| video | Raportează eroare |
| IF-I-s-B-15224 (RAN: 179542.01)                                | Așezare                                                                                         | oraș Popești-Leordeni                             | La sud de șos. București-Popești Leordeni, pe traseul conductei de aducțiune a apei în lacul Văcărești | Epoca medievală                                                                   | Încarcă foto \| video | Raportează eroare |
| IF-I-s-B-15225 (RAN: 179542.02)                                | Situl arheologic de la Popești                                                                  | oraș Popești-Leordeni                             | Pe malul drept al Dâmboviței, la circa 300 m sud-est de biserica fostului sat Popești |                                                                                   | Încarcă foto \| video | Raportează eroare |
| IF-I-m-B-15225.01                                              | Așezare                                                                                         | oraș Popești-Leordeni                             | Pe malul drept al Dâmboviței, la circa 300 m sud-est de biserica fostului sat Popești | sec. II - IV p. Chr.                                                              | Încarcă foto \| video | Raportează eroare |
| IF-I-m-B-15225.02                                              | Așezare                                                                                         | oraș Popești-Leordeni                             | Pe malul drept al Dâmboviței, la circa 300 m sud-est de biserica fostului sat Popești | Epoca bronzului                                                                   | Încarcă foto \| video | Raportează eroare |
| IF-I-s-B-15226 (fost IF-I-m-B-15226)                           | Situl arheologic, punct „Stadion”                                                               | oraș Popești-Leordeni                             | În punct „Stadion”, pe malul drept al Dâmboviței, în vatra fostului sat Popești |                                                                                   | Încarcă foto \| video | Raportează eroare |
| IF-I-m-B-15226.01                                              | Așezare                                                                                         | oraș Popești-Leordeni                             | În punct „Stadion”, pe malul drept al Dâmboviței, în vatra fostului sat Popești | sec. V-VII p. Chr.                                                                | Încarcă foto \| video | Raportează eroare |
| IF-I-m-B-15226.02                                              | Așezare                                                                                         | oraș Popești-Leordeni                             | În punct „Stadion”, pe malul drept al Dâmboviței, în vatra fostului sat Popești | Epoca bronzului                                                                   | Încarcă foto \| video | Raportează eroare |
| IF-I-s-B-15227 (RAN: 179543.04)                                | Situl arheologic de la Popești-Leordeni                                                         | oraș Popești-Leordeni                             | În punct „Conacul Costaforu”, pe malul drept al Dâmboviței, în marginea estică a fostului sat Popești | sf. sec. XIX                                                                      | Încarcă foto \| video | Raportează eroare |
| IF-I-m-B-15227.01 (RAN: 179543.04.03)                          | Conacul Costaforu (ruină)                                                                       | oraș Popești-Leordeni                             | În punct „Conacul Costaforu”, pe malul drept al Dâmboviței, în marginea estică a fostului sat Popești | sf. sec. XIX                                                                      | Încarcă foto \| video | Raportează eroare |
| IF-I-m-B-15227.02 (RAN: 179542.04.02)                          | Așezare                                                                                         | oraș Popești-Leordeni                             | În punct „Conacul Costaforu”, pe malul drept al Dâmboviței, în marginea estică a fostului sat Popești | Epoca geto-dacică                                                                 | Încarcă foto \| video | Raportează eroare |
| IF-I-m-B-15227.03 (RAN: 179542.04.01)                          | Așezare                                                                                         | oraș Popești-Leordeni                             | În punct „Conacul Costaforu”, pe malul drept al Dâmboviței, în marginea estică a fostului sat Popești | Epoca bronzului                                                                   | Încarcă foto \| video | Raportează eroare |
| IF-I-s-B-15228 (RAN: 179542.05)                                | Situl arheologic de la Popești-Leordeni                                                         | oraș Popești-Leordeni                             | În punct „Borna geodezică” sau „Botul Malului”, pe malul drept al Dâmboviței, în marginea nord-vestică a fostului sat Leordeni                                                                                            |                                                                                   | Încarcă foto \| video | Raportează eroare |
| IF-I-m-B-15228.01 (RAN: 179542.05.06)                          | Așezare                                                                                         | oraș Popești-Leordeni                             | În punct „Borna geodezică” sau „Botul Malului”, pe malul drept al Dâmboviței, în marginea nord-vestică a fostului sat Leordeni                                                                                            | sec. XVI - XIX                                                                    | Încarcă foto \| video | Raportează eroare |
| IF-I-m-B-15228.02 (RAN: 179542.05.05)                          | Așezare                                                                                         | oraș Popești-Leordeni                             | În punct „Borna geodezică” sau „Botul Malului”, pe malul drept al Dâmboviței, în marginea nord-vestică a fostului sat Leordeni                                                                                            | sec. IX - XI                                                                      | Încarcă foto \| video | Raportează eroare |
| IF-I-m-B-15228.03 (RAN: 179542.05.04)                          | Așezare                                                                                         | oraș Popești-Leordeni                             | În punct „Borna geodezică” sau „Botul Malului”, pe malul drept al Dâmboviței, în marginea nord-vestică a fostului sat Leordeni                                                                                            | sec. VI-VII                                                                       | Încarcă foto \| video | Raportează eroare |
| IF-I-m-B-15228.04 (RAN: 179542.05.03)                          | Așezare                                                                                         | oraș Popești-Leordeni                             | În punct „Borna geodezică” sau „Botul Malului”, pe malul drept al Dâmboviței, în marginea nord-vestică a fostului sat Leordeni                                                                                            | sec. II - IV p. Chr.                                                              | Încarcă foto \| video | Raportează eroare |
| IF-I-m-B-15228.05 (RAN: 179542.05.02)                          | Așezare                                                                                         | oraș Popești-Leordeni                             | În punct „Borna geodezică” sau „Botul Malului”, pe malul drept al Dâmboviței, în marginea nord-vestică a fostului sat Leordeni                                                                                            | sec. II - I a. Chr., Epoca geto-dacică                                            | Încarcă foto \| video | Raportează eroare |
| IF-I-m-B-15228.06 (RAN: 179542.05.01)                          | Așezare                                                                                         | oraș Popești-Leordeni                             | În punct „Borna geodezică” sau „Botul Malului”, pe malul drept al Dâmboviței, în marginea nord-vestică a fostului sat Leordeni                                                                                            | Epoca bronzului                                                                   | Încarcă foto \| video | Raportează eroare |
| IF-I-s-B-15229 (RAN: 170239.06)                                | Așezare                                                                                         | oraș Popești-Leordeni                             | În marginea estică a fostului sat Leordeni, la sud de ruinele conacului Manu | Epoca bronzului                                                                   | Încarcă foto \| video | Raportează eroare |
| IF-I-s-B-20259 (RAN: 101788.01)                                | Situl arheologic de la Poșta                                                                    | sat Poșta; comuna Cernica                         | Pe malul drept al Dâmboviței, întredrumulspre Frunzănești și marginea nordică a satului |                                                                                   | Încarcă foto \| video | Raportează eroare |
| IF-I-m-B-20259.01 (RAN: 101788.01.05)                          | Așezare                                                                                         | sat Poșta; comuna Cernica                         | Pe malul drept al Dâmboviței, întredrumulspre Frunzănești și marginea de nord a satului | sec. IX - X                                                                       | Încarcă foto \| video | Raportează eroare |
| IF-I-m-B-20259.02 (RAN: 101788.01.04)                          | Așezare                                                                                         | sat Poșta; comuna Cernica                         | Pe malul drept al Dâmboviței, întredrumulspre Frunzănești și marginea nord a satului | sec. VI                                                                           | Încarcă foto \| video | Raportează eroare |
| IF-I-m-B-20259.03 (RAN: 101788.01.03)                          | Așezare                                                                                         | sat Poșta; comuna Cernica                         | Pe malul drept al Dâmboviței, întredrumulspre Frunzănești și marginea de nord a satului | sec. III - IV p. Chr.                                                             | Încarcă foto \| video | Raportează eroare |
| IF-I-m-B-20259.04 (RAN: 101788.01.02)                          | Așezare                                                                                         | sat Poșta; comuna Cernica                         | Pe malul drept al Dâmboviței, întredrumulspre Frunzănești și marginea nord a satului | Epoca bronzului                                                                   | Încarcă foto \| video | Raportează eroare |
| IF-I-m-B-20259.05 (RAN: 101788.01.01)                          | Așezare                                                                                         | sat Poșta; comuna Cernica                         | Pe malul drept al Dâmboviței, întredrumulspre Frunzănești și marginea nord a satului | Epoca neolitică                                                                   | Încarcă foto \| video | Raportează eroare |
| IF-I-m-B-20259.06 (RAN: 101788.02.01)                          | Așezare                                                                                         | sat Poșta; comuna Cernica                         | În punct „Vatra Satului”, pe malul drept al Dâmboviței, de-a lungul satului | sec. XVII-XIX                                                                     | Încarcă foto \| video | Raportează eroare |
| IF-I-m-B-20259.07                                              | Așezare                                                                                         | sat Poșta; comuna Cernica                         | În punct „Vatra Satului”, pe malul drept al Dâmboviței, de-a lungul satului | sec. VI                                                                           | Încarcă foto \| video | Raportează eroare |
| IF-I-m-B-20259.08 (RAN: 101788.02.03)                          | Așezare                                                                                         | sat Poșta; comuna Cernica                         | În punct „Vatra Satului”, pe malul drept al Dâmboviței, de-a lungul satului | Epoca geto-dacică                                                                 | Încarcă foto \| video | Raportează eroare |
| IF-I-m-B-20259.09                                              | Așezare                                                                                         | sat Poșta; comuna Cernica                         | La sud de sat, pe ambele maluri ale unei văisecate | sec. X                                                                            | Încarcă foto \| video | Raportează eroare |
| IF-I-m-B-20259.10                                              | Așezare                                                                                         | sat Poșta; comuna Cernica                         | La sud de sat, pe ambele maluri ale unei văisecate | Epoca geto-dacică                                                                 | Încarcă foto \| video | Raportează eroare |
| IF-I-m-B-20259.11                                              | Așezare                                                                                         | sat Poșta; comuna Cernica                         | La circa 300 m sud-est de sat | Epoca neolitică                                                                   | Încarcă foto \| video | Raportează eroare |
| IF-I-s-B-15230 (RAN: 179445.01)                                | Situl arheologic de la Pruni                                                                    | localitate componentă Pruni; oraș Măgurele        | La circa 500 m nord-vest de sat, pe traseul conductei de aducțiune în lacul Văcărești- București |                                                                                   | Încarcă foto \| video | Raportează eroare |
| IF-I-m-B-15230.01                                              | Așezare                                                                                         | localitate componentă Pruni; oraș Măgurele        | La circa 500 m nord-vest de sat, pe traseul conductei de aducțiune în lacul Văcărești- București | sec. II - I a. Chr., Epoca geto-dacică                                            | Încarcă foto \| video | Raportează eroare |
| IF-I-m-B-15230.02 (RAN: 179445.01.01)                          | Așezare                                                                                         | localitate componentă Pruni; oraș Măgurele        | La circa 500 m nord-vest de sat, pe traseul conductei de aducțiune în lacul Văcărești- București | Epoca bronzului, cultura Tei                                                      | Încarcă foto \| video | Raportează eroare |
| IF-I-s-B-15231 (RAN: 179445.02)                                | Situl arheologic de la Pruni                                                                    | localitate componentă Pruni; oraș Măgurele        | La circa 500 m nord-est de sat, pe traseul conductei de aducțiune în lacul Văcărești |                                                                                   | Încarcă foto \| video | Raportează eroare |
| IF-I-m-B-15231.01 (RAN: 179445.02.02)                          | Așezare                                                                                         | localitate componentă Pruni; oraș Măgurele        | La circa 500 m nord-est de sat, pe traseul conductei de aducțiune în lacul Văcărești | sec. II - I a. Chr., Epoca geto-dacică                                            | Încarcă foto \| video | Raportează eroare |
| IF-I-m-B-15231.02 (RAN: 179445.02.01)                          | Așezare                                                                                         | localitate componentă Pruni; oraș Măgurele        | La circa 500 m nord-est de sat, pe traseul conductei de aducțiune în lacul Văcărești | Hallstatt                                                                         | Încarcă foto \| video | Raportează eroare |
| IF-I-s-B-15232 (RAN: 179276.01)                                | Așezarea de la Roșu                                                                             | sat Roșu; comuna Chiajna                          | Pe malul drept al Dâmboviței, în colțul pădurii | Epoca bronzului, cultura Glina                                                    | Încarcă foto \| video | Raportează eroare |
| IF-I-s-B-15191 (fost IF-I-m-B-1519)                            | Situl arheologic de la Săftica                                                                  | sat Săftica; comuna Balotești                     | Pe malul stâng al Cociovaliștei |                                                                                   | Încarcă foto \| video | Raportează eroare |
| IF-I-m-B-15191.01 (RAN: 100996.04.01)                          | Așezare                                                                                         | sat Săftica; comuna Balotești                     | Pe malul stâng al Cociovaliștei, în punct „Fosta Stație de Pompare”, imediat la est de hotarul cu comuna Corbeanca | Epoca bronzului                                                                   | Încarcă foto \| video | Raportează eroare |
| IF-I-m-B-15191.02                                              | Așezare                                                                                         | sat Săftica; comuna Balotești                     | Pe malul stâng al Cociovaliștei, la sud de Ferma avicolă | Epoca bronzului                                                                   | Încarcă foto \| video | Raportează eroare |
| IF-I-m-B-15191.03                                              | Așezare                                                                                         | sat Săftica; comuna Balotești                     | În punct „La Izlaz” și „Cimitir”, între malul stâng al Cociovaliștei, marginea de vest a satului, clădirile fermei de creștere a taurinelor și construcțiile fostului C.A.P. de la est de șoseaua București-Ploiești      | sec. XVII-XIX                                                                     | Încarcă foto \| video | Raportează eroare |
| IF-I-m-B-15191.04 (RAN: 100996.03.04)                          | Așezare                                                                                         | sat Săftica; comuna Balotești                     | În punct „La Izlaz” și „Cimitir”, între malul stâng al Cociovaliștei, marginea de vest a satului, clădirile fermei de creștere a taurinelor și construcțiile fostului C.A.P. de la est de șoseaua București-Ploiești      | sec. IX - X                                                                       | Încarcă foto \| video | Raportează eroare |
| IF-I-m-B-15191.05 (RAN: 100996.03.03)                          | Așezare                                                                                         | sat Săftica; comuna Balotești                     | În punct „La Izlaz” și „Cimitir”, între malul stâng al Cociovaliștei, marginea de vest a satului, clădirile fermei de creștere a taurinelor și construcțiile fostului C.A.P. de la est de șoseaua București-Ploiești      | sec. V - VI                                                                       | Încarcă foto \| video | Raportează eroare |
| IF-I-m-B-15191.06 (RAN: 100996.03.05)                          | Așezare                                                                                         | sat Săftica; comuna Balotești                     | În punct „La Izlaz” și „Cimitir”, între malul stâng al Cociovaliștei, marginea de vest a satului, clădirile fermei de creștere a taurinelor și construcțiile fostului C.A.P. de la est de șoseaua București-Ploiești      | sec. III - IV p. Chr                                                              | Încarcă foto \| video | Raportează eroare |
| IF-I-m-B-15191.07 (RAN: 100996.03.02)                          | Așezare                                                                                         | sat Săftica; comuna Balotești                     | În punct „La Izlaz” și „Cimitir”, între malul stâng al Cociovaliștei, marginea de vest a satului, clădirile fermei de creștere a taurinelor și construcțiile fostului C.A.P. de la est de șoseaua București-Ploiești      | sec. II-Ia.Chr, Epoca geto-dacică                                                 | Încarcă foto \| video | Raportează eroare |
| IF-I-m-B-15191.08 (RAN: 100996.03.01)                          | Așezare                                                                                         | sat Săftica; comuna Balotești                     | În punct „La Izlaz” și „Cimitir”, între malul stâng al Cociovaliștei, marginea de vest a satului, clădirile fermei de creștere a taurinelor și construcțiile fostului C.A.P. de la est de șoseaua București-Ploiești      | Epoca bronzului, cultura Tei, faza III                                            | Încarcă foto \| video | Raportează eroare |
| IF-I-m-B-15191.09 (RAN: 100996.05.01)                          | Așezare                                                                                         | sat Săftica; comuna Balotești                     | În punct „La Nisipărie I”, pe malul stâng al Cociovaliștei | sec. IX - X                                                                       | Încarcă foto \| video | Raportează eroare |
| IF-I-m-B-15191.10 (RAN: 100996.05.02)                          | Așezare                                                                                         | sat Săftica; comuna Balotești                     | În punct „La Nisipărie I”, pe malul stâng al Cociovaliștei | sec. IV p. Chr.                                                                   | Încarcă foto \| video | Raportează eroare |
| IF-I-m-B-15191.11 (RAN: 100996.06.01)                          | Așezare                                                                                         | sat Săftica; comuna Balotești                     | În punct „La Nisipărie II”, pe malul stâng al Cociovaliștei | sec. VI                                                                           | Încarcă foto \| video | Raportează eroare |
| IF-I-m-B-15191.12 (RAN: 100996.06.02)                          | Așezare                                                                                         | sat Săftica; comuna Balotești                     | În punct „La Nisipărie II”, pe malul stâng al Cociovaliștei | Epoca bronzului, cultura Tei, faza V                                              | Încarcă foto \| video | Raportează eroare |
| IF-I-m-B-15191.13 (RAN: 100996.07.01)                          | Așezare                                                                                         | sat Săftica; comuna Balotești                     | În punct „La Nisipărie III”, pe malulstâng al Cociovaliștei | sec. II - III p. Chr.                                                             | Încarcă foto \| video | Raportează eroare |
| IF-I-m-B-15191.14 (RAN: 100996.07.02)                          | Așezare                                                                                         | sat Săftica; comuna Balotești                     | În punct „La Nisipărie III”, pe malulstâng al Cociovaliștei | sec. II-I a. Chr.                                                                 | Încarcă foto \| video | Raportează eroare |
| IF-I-s-B-20258                                                 | Situl arheologic de la Săftica                                                                  | sat Săftica; comuna Balotești                     | Pe malul drept al pârâului Vlăsia, la est și nord-est de sat |                                                                                   | Încarcă foto \| video | Raportează eroare |
| IF-I-m-B-20258.01                                              | Așezare                                                                                         | sat Săftica; comuna Balotești                     | Pe malul drept al pârâului Vlăsia, la nord-est de sat | sec. X                                                                            | Încarcă foto \| video | Raportează eroare |
| IF-I-m-B-20258.02                                              | Așezare                                                                                         | sat Săftica; comuna Balotești                     | Pe malul drept al pârâului Vlăsia, la est de șos. București-Ploiești | Epoca bronzului                                                                   | Încarcă foto \| video | Raportează eroare |
| IF-I-s-B-20265                                                 | Situl arheologic de la Săftica                                                                  | sat Săftica; comuna Balotești                     | Pe malul drept al pârâului Vlăsia |                                                                                   | Încarcă foto \| video | Raportează eroare |
| IF-I-m-B-20265.01                                              | Așezare                                                                                         | sat Săftica; comuna Balotești                     | Pe malul drept al pârâului Vlăsia, imediat la sud-est de crescătoria de pește | sec. V - VI                                                                       | Încarcă foto \| video | Raportează eroare |
| IF-I-m-B-20265.02                                              | Așezare                                                                                         | sat Săftica; comuna Balotești                     | Pe malul drept al pârâului Vlăsia, imediat la sud-est de crescătoria de pește | sec. II-III p. Chr.                                                               | Încarcă foto \| video | Raportează eroare |
| IF-I-m-B-20265.03                                              | Așezare                                                                                         | sat Săftica; comuna Balotești                     | Pe malul drept al pârâului Vlăsia. | Epoca bronzului, cultura Tei                                                      | Încarcă foto \| video | Raportează eroare |
| IF-I-m-B-20265.04                                              | Așezare                                                                                         | sat Săftica; comuna Balotești                     | Pe malul drept al pârâului Vlăsia, la circa 50 m de colțul nord-vest al pădurii Vlăsia | Epoca bronzului                                                                   | Încarcă foto \| video | Raportează eroare |
| IF-I-s-B-15234 (RAN: 103559.01)                                | Situl arheologic de la Siliștea Snagovului                                                      | sat Siliștea Snagovului; comuna Gruiu             | Pe malul drept al râului Ialomița, la 850 m nord-vest-nord de la fântâna din mijlocul câmpului |                                                                                   | Încarcă foto \| video | Raportează eroare |
| IF-I-m-B-15234.01                                              | Așezare                                                                                         | sat Siliștea Snagovului; comuna Gruiu             | Pe malul drept al râului Ialomița, la 850 m nord-vest-nord de la fântâna din mijlocul câmpului | Epoca bronzului                                                                   | Încarcă foto \| video | Raportează eroare |
| IF-I-m-B-15234.02 (RAN: 103559.01.03)                          | Așezare                                                                                         | sat Siliștea Snagovului; comuna Gruiu             | Pe malul drept al râului Ialomița, la circa 250 m nord de fântâna din mijlocul câmpului | sec. IV p. Chr.                                                                   | Încarcă foto \| video | Raportează eroare |
| IF-I-m-B-15234.03                                              | Așezare                                                                                         | sat Siliștea Snagovului; comuna Gruiu             | Pe malul dreptal râului Ialomița, la nord de sat | Epoca bronzului                                                                   | Încarcă foto \| video | Raportează eroare |
| IF-I-m-B-15234.04 (RAN: 103559.01.02)                          | Așezare                                                                                         | sat Siliștea Snagovului; comuna Gruiu             | Pe malul drept al râului Ialomița, la circa 350 m nord de biserica din centrul satului | sec. II-I a. Chr.                                                                 | Încarcă foto \| video | Raportează eroare |
| IF-I-m-B-15234.05 (RAN: 103559.01.04)                          | Așezare                                                                                         | sat Siliștea Snagovului; comuna Gruiu             | În punct „Fundul Strâmt”, pe malul drept al Ialomiței, în marginea nordică acătunului Turbați | Epoca medievală                                                                   | Încarcă foto \| video | Raportează eroare |
| IF-I-m-B-15234.06 (RAN: 103559.01.01)                          | Așezare                                                                                         | sat Siliștea Snagovului; comuna Gruiu             | În punct „Fundul Strâmt”, pe malul drept al Ialomiței, în marginea nordică acătunului Turbați | Epoca bronzului                                                                   | Încarcă foto \| video | Raportează eroare |
| IF-I-s-B-15235 (RAN: 103559.02)                                | Situl arheologic Siliștea Snagovului                                                            | sat Siliștea Snagovului; comuna Gruiu             | În punct „Valea Boului”, în marginea nord-vestică a cătunului Coadele |                                                                                   | Încarcă foto \| video | Raportează eroare |
| IF-I-m-B-15235.01 (RAN: 103559.02.02)                          | Așezare                                                                                         | sat Siliștea Snagovului; comuna Gruiu             | În punct „Valea Boului”, în marginea nord-vestică a cătunului Coadele | sec. V - VI                                                                       | Încarcă foto \| video | Raportează eroare |
| IF-I-m-B-15235.02 (RAN: 103559.02.01)                          | Așezare                                                                                         | sat Siliștea Snagovului; comuna Gruiu             | În punct „Valea Boului”, în marginea nord-vestică a cătunului Coadele | Epoca bronzului                                                                   | Încarcă foto \| video | Raportează eroare |
| IF-I-s-B-15236 (RAN: 103559.03)                                | Situl arheologic de la Siliștea Snagovului                                                      | sat Siliștea Snagovului; comuna Gruiu             | În punct „La Coșarnă”, între Valea Țigăncii și Valea Coadelor |                                                                                   | Încarcă foto \| video | Raportează eroare |
| IF-I-m-B-15236.01 (RAN: 103559.03.02)                          | Așezare                                                                                         | sat Siliștea Snagovului; comuna Gruiu             | În punct „La Coșarnă”, între Valea Țigăncii și Valea Coadelor | sec. III - IV p. Chr.                                                             | Încarcă foto \| video | Raportează eroare |
| IF-I-m-B-15236.02 (RAN: 103559.03.01)                          | Așezare                                                                                         | sat Siliștea Snagovului; comuna Gruiu             | În punct „La Coșarnă”, între Valea Țigăncii și Valea Coadelor | Epoca bronzului                                                                   | Încarcă foto \| video | Raportează eroare |
| IF-I-s-B-15237 (RAN: 104617.01)                                | Situl arheologic de la Surlari                                                                  | sat Surlari; comuna Petrăchioaia                  | La marginea nordică a satului, pe malul drept al pârâului Mostiștea 44.57611°N 26.31667°E |                                                                                   | Încarcă foto \| video | Raportează eroare |
| IF-I-m-B-15237.01 (RAN: 104617.01.04)                          | Așezare                                                                                         | sat Surlari; comuna Petrăchioaia                  | La marginea nordică a satului, pe malul drept al pârâului Mostiștea 44.57611°N 26.31667°E | sec. III - II a. Chr., Epoca geto-dacică                                          | Încarcă foto \| video | Raportează eroare |
| IF-I-m-B-15237.02 (RAN: 104617.01.02)                          | Așezare                                                                                         | sat Surlari; comuna Petrăchioaia                  | La marginea nordică a satului, pe malul drept al pârâului Mostiștea 44.57611°N 26.31667°E | Epoca bronzului, cultura Coslogeni                                                | Încarcă foto \| video | Raportează eroare |
| IF-I-m-B-15237.03 (RAN: 104617.01.01)                          | Așezare                                                                                         | sat Surlari; comuna Petrăchioaia                  | La marginea nordică a satului, pe malul drept al pârâului Mostiștea 44.57611°N 26.31667°E | Epoca bronzului, cultura Tei                                                      | Încarcă foto \| video | Raportează eroare |
| IF-I-s-B-15238 (RAN: 104617.02)                                | Așezare                                                                                         | sat Surlari; comuna Petrăchioaia                  | La marginea estică a satului, pe malul drept al pârâului Mostiștea 44.57167°N 26.32055°E | Epoca daco-romană                                                                 | Încarcă foto \| video | Raportează eroare |
| IF-I-s-B-20255 (RAN: 105428.01)                                | Situl arheologic de la Ștefăneștii de Jos                                                       | sat Ștefăneștii de Jos; comuna Ștefăneștii de Jos | Pe malul drept al pârâului Pasărea, în marginea nord-estică a satului |                                                                                   | Încarcă foto \| video | Raportează eroare |
| IF-I-m-B-20255.01 (RAN: 105428.01.04)                          | Așezare                                                                                         | sat Ștefăneștii de Jos; comuna Ștefăneștii de Jos | Pe malul drept al pârâului Pasărea, în marginea nord-estică a satului | sec. IX - XI                                                                      | Încarcă foto \| video | Raportează eroare |
| IF-I-m-B-20255.02 (RAN: 105428.01.01)                          | Așezare                                                                                         | sat Ștefăneștii de Jos; comuna Ștefăneștii de Jos | Pe malul drept al pârâului Pasărea, în marginea nord-estică a satului | Epoca bronzului                                                                   | Încarcă foto \| video | Raportează eroare |
| IF-I-m-B-20255.03 (RAN: 105428.01.02)                          | Așezare                                                                                         | sat Ștefăneștii de Jos; comuna Ștefăneștii de Jos | Pe malul drept al pârâului Pasărea, spre hotarul cu com. Afumați | Epoca geto-dacică                                                                 | Încarcă foto \| video | Raportează eroare |
| IF-I-s-B-15239 (RAN: 105204.01)                                | Așezare                                                                                         | sat Tâncăbești; comuna Snagov                     | În marginea sudică apădurii Scroviștea | Epoca bronzului, cultura Glina                                                    | Încarcă foto \| video | Raportează eroare |
| IF-I-s-B-15240 (RAN: 105204.02)                                | Situl arheologic de la Tâncăbești                                                               | sat Tâncăbești; comuna Snagov                     | În punct „Marginea estică a satului”, pe malul nordic al lacului Snagov |                                                                                   | Încarcă foto \| video | Raportează eroare |
| IF-I-m-B-15240.01                                              | Așezare                                                                                         | sat Tâncăbești; comuna Snagov                     | În punct „Marginea estică a satului”, pe malul nordic al lacului Snagov | Epoca bronzului                                                                   | Încarcă foto \| video | Raportează eroare |
| IF-I-m-B-15240.02                                              | Așezare                                                                                         | sat Tâncăbești; comuna Snagov                     | În punct „Gospodăria Mitual lui Belu” | Epoca bronzului, cultura Tei                                                      | Încarcă foto \| video | Raportează eroare |
| IF-I-m-B-15240.03                                              | Așezare                                                                                         | sat Tâncăbești; comuna Snagov                     | La confluențapedreaptaa Văii Țiparului cu valea Lacul Ciurii | sec. I a. Chr., Epoca geto-dacică                                                 | Încarcă foto \| video | Raportează eroare |
| IF-I-m-B-15240.04                                              | Așezare                                                                                         | sat Tâncăbești; comuna Snagov                     | În punct „La Ogresie”, pe malul drept al văii Lacul Ciurii | Epoca bronzului, cultura Tei                                                      | Încarcă foto \| video | Raportează eroare |
| IF-I-m-B-15240.05                                              | Așezare                                                                                         | sat Tâncăbești; comuna Snagov                     | În zona confluenței văii Lacul Ciurii cu lacul Snagov | Epoca bronzului, cultura Tei                                                      | Încarcă foto \| video | Raportează eroare |
| IF-I-s-B-20263                                                 | Situl arheologic de la Vlădiceasca                                                              | sat Tâncăbești; comuna Snagov                     | Pe malul sudic al lacului Snagov, la est de hotarul cu comuna Periș |                                                                                   | Încarcă foto \| video | Raportează eroare |
| IF-I-m-B-20263.01 (RAN: 105213.03.01)                          | Așezare                                                                                         | sat Tâncăbești; comuna Snagov                     | Pe malul sudic al lacului Snagov, la est de hotarul cu comuna Periș | sec. V - VI                                                                       | Încarcă foto \| video | Raportează eroare |
| IF-I-m-B-20263.02 (RAN: 105213.03.02)                          | Așezare                                                                                         | sat Tâncăbești; comuna Snagov                     | Pe malul sudic al lacului Snagov, la est de hotarul cu comuna Periș | sec. II - I a. Chr.                                                               | Încarcă foto \| video | Raportează eroare |
| IF-I-m-B-20263.03 (RAN: 105213.03.03)                          | Așezare                                                                                         | sat Tâncăbești; comuna Snagov                     | Pe malul sudic al lacului Snagov, la est de hotarul cu comuna Periș | Epoca bronzului, Cultura Glina                                                    | Încarcă foto \| video | Raportează eroare |
| IF-I-m-B-20263.04 (RAN: 105213.03.04)                          | Așezare                                                                                         | sat Tâncăbești; comuna Snagov                     | Pe malul stâng al unei văi afluente lacului Snagov, traversată de drumul spre satul Cocioc | sec. II - III p. Chr.                                                             | Încarcă foto \| video | Raportează eroare |
| IF-I-m-B-20263.05 (RAN: 105213.03.05)                          | Așezare                                                                                         | sat Tâncăbești; comuna Snagov                     | Pe malul stâng al unei văi afluente lacului Snagov, traversată de drumul spre satul Cocioc | Epoca bronzului                                                                   | Încarcă foto \| video | Raportează eroare |
| IF-I-m-B-20263.06                                              | Așezare                                                                                         | sat Tâncăbești; comuna Snagov                     | Pe malul drept al unei văi afluente lacului Snagov, traversată de drumul spre satul Cocioc | sec. IV - V p. Chr.                                                               | Încarcă foto \| video | Raportează eroare |
| IF-I-m-B-20263.07                                              | Așezare                                                                                         | sat Tâncăbești; comuna Snagov                     | Pe malul drept al unei văi afluente lacului Snagov, traversată de drumul spre satul Cocioc | sec. II - III p. Chr.                                                             | Încarcă foto \| video | Raportează eroare |
| IF-I-s-B-20266                                                 | Situl arheologic de la Vlădiceasca                                                              | sat Tâncăbești; comuna Snagov                     | Pe malul stâng al pârâului Vlăsia |                                                                                   | Încarcă foto \| video | Raportează eroare |
| IF-I-m-B-20266.01 (RAN: 105213.04.01)                          | Așezare                                                                                         | sat Tâncăbești; comuna Snagov                     | Pe malul stâng al pârâului Vlăsia, imediat la est de hotarul cu comuna Periș | sec. V - VI                                                                       | Încarcă foto \| video | Raportează eroare |
| IF-I-m-B-20266.02 (RAN: 105213.04.02)                          | Așezare                                                                                         | sat Tâncăbești; comuna Snagov                     | Pe malul stâng al pârâului Vlăsia, imediat la est de hotarul cu comuna Periș | sec. II - III p. Chr.                                                             | Încarcă foto \| video | Raportează eroare |
| IF-I-m-B-20266.03 (RAN: 105213.04.03)                          | Așezare                                                                                         | sat Tâncăbești; comuna Snagov                     | La 100 m est de drumul Săftica-Cocioc, pe malul stâng al pârâului Vlăsia | Epoca bronzului                                                                   | Încarcă foto \| video | Raportează eroare |
| IF-I-m-B-20266.04 (RAN: 105213.04.04)                          | Așezare                                                                                         | sat Tâncăbești; comuna Snagov                     | Pe malurile unei vâlcele secate la 500 m nord de colțul nord-vestic al pădurii Vlăsia | Epoca bronzului                                                                   | Încarcă foto \| video | Raportează eroare |
| IF-I-m-B-20266.05 (RAN: 105213.04)                             | Așezare                                                                                         | sat Tâncăbești; comuna Snagov                     | Pe ambele maluri ale unei vâlcele afluente pârâului Vlăsia, la nord de pădurea Vlăsia | Epoca bronzului                                                                   | Încarcă foto \| video | Raportează eroare |
| IF-I-s-B-20267                                                 | Situl arheologic de la Vlădiceasca                                                              | sat Tâncăbești; comuna Snagov                     | În punct „Tâncăbești-Benzinărie”, pe malul sudic al lacului Snagov, imediat la vest de șoseaua București-Ploiești |                                                                                   | Încarcă foto \| video | Raportează eroare |
| IF-I-m-B-20267.01 (fost IF-I-m-B-20267.02) (RAN: 105213.03.06) | Așezare                                                                                         | sat Tâncăbești; comuna Snagov                     | În punct „Tâncăbești-Benzinărie”, pe malul sudic al lacului Snagov, imediat la vest de șoseaua București-Ploiești | sec. XVIII - XIX                                                                  | Încarcă foto \| video | Raportează eroare |
| IF-I-m-B-20267.02 (fost IF-I-m-B-20267.03)                     | Așezare                                                                                         | sat Tâncăbești; comuna Snagov                     | În punct „Tâncăbești-Benzinărie”, pe malul sudic al lacului Snagov, imediat la vest de șoseaua București-Ploiești | sec. X                                                                            | Încarcă foto \| video | Raportează eroare |
| IF-I-m-B-20267.03 (fost IF-I-m-B-20267.04)                     | Așezare                                                                                         | sat Tâncăbești; comuna Snagov                     | În punct „Tâncăbești-Benzinărie”, pe malul sudic al lacului Snagov, imediat la vest de șoseaua București-Ploiești | sec. VI                                                                           | Încarcă foto \| video | Raportează eroare |
| IF-I-m-B-20267.04 (fost IF-I-m-B-20267.05)                     | Așezare                                                                                         | sat Tâncăbești; comuna Snagov                     | În punct „Tâncăbești-Benzinărie”, pe malul sudic al lacului Snagov, imediat la vest de șoseaua București-Ploiești | sec. II - III p. Chr.                                                             | Încarcă foto \| video | Raportează eroare |
| IF-I-s-A-15241 (RAN: 101797.02)                                | Așezare                                                                                         | sat Tânganu; comuna Cernica                       | Pe malul stâng al Dâmboviței, între satele Tânganu și Tânganu- Moară | Epoca geto-dacică                                                                 | Încarcă foto \| video | Raportează eroare |
| IF-I-s-B-15242                                                 | Situl arheologic de la Tunari                                                                   | sat Tunari; comuna Tunari                         | În incinta Aeroportului Otopeni, imediat la nord de capătul estic al pistei civile nr. 1 |                                                                                   | Încarcă foto \| video | Raportează eroare |
| IF-I-m-B-15242.01 (RAN: 105589.01.02)                          | Așezare                                                                                         | sat Tunari; comuna Tunari                         | În incinta Aeroportului Otopeni, imediat la nord de capătul estic al pistei civile nr. 1 | sec. II-I a. Chr.                                                                 | Încarcă foto \| video | Raportează eroare |
| IF-I-m-B-15242.02 (RAN: 105589.01.01)                          | Așezare                                                                                         | sat Tunari; comuna Tunari                         | În incinta Aeroportului Otopeni, imediat la nord de capătul estic al pistei civile nr. 1 | Hallstatt                                                                         | Încarcă foto \| video | Raportează eroare |
| IF-I-s-B-15243 (RAN: 105589.07)                                | Așezare                                                                                         | sat Tunari; comuna Tunari                         | În incinta Aeroportului Otopeni, la sud depistacivile nr. 2 | Epoca geto-dacică                                                                 | Încarcă foto \| video | Raportează eroare |
| IF-I-s-B-15244 (RAN: 105589.05)                                | Așezare                                                                                         | sat Tunari; comuna Tunari                         | În punct „Ferma zootehnică a fostului CAP Tunari”, pe malul stâng al pârâului Pasărea |                                                                                   | Încarcă foto \| video | Raportează eroare |
| IF-I-m-B-15244.01 (RAN: 105589.05.02)                          | Așezare                                                                                         | sat Tunari; comuna Tunari                         | În punct „Ferma zootehnică a fostului CAP Tunari”, pe malul stâng al pârâului Pasărea | Epoca geto-dacică                                                                 | Încarcă foto \| video | Raportează eroare |
| IF-I-m-B-15244.02 (RAN: 105589.05.01)                          | Așezare                                                                                         | sat Tunari; comuna Tunari                         | Pe malul stâng al pârâului Pasărea, la 100 m vest de fosta stație de pompare SPP4 | Epoca bronzului                                                                   | Încarcă foto \| video | Raportează eroare |
| IF-I-m-B-15245.03 (RAN: 105589.05.03)                          | Așezare                                                                                         | sat Tunari; comuna Tunari                         | La circa 750 m est de șoseaua Tunari-Balotești, străpunse de Cd 3 | Epoca geto-dacică                                                                 | Încarcă foto \| video | Raportează eroare |
| IF-I-m-B-15245.04 (RAN: 105589.05.04)                          | Așezare                                                                                         | sat Tunari; comuna Tunari                         | La circa 750 m est de șoseaua Tunari-Balotești, străpunse de Cd 3 | Epoca bronzului                                                                   | Încarcă foto \| video | Raportează eroare |
| IF-I-s-B-15246                                                 | Așezare                                                                                         | sat Tunari; comuna Tunari                         | La 1 km est de șoseaua Tunari- Balotești, între Cd 4 și CCII | Epoca bronzului                                                                   | Încarcă foto \| video | Raportează eroare |
| IF-I-s-B-20256 (RAN: 105589.08)                                | Așezare, punct „Terenul lui Stoianov Emil”                                                      | sat Tunari; comuna Tunari                         | În punct „Pe terenul lui Stoianov Emil”, pe malul drept al pârâului Pasărea | sec. III-IV p. Chr.                                                               | Încarcă foto \| video | Raportează eroare |
| IF-I-m-B-20256.01 (RAN: 105589.08.01)                          | Așezare                                                                                         | sat Tunari; comuna Tunari                         | Pe malul drept al pârâului Pasărea, în marginea estică a satului | sec. IX - XI                                                                      | Încarcă foto \| video | Raportează eroare |
| IF-I-m-B-20256.02 (RAN: 105589.08.02)                          | Așezare                                                                                         | sat Tunari; comuna Tunari                         | Pe malul drept al pârâul Pasărea | sec. III-IV p. Chr.                                                               | Încarcă foto \| video | Raportează eroare |
| IF-I-m-B-20256.03 (RAN: 105589.08.03)                          | Așezare                                                                                         | sat Tunari; comuna Tunari                         | Pe malul drept al pârâului Pasărea, la sud-vest de dig | Epoca bronzului                                                                   | Încarcă foto \| video | Raportează eroare |
| IF-I-s-B-15247 (RAN: 102598.01)                                | Situl arheologic de la Țegheș                                                                   | sat Țegheș; comuna Domnești                       | Pe malul stâng al Argeșului, în marginea sud-vest a satului |                                                                                   | Încarcă foto \| video | Raportează eroare |
| IF-I-m-B-15247.01 (RAN: 102598.01.02)                          | Așezare                                                                                         | sat Țegheș; comuna Domnești                       | Pe malul stâng al Argeșului, în marginea sud-vest a satului | Epoca medievală                                                                   | Încarcă foto \| video | Raportează eroare |
| IF-I-m-B-15247.02 (RAN: 102598.01.01)                          | Așezare                                                                                         | sat Țegheș; comuna Domnești                       | Pe malul stâng al Argeșului, în marginea sud-vest a satului | Epoca bronzului                                                                   | Încarcă foto \| video | Raportează eroare |
| IF-I-s-B-15248 (RAN: 102598.02)                                | Situl arheologic de la Țegheș                                                                   | sat Țegheș; comuna Domnești                       | Pe malul stâng al Argeșului, în partea nord-vest a satului |                                                                                   | Încarcă foto \| video | Raportează eroare |
| IF-I-m-B-15248.01 (RAN: 102598.02.02)                          | Așezare                                                                                         | sat Țegheș; comuna Domnești                       | Pe malul stâng al Argeșului, în partea nord-vest a satului | Epoca medievală                                                                   | Încarcă foto \| video | Raportează eroare |
| IF-I-m-B-15248.02 (RAN: 102598.02.01)                          | Așezare                                                                                         | sat Țegheș; comuna Domnești                       | Pe malul stâng al Argeșului, în partea nord-vest a satului | sec. III p. Chr.                                                                  | Încarcă foto \| video | Raportează eroare |
| IF-I-s-B-15249 (RAN: 101332.02)                                | Situl arheologic de la Vadul Anei                                                               | sat Vadu Anei; comuna Brănești                    | Pe malul stâng al pârâului Pasărea, de la sud de autostrada București - Constanța până în nord-vestul satului |                                                                                   | Încarcă foto \| video | Raportează eroare |
| IF-I-m-B-15249.01 (RAN: 101332.02.06)                          | Așezare                                                                                         | sat Vadul Anei; comuna Brănești                   | Pe malul stâng al pârâului Pasărea, de la sud de autostrada București- Constanța până în nord-vestul satului | sec. X                                                                            | Încarcă foto \| video | Raportează eroare |
| IF-I-m-B-15249.02 (RAN: 101332.02.05)                          | Așezare                                                                                         | sat Vadul Anei; comuna Brănești                   | Pe malul stâng al pârâului Pasărea, de la sud de autostrada București- Constanța până în nord-vestul satului | sec. VI - VII                                                                     | Încarcă foto \| video | Raportează eroare |
| IF-I-m-B-15249.03 (RAN: 101332.02.04)                          | Așezare                                                                                         | sat Vadul Anei; comuna Brănești                   | Pe malul stâng al pârâului Pasărea, de la sud de autostrada București- Constanța până în nord-vestul satului | sec. II - IV p. Chr.                                                              | Încarcă foto \| video | Raportează eroare |
| IF-I-m-B-15249.04 (RAN: 101332.02.03)                          | Așezare                                                                                         | sat Vadul Anei; comuna Brănești                   | Pe malul stâng al pârâului Pasărea, de la sud de autostrada București- Constanța până în nord-vestul satului | Epoca geto-dacică                                                                 | Încarcă foto \| video | Raportează eroare |
| IF-I-s-B-15250 (RAN: 104626.01)                                | Situl arheologic de la Vânători                                                                 | sat Vânători; comuna Petrăchioaia                 | La est de sat |                                                                                   | Încarcă foto \| video | Raportează eroare |
| IF-I-m-B-15250.01 (RAN: 104626.01.04)                          | Așezare                                                                                         | sat Vânători; comuna Petrăchioaia                 | La est de sat 44.58778°N 26.30305°E | sec. XVI                                                                          | Încarcă foto \| video | Raportează eroare |
| IF-I-m-B-15250.02 (RAN: 104626.01.03)                          | Așezare                                                                                         | sat Vânători; comuna Petrăchioaia                 | La est de sat 44.58778°N 26.30305°E | sec. IX - XI                                                                      | Încarcă foto \| video | Raportează eroare |
| IF-I-m-B-15250.03 (RAN: 104626.01.02)                          | Așezare                                                                                         | sat Vânători; comuna Petrăchioaia                 | La est de sat 44.58778°N 26.30305°E | sec. VI                                                                           | Încarcă foto \| video | Raportează eroare |
| IF-I-m-B-15250.04 (RAN: 104626.01.01)                          | Așezare                                                                                         | sat Vânători; comuna Petrăchioaia                 | La est de sat 44.58778°N 26.30305°E | Epoca geto-dacică                                                                 | Încarcă foto \| video | Raportează eroare |
| IF-I-s-B-15251 (RAN: 179418.01)                                | Situl arheologic de la Vârteju, punct „CAP”                                                     | localitate componentă Vârteju; oraș Măgurele      | În punct „Grajdurile fostului CAP Vârteju”, pe malul stâng al pârâului Ciorogârla |                                                                                   | Încarcă foto \| video | Raportează eroare |
| IF-I-m-B-15251.01 (RAN: 179418.01.05)                          | Așezare                                                                                         | localitate componentă Vârteju; oraș Măgurele      | În punct „Grajdurile fostului CAP Vârteju”, pe malul stâng al pârâului Ciorogârla | sec. XVII - XVIII                                                                 | Încarcă foto \| video | Raportează eroare |
| IF-I-m-B-15251.02 (RAN: 179418.01.04)                          | Așezare                                                                                         | localitate componentă Vârteju; oraș Măgurele      | În punct „Grajdurile fostului CAP Vârteju”, pe malul stâng al pârâului Ciorogârla | sec. XIV - XIX                                                                    | Încarcă foto \| video | Raportează eroare |
| IF-I-m-B-15251.03 (RAN: 179418.01.03)                          | Așezare                                                                                         | localitate componentă Vârteju; oraș Măgurele      | În punct „Grajdurile fostului CAP Vârteju”, pe malul stâng al pârâului Ciorogârla | sec. IX - XI                                                                      | Încarcă foto \| video | Raportează eroare |
| IF-I-m-B-15251.04 (RAN: 179418.01.02)                          | Așezare                                                                                         | localitate componentă Vârteju; oraș Măgurele      | În punct „Grajdurile fostului CAP Vârteju”, pe malul stâng al pârâului Ciorogârla | sec. II - IV p. Chr.                                                              | Încarcă foto \| video | Raportează eroare |
| IF-I-m-B-15251.05 (RAN: 179418.01.01)                          | Așezare                                                                                         | localitate componentă Vârteju; oraș Măgurele      | În punct „Grajdurile fostului CAP Vârteju”, pe malul stâng al pârâului Ciorogârla | Epoca bronzului                                                                   | Încarcă foto \| video | Raportează eroare |
| IF-I-s-B-15252 (RAN: 179454.01)                                | Situl arheologic de la Vârteju                                                                  | localitate componentă Vârteju; oraș Măgurele      | Pe malul nordic al pârâului Ciorogârla, în cătunul Chirca |                                                                                   | Încarcă foto \| video | Raportează eroare |
| IF-I-m-B-15252.01 (RAN: 179454.01.01)                          | Așezare                                                                                         | localitate componentă Vârteju; oraș Măgurele      | Pe malul nordic al pârâului Ciorogârla, în cătunul Chirca | sec. XVII - XVIII                                                                 | Încarcă foto \| video | Raportează eroare |
| IF-I-m-B-15252.02 (RAN: 179454.01.02)                          | Așezare                                                                                         | localitate componentă Vârteju; oraș Măgurele      | Pe malul nordic al pârâului Ciorogârla, în cătunul Chirca | sec. IX - XI                                                                      | Încarcă foto \| video | Raportează eroare |
| IF-I-s-B-15253 (RAN: 179418.05)                                | Situl arheologic de la Vârteju                                                                  | localitate componentă Vârteju; oraș Măgurele      | Pe malul nordic al pârâului Ciorogârla, în apropierea bisericii |                                                                                   | Încarcă foto \| video | Raportează eroare |
| IF-I-m-B-15253.01                                              | Așezare                                                                                         | localitate componentă Vârteju; oraș Măgurele      | Pe malul nordic al pârâului Ciorogârla, în apropierea bisericii | sec. XVIII - XIX                                                                  | Încarcă foto \| video | Raportează eroare |
| IF-I-m-B-15253.02 (RAN: 179418.05.02)                          | Necropolă                                                                                       | localitate componentă Vârteju; oraș Măgurele      | Pe malul nordic al pârâului Ciorogârla, în apropierea bisericii | sec. XVIII - XIX                                                                  | Încarcă foto \| video | Raportează eroare |
| IF-I-m-B-15253.03 (fost IF-I-m-B-15253.02)                     | Așezare                                                                                         | localitate componentă Vârteju; oraș Măgurele      | Pe malul nordic al pârâului Ciorogârla, în apropierea bisericii | sec. XV - XVI                                                                     | Încarcă foto \| video | Raportează eroare |
| IF-I-s-B-20260 (RAN: 179454.02)                                | Situl arheologic de la Vârteju                                                                  | sat Vârteju; orașul Măgurele                      | În punct „Stația de epurare”, pe ambele maluri ale Sabarului, la est de hotarul cu orașul Bragadiru |                                                                                   | Încarcă foto \| video | Raportează eroare |
| IF-I-m-B-20260.01 (RAN: 179454.02.01)                          | Așezare                                                                                         | sat Vârteju; orașul Măgurele                      | În punct „Stația de epurare”, pe ambele maluri ale Sabarului, la est de hotarul cu orașul Bragadiru | sec. XIV - XVIII                                                                  | Încarcă foto \| video | Raportează eroare |
| IF-I-m-B-20260.02 (RAN: 179454.02.02)                          | Așezare                                                                                         | localitate componentă Vârteju; oraș Măgurele      | În punct „Stația de epurare”, pe ambele maluri ale Sabarului, la est de hotarul cu orașul Bragadiru | sec. IX - XI                                                                      | Încarcă foto \| video | Raportează eroare |
| IF-I-m-B-20260.03 (RAN: 179454.02.03)                          | Așezare                                                                                         | localitate componentă Vârteju; oraș Măgurele      | În punct „Stația de epurare”, pe ambele maluri ale Sabarului, la est de hotarul cu orașul Bragadiru | sec. III - IV p. Chr.                                                             | Încarcă foto \| video | Raportează eroare |
| IF-I-m-B-20260.04 (RAN: 179454.02.04)                          | Așezare                                                                                         | localitate componentă Vârteju; oraș Măgurele      | În punct „Stația de epurare”, pe ambele maluri ale Sabarului, la est de hotarul cu orașul Bragadiru | Epoca geto-dacică                                                                 | Încarcă foto \| video | Raportează eroare |
| IF-I-m-B-20260.05 (RAN: 179454.02.05)                          | Așezare                                                                                         | localitate componentă Vârteju; oraș Măgurele      | În punct „Stația de epurare”, pe ambele maluri ale Sabarului, la est de hotarul cu orașul Bragadiru | Epoca bronzului                                                                   | Încarcă foto \| video | Raportează eroare |
| IF-I-m-B-20260.06 (RAN: 179454.02.06)                          | Așezare                                                                                         | localitate componentă Vârteju; oraș Măgurele      | În punct „Stația de epurare”, pe ambele maluri ale Sabarului, la est de hotarul cu orașul Bragadiru | Neolitic                                                                          | Încarcă foto \| video | Raportează eroare |
| IF-I-s-B-20261 (RAN: 179454.03)                                | Situl arheologic de la Vârteju                                                                  | localitate componentă Vârteju; oraș Măgurele      | Pe malul stâng al Ciorogârlei, vis- à-vis de fosta cărămidărie, la sud- est de hotarul cu orașul Bragadiru; în punct „La fosta Cărămidărie”, pe malul drept al pârâului Ciorogârla, la est de hotarul cu orașul Bragadiru |                                                                                   | Încarcă foto \| video | Raportează eroare |
| IF-I-m-B-20261.01 (RAN: 179454.03.01)                          | Așezare                                                                                         | localitate componentă Vârteju; oraș Măgurele      | Pe malul stâng al Ciorogârlei, vis- à-vis de fosta cărămidărie, la sud- est de hotarul cu orașul Bragadiru | sec. XVII - XVIII                                                                 | Încarcă foto \| video | Raportează eroare |
| IF-I-m-B-20261.02 (RAN: 179454.03.02)                          | Așezare                                                                                         | localitate componentă Vârteju; oraș Măgurele      | Pe malul stâng al Ciorogârlei, vis- à-vis de fosta cărămidărie, la sud- est de hotarul cu orașul Bragadiru | sec. IX-XI p. Chr.                                                                | Încarcă foto \| video | Raportează eroare |
| IF-I-m-B-20261.03 (RAN: 179454.03.03)                          | Așezare                                                                                         | localitate componentă Vârteju; oraș Măgurele      | Pe malul stâng al Ciorogârlei, vis- à-vis de fosta cărămidărie, la sud- est de hotarul cu orașul Bragadiru | sec. III - IV p. Chr.                                                             | Încarcă foto \| video | Raportează eroare |
| IF-I-m-B-20261.04 (RAN: 179454.03.04)                          | Așezare                                                                                         | localitate componentă Vârteju; oraș Măgurele      | Pe malul stâng al Ciorogârlei, vis- à-vis de fosta cărămidărie, la sud- est de hotarul cu orașul Bragadiru | Epoca geto-dacică                                                                 | Încarcă foto \| video | Raportează eroare |
| IF-I-m-B-20261.05 (RAN: 179454.03.05)                          | Așezare                                                                                         | localitate componentă Vârteju; oraș Măgurele      | Pe malul stâng al Ciorogârlei, vis- à-vis de fosta cărămidărie, la sud- est de hotarul cu orașul Bragadiru | Epoca bronzului                                                                   | Încarcă foto \| video | Raportează eroare |
| IF-I-m-B-20261.06 (RAN: 179454.03.06)                          | Așezare                                                                                         | localitate componentă Vârteju; oraș Măgurele      | Pe malul stâng al Ciorogârlei, vis- à-vis de fosta cărămidărie, la sud- est de hotarul cu orașul Bragadiru | Epoca neolitică                                                                   | Încarcă foto \| video | Raportează eroare |
| IF-I-m-B-20261.07 (RAN: 179454.03.07)                          | Așezare                                                                                         | localitate componentă Vârteju; oraș Măgurele      | În punct „La fosta Cărămidărie”, pe malul drept al pârâului Ciorogârla, la est de hotarul cu orașul Bragadiru | Epoca geto-dacică                                                                 | Încarcă foto \| video | Raportează eroare |
| IF-I-s-B-15254 (RAN: 105945.01)                                | Așezare                                                                                         | sat Vidra; comuna Vidra                           | Pe malul stâng al pârâului Sabar, la vest de calea ferată București- Giurgiu | sec. XVII - XVIII                                                                 | Încarcă foto \| video | Raportează eroare |
| IF-I-s-A-15255                                                 | Situl arheologic de la Vidra                                                                    | sat Vidra; comuna Vidra                           | În punct „Tell-ul Vidra”, pe malul stâng al pârâului Sabar |                                                                                   | Încarcă foto \| video | Raportează eroare |
| IF-I-m-A-15255.01                                              | Așezare                                                                                         | sat Vidra; comuna Vidra                           | În punct „Tell-ul Vidra”, pe malul stâng al pârâului Sabar | sec. XVIII                                                                        | Încarcă foto \| video | Raportează eroare |
| IF-I-m-A-15255.02                                              | Așezare                                                                                         | sat Vidra; comuna Vidra                           | În punct „Tell-ul Vidra”, pe malul stâng al pârâului Sabar | sec. IX - XI                                                                      | Încarcă foto \| video | Raportează eroare |
| IF-I-m-A-15255.03                                              | Așezare                                                                                         | sat Vidra; comuna Vidra                           | În punct „Tell-ul Vidra”, pe malul stâng al pârâului Sabar | sec. III - IV p. Chr.                                                             | Încarcă foto \| video | Raportează eroare |
| IF-I-m-A-15255.04                                              | Așezare                                                                                         | sat Vidra; comuna Vidra                           | În punct „Tell-ul Vidra”, pe malul stâng al pârâului Sabar | Neolitic, Cultura Gumelnița                                                       | Încarcă foto \| video | Raportează eroare |
| IF-I-m-A-15255.05                                              | Așezare                                                                                         | sat Vidra; comuna Vidra                           | În punct „Tell-ul Vidra”, pe malul stâng al pârâului Sabar | Neolitic                                                                          | Încarcă foto \| video | Raportează eroare |
| IF-I-s-B-15256 (RAN: 105213.02)                                | Situl arheologic de la Vlădiceasca                                                              | sat Vlădiceasca; comuna Snagov                    | Pe malul stâng al pârâului Vlăsia, de la circa 300 m est de șos. București-Ploiești până la pădurea Vlădiceasca |                                                                                   | Încarcă foto \| video | Raportează eroare |
| IF-I-m-B-15256.01 (RAN: 105213.02.02)                          | Așezare                                                                                         | sat Vlădiceasca; comuna Snagov                    | Pe malul stâng al pârâului Vlăsia, de la circa 300 m est de șos. București- Ploiești până la pădurea Vlădiceasca | sec. X                                                                            | Încarcă foto \| video | Raportează eroare |
| IF-I-m-B-15256.03                                              | Așezare                                                                                         | sat Vlădiceasca; comuna Snagov                    | Pe malul stâng al pârâului Vlăsia, de la circa 300 m est de șos. București-Ploiești până la pădurea Vlădiceasca | sec. III - IV p. Chr., Epoca post-romană                                          | Încarcă foto \| video | Raportează eroare |
| IF-I-m-B-20267.05                                              | Așezare                                                                                         | sat Vlădiceasca; comuna Snagov                    | Pe malul drept al unei văi afluente lacului Snagov, traversată de drumul spre satul Cocioc | sec. IV - V p. Chr., Epoca post-romană                                            | Încarcă foto \| video | Raportează eroare |
| IF-II-m-B-15267 (RAN: 100594.02)                               | Biserica „Sf. Împărați”, fostă biserică de curte                                                | oraș Buftea                                       | Str. Agricultori 116, Cartier Buciumeni | 1787                                                                              | Încarcă foto \| video | Raportează eroare |
| IF-II-a-A-15257                                                | Ansamblul fostului Palat Știrbei                                                                | oraș Buftea                                       | Str. Știrbei Vodă 36 44.56546°N 25.94058°E | mijl. sec. XIX Joseph Hartl (arhitect), Michel Sanjouand (constructor)            | Alte imagini          | Raportează eroare |
| IF-II-m-A-15257.01                                             | Palat                                                                                           | oraș Buftea                                       | Str. Știrbei Vodă 36 | mijl. sec. XIX                                                                    |                       | Raportează eroare |
| IF-II-m-A-15257.02                                             | Capelă                                                                                          | oraș Buftea                                       | Str. Știrbei Vodă 36 | mijl. sec. XIX                                                                    | Alte imagini          | Raportează eroare |
| IF-II-m-A-15257.03                                             | Parc                                                                                            | oraș Buftea                                       | Str. Știrbei Vodă 36 | mijl. sec. XIX                                                                    |                       | Raportează eroare |
| IF-II-m-A-15257.04                                             | Turn de apă                                                                                     | oraș Buftea                                       | Str. Știrbei Vodă 36 | înc. sec. XX                                                                      |                       | Raportează eroare |
| IF-II-m-A-15257.05                                             | Pavilion de Poartă                                                                              | oraș Buftea                                       | Str. Știrbei Vodă 36 | sf. sec. XIX                                                                      |                       | Raportează eroare |
| IF-II-m-B-21070                                                | Bateria intermediară 6 - 7 Afumați                                                              | comuna Dobroești                                  | |                                                                                   | Încarcă foto \| video | Raportează eroare |
| IF-II-a-A-15258 (RAN: 100843.05)                               | Ansamblul fostei curți a Stolnicului Constantin Cantacuzino, ulterior baron Dumba               | sat Afumați; comuna Afumați                       | Str. Ștefănești 57-59 44.5273°N 26.2394°E | sf. sec. XVII, transf. sec. XIX                                                   | Încarcă foto \| video | Raportează eroare |
| IF-II-m-A-15258.01                                             | Conac                                                                                           | sat Afumați; comuna Afumați                       | Str. Ștefănești 57 | sf. sec. XVII, transf. sec. XIX                                                   | Încarcă foto \| video | Raportează eroare |
| IF-II-m-A-15258.02                                             | Biserica „Adormirea Maicii Domnului”                                                            | sat Afumați; comuna Afumați                       | Str. Ștefănești 59 | 1691, transf. sec. XIX                                                            |                       | Raportează eroare |
| IF-II-m-A-15258.03                                             | Zid de incintă                                                                                  | sat Afumați; comuna Afumați                       | Str. Ștefănești 59 | sf. sec. XVII, transf. sec. XIX                                                   | Încarcă foto \| video | Raportează eroare |
| IF-II-m-B-15260                                                | Fost han                                                                                        | sat Balotești; comuna Balotești                   | Str. Brătianu I.C. 12 | 1910                                                                              | Încarcă foto \| video | Raportează eroare |
| IF-II-m-B-15261                                                | Conacul Bujoiu                                                                                  | sat Balotești; comuna Balotești                   | Str. Unirii 120 44.61872°N 26.08669°E | 1932                                                                              |                       | Raportează eroare |
| IF-II-m-B-20268 (RAN: 100978.04)                               | Biserica „Sf. Nicolae, Teodor și Stelian”                                                       | sat Balotești; comuna Balotești                   | Str. Unirii 221 | 1763                                                                              |                       | Raportează eroare |
| IF-II-a-A-15263                                                | Mănăstirea Balamuci                                                                             | sat Balta Neagră; comuna Nuci                     | Drum forestier, la 3 km Nord de satul Sitaru, str. Frasinului 25 44.68°N 26.3176°E | sec. XVII - XIX                                                                   |                       | Raportează eroare |
| IF-II-m-A-15263.01                                             | Biserica „Sf. Nicolae”                                                                          | sat Balta Neagră; comuna Nuci                     | Drum forestier, la 3 km Nord de satul Sitaru, str. Frasinului 25 | 1631                                                                              |                       | Raportează eroare |
| IF-II-m-A-15263.02                                             | Zid de incintă                                                                                  | sat Balta Neagră; comuna Nuci                     | Drum forestier, la 3 km Nord de satul Sitaru, str. Frasinului 25 | 1752                                                                              | Încarcă foto \| video | Raportează eroare |
| IF-II-m-B-15264                                                | Biserica „Adormirea Maicii Domnului”                                                            | sat Bălăceanca; comuna Cernica                    | Șos. Gării 43 44.39287°N 26.29075°E | 1870, 1880 - 1884                                                                 |                       | Raportează eroare |
| IF-II-m-A-15265 (RAN: 104564.04)                               | Biserica „Sf. Nicolae” a fostului schit Bălteni                                                 | sat Bălteni; comuna Periș                         | Str. Sf. Nicolae 114 44.7221°N 26.0091°E | 1626                                                                              | Alte imagini          | Raportează eroare |
| IF-II-a-B-15266                                                | Fosta curte boierească de la Berceni                                                            | sat Berceni; comuna Berceni                       | Bd. 1 Mai 720 | 1882                                                                              | Încarcă foto \| video | Raportează eroare |
| IF-II-m-B-15266.01                                             | Ruinele caselor boierești                                                                       | sat Berceni; comuna Berceni                       | Bd. 1 Mai 720 | 1882                                                                              | Încarcă foto \| video | Raportează eroare |
| IF-II-m-B-15266.02                                             | Biserica „Sf. Nicolae”                                                                          | sat Berceni; comuna Berceni                       | Str. Înfrățirii 3 | 1882                                                                              | Încarcă foto \| video | Raportează eroare |
| IF-II-m-B-15268.03                                             | Capelă                                                                                          | sat Căciulați; comuna Moara Vlăsiei               | Str. Cimitirului f.n. | 1832                                                                              | Încarcă foto \| video | Raportează eroare |
| IF-II-m-B-15268.02                                             | Biserica „Adormirea Maicii Domnului”                                                            | sat Căciulați; comuna Moara Vlăsiei               | Șos. Unirii 89 | 1832                                                                              | Încarcă foto \| video | Raportează eroare |
| IF-II-a-B-15268                                                | Ansamblul fostului palat Alexandru Ghica                                                        | sat Căciulați; comuna Moara Vlăsiei               | Str. Unirii 93 44.62913°N 26.17121°E | înc. sec. XIX                                                                     | Alte imagini          | Raportează eroare |
| IF-II-m-B-15268.01                                             | Palat                                                                                           | sat Căciulați; comuna Moara Vlăsiei               | Str. Unirii 93 | 1830                                                                              |                       | Raportează eroare |
| IF-II-m-B-15268.04                                             | Parc                                                                                            | sat Căciulați; comuna Moara Vlăsiei               | Str. Unirii 93 | înc. sec. XIX                                                                     | Încarcă foto \| video | Raportează eroare |
| IF-II-m-B-15269                                                | Biserica „Sf. Nicolae”                                                                          | sat Chiajna; comuna Chiajna                       | Str. Eroului 40 | 1831-1897                                                                         |                       | Raportează eroare |
| IF-II-m-B-15316                                                | Biserica „Sf. Nicolae” - Ciofliceni                                                             | sat Ciofliceni; comuna Snagov                     | Str. Bisericii f.n. | sec. XIX                                                                          | Încarcă foto \| video | Raportează eroare |
| IF-II-a-B-15271                                                | Mănăstirea Țigănești                                                                            | sat Ciolpani; comuna Ciolpani                     | DC, la 3,5 km de DN1 44.72903°N 26.08425°E | sec. XVIII, XIX, XX                                                               |                       | Raportează eroare |
| IF-II-m-B-15271.01                                             | Biserica „Adormirea Maicii Domnului”                                                            | sat Ciolpani; comuna Ciolpani                     | DC, la 3,5 km de DN1 44.72902°N 26.084°E | 1812                                                                              |                       | Raportează eroare |
| IF-II-m-B-15271.02                                             | Biserica din cimitir                                                                            | sat Ciolpani; comuna Ciolpani                     | DC, la 3,5 km de DN1 | 1817                                                                              |                       | Raportează eroare |
| IF-II-m-B-15271.03                                             | Stăreție                                                                                        | sat Ciolpani; comuna Ciolpani                     | DC, la 3,5 km de DN1 | sf. sec. XIX                                                                      | Încarcă foto \| video | Raportează eroare |
| IF-II-m-B-15271.04                                             | Trapeză                                                                                         | sat Ciolpani; comuna Ciolpani                     | DC, la 3,5 km de DN1 | sf. sec. XIX                                                                      | Încarcă foto \| video | Raportează eroare |
| IF-II-m-B-15271.05                                             | Arhondaric                                                                                      | sat Ciolpani; comuna Ciolpani                     | DC, la 3,5 km de DN1 | înc. sec. XIX                                                                     | Încarcă foto \| video | Raportează eroare |
| IF-II-m-B-15271.06                                             | Case monahale                                                                                   | sat Ciolpani; comuna Ciolpani                     | DC, la 3,5 km de DN1 | sf. sec. XIX-sec. XX                                                              | Încarcă foto \| video | Raportează eroare |
| IF-II-m-B-15271.07                                             | Turn clopotniță                                                                                 | sat Ciolpani; comuna Ciolpani                     | DC, la 3,5 km de DN1 | 1776                                                                              | Încarcă foto \| video | Raportează eroare |
| IF-II-m-B-15270                                                | Biserica „Adormirea Precistei”                                                                  | sat Ciolpani; comuna Ciolpani                     | Str. Țigănești 3 | sec. XIX                                                                          | Încarcă foto \| video | Raportează eroare |
| IF-II-a-B-15272                                                | Ansamblul fostului conac Grigore Gigurtu                                                        | sat Ciorogârla; comuna Ciorogârla                 | Str. Băii 14-16 44.4416°N 25.8809°E | înc. sec. XIX                                                                     | Alte imagini          | Raportează eroare |
| IF-II-m-B-15272.01                                             | Biserica „Sf. Gheorghe”                                                                         | sat Ciorogârla; comuna Ciorogârla                 | Str. Băii 14 | 1832                                                                              | Încarcă foto \| video | Raportează eroare |
| IF-II-m-B-15272.02                                             | Conac                                                                                           | sat Ciorogârla; comuna Ciorogârla                 | Str. Băii 16 | înc. sec. XIX                                                                     | Încarcă foto \| video | Raportează eroare |
| IF-II-a-B-15274 (RAN: 101966.06)                               | Mănăstirea Ciorogârla-Samurcășești                                                              | sat Ciorogârla; comuna Ciorogârla                 | Str. Ipătescu Ana 53 44.43722°N 25.87722°E | 1808 Constantin Samurcaș (ctitor)                                                 | Alte imagini          | Raportează eroare |
| IF-II-m-B-15274.01                                             | Biserica „Sf. Treime”, „Adormirea Maicii Domnului” și „Cuvioasa Paraschiva”                     | sat Ciorogârla; comuna Ciorogârla                 | Str. Ipătescu Ana 53 44.43766°N 25.87692°E | 1808, ref. 1940 Constantin Samurcaș (ctitor), Ion Cernescu (arhitectul refacerii) |                       | Raportează eroare |
| IF-II-m-B-15275                                                | Biserica „Adormirea Maicii Domnului” și „Sf. Dumitru”                                           | sat Copăceni; comuna Copăceni                     | Str. Gârlei 1 | 1827, 1939                                                                        | Încarcă foto \| video | Raportează eroare |
| IF-II-m-B-15276                                                | Biserica „Buna Vestire”                                                                         | sat Corbeanca; comuna Corbeanca                   | Str. Independenței 16 | 1819                                                                              | Încarcă foto \| video | Raportează eroare |
| IF-II-m-B-15278 (RAN: 105437)                                  | Biserica „Sf. Împărați Constantin și Elena”, „Sf. Nicolae”                                      | sat Crețuleasca; comuna Ștefăneștii de Jos        | Str. Dudului 12 | 1669-1818                                                                         | Încarcă foto \| video | Raportează eroare |
| IF-II-m-B-15279                                                | Biserica „Adormirea Maicii Domnului” (din fostul sat Vărăști)                                   | sat Dascălu; comuna Dascălu                       | Str. Victoriei 102 44.6026°N 26.2241°E | 1817                                                                              |                       | Raportează eroare |
| IF-II-m-B-15280                                                | Biserica „Adormirea Maicii Domnului”                                                            | sat Dârvari; comuna Ciorogârla                    | Str. 1 Mai 35 | a doua jum. sec. XVIII                                                            | Încarcă foto \| video | Raportează eroare |
| IF-II-a-B-15281                                                | Ansamblul curții boierești Ciorogârleanu-Ipsilanti                                              | sat Domnești; comuna Domnești                     | Pe drumul spre Țegheș f.n. | sec. XVII - XIX                                                                   | Încarcă foto \| video | Raportează eroare |
| IF-II-m-B-15281.01                                             | Fostă curte boierească                                                                          | sat Domnești; comuna Domnești                     | Pe drumul spre Țegheș 1236 | sec. XVII - sf. sec. XVIII                                                        | Încarcă foto \| video | Raportează eroare |
| IF-II-m-B-15281.02                                             | Biserica „Cuvioasa Paraschiva”                                                                  | sat Domnești; comuna Domnești                     | Șos. Curtea Domnească 13 | sec. XVII - XIX                                                                   | Încarcă foto \| video | Raportează eroare |
| IF-II-m-B-15282                                                | Biserica „Izvorul Tămăduirii”                                                                   | sat Domnești; comuna Domnești                     | Str. Cuza Alexandru Ioan 16 | 1817                                                                              | Încarcă foto \| video | Raportează eroare |
| IF-II-m-B-15283 (RAN: 102623.01)                               | Biserica „Adormirea Maicii Domnului”                                                            | sat Dragomirești-Deal; comuna Dragomirești-Vale   | Str. Păcii 24 | 1760                                                                              | Încarcă foto \| video | Raportează eroare |
| IF-II-m-B-15284                                                | Biserica „Sf. Gheorghe”                                                                         | sat Dudu; comuna Chiajna                          | Str. Bisericii 8 | 1841, 1899                                                                        | Încarcă foto \| video | Raportează eroare |
| IF-II-m-A-15285                                                | Biserica „Sf. Eftimie” - Fundenii Doamnei                                                       | sat Fundeni; comuna Dobroești                     | Șos. Fundeni 138 44.4568°N 26.16358°E | 1699                                                                              |                       | Raportează eroare |
| IF-II-m-B-15286                                                | Biserica de lemn „Sf. Dumitru”                                                                  | sat Gagu; comuna Dascălu                          | Str. Putna 14 44.6158°N 26.258°E | 1800-1801                                                                         |                       | Raportează eroare |
| IF-II-m-B-15287 (RAN: 105197.01)                               | Biserica „Sf. Nicolae”                                                                          | sat Ghermănești; comuna Snagov                    | Str. Călugăreni 45 44.6933°N 26.1462°E | 1790                                                                              |                       | Raportează eroare |
| IF-II-m-B-21007                                                | Conacul Hagi Theodoraky                                                                         | sat Grădiștea; comuna Grădiștea                   | str. Biserica Măxineni nr. 10 44.66444°N 26.29281°E |                                                                                   | Încarcă foto \| video | Raportează eroare |
| IF-II-m-B-15288 (RAN: 103452.04)                               | Biserica „Adormirea Maicii Domnului” - Măxineni                                                 | sat Grădiștea; comuna Grădiștea                   | Str. Intrarea Bisericii Măxineni 15 | 1547-1657, modif.1859                                                             | Încarcă foto \| video | Raportează eroare |
| IF-II-m-B-15289                                                | Stăreția fostei mănăstiri Gruiu, azi grădiniță                                                  | sat Gruiu; comuna Gruiu                           | Șos. Lunca Gârliței 18 | sf. sec. XIX                                                                      | Încarcă foto \| video | Raportează eroare |
| IF-II-m-B-15290                                                | Biserica „Sf. Împărați Constantin și Elena”                                                     | sat Jilava; comuna Jilava                         | Șos. București-Giurgiu, DN5 | 1817, 1831, 1889                                                                  |                       | Raportează eroare |
| IF-II-m-B-15291                                                | Biserica „Adormirea Maicii Domnului”-Mierlari                                                   | sat Jilava; comuna Jilava                         | Str. Mierlari 87 | 1843, 1986                                                                        | Încarcă foto \| video | Raportează eroare |
| IF-II-m-A-21037                                                | Fortul 13 Jilava                                                                                | sat Jilava; comuna Jilava                         | Str. Sabarului, nr. 1, în cadrul Penitenciarului Jilava 46.76987°N 22.579°E | 1870-1890                                                                         | Alte imagini          | Raportează eroare |
| IF-II-m-B-15292                                                | Biserica „Sf. Voievozi”                                                                         | sat Lipia; comuna Gruiu                           | Str. Lujerului 10 44.7145°N 26.2609°E | 1827                                                                              |                       | Raportează eroare |
| IF-II-a-A-15293 (RAN: 104252.04)                               | Mănăstirea Căldărușani                                                                          | sat Lipia; comuna Gruiu                           | Șos. Mănăstirea Căldărușani 119 44.67568°N 26.26685°E | 1637-1638                                                                         | Alte imagini          | Raportează eroare |
| IF-II-m-A-15293.01                                             | Biserica „Sf. Dimitrie”                                                                         | sat Lipia; comuna Gruiu                           | Șos. Mănăstirea Căldărușani 119 44.67559°N 26.26671°E | 1638,1787, 1820,1911 - 1915,1938-1939                                             |                       | Raportează eroare |
| IF-II-m-A-15293.02                                             | Biserica „Sf. Ioan Evanghelistul”, în cimitir                                                   | sat Lipia; comuna Gruiu                           | Șos. Mănăstirea Căldărușani 119 44.67627°N 26.26689°E | 1817                                                                              |                       | Raportează eroare |
| IF-II-m-A-15293.03                                             | Pinacotecă                                                                                      | sat Lipia; comuna Gruiu                           | Șos. Mănăstirea Căldărușani 119 | sec. XIX                                                                          | Încarcă foto \| video | Raportează eroare |
| IF-II-m-A-15293.04                                             | Biserica „Sf. Varvara” și „Duminica Tuturor Sfinților”-Cocioc                                   | sat Lipia; comuna Gruiu                           | Șos. Mănăstirea Căldărușani 119 | 1825                                                                              | Încarcă foto \| video | Raportează eroare |
| IF-II-a-B-15294                                                | Ansamblul fostului conac Oteteleșanu                                                            | localitate componentă Măgurele; oraș Măgurele     | În incinta Institutului de Fizică Atomică și Str. Milcov 2 44.34743°N 26.02952°E | a doua jum. sec. XIX - sf. sec. XIX                                               |                       | Raportează eroare |
| IF-II-m-B-15294.01                                             | Fostul conac Oteteleșanu, azi IFA-Blocul M                                                      | localitate componentă Măgurele; oraș Măgurele     | În incinta Institutului de Fizică Atomică, str. Atomiștilor 409 | 1841–1850 1863–1876 (adăugiri) Karl Wilhelm Friedrich Mayer (1844–1845)           |                       | Raportează eroare |
| IF-II-m-B-15294.02 (RAN: 179418.04.01)                         | Biserica „Sf. Împărați Constantin și Elena”                                                     | localitate componentă Măgurele; oraș Măgurele     | Str. Milcov 2 | 1851-1953                                                                         | Încarcă foto \| video | Raportează eroare |
| IF-II-m-B-15295 (RAN: 104608.04)                               | Biserica „Sf. Nicolae”                                                                          | sat Măineasca; comuna Petrăchioaia                | Șos. Sinești 7 44.5744°N 26.345°E | 1766, ref. în anii 1851 și 1925                                                   |                       | Raportează eroare |
| IF-II-a-B-15296                                                | Ansamblul fostului conac Lecca-Micșunești                                                       | sat Micșuneștii Mari; comuna Nuci                 | Șos. Orhideelor 115 | mijl. sec. XVIII                                                                  | Încarcă foto \| video | Raportează eroare |
| IF-II-m-B-15296.01                                             | Conac                                                                                           | sat Micșuneștii Mari; comuna Nuci                 | Șos. Orhideelor 115 | mijl. sec. XVIII                                                                  | Încarcă foto \| video | Raportează eroare |
| IF-II-m-B-15296.02                                             | Turn poartă conac                                                                               | sat Micșuneștii Mari; comuna Nuci                 | Șos. Orhideelor 115 | sec. XVII                                                                         | Încarcă foto \| video | Raportează eroare |
| IF-II-m-B-15296.03                                             | Biserica „Născătoarea de Dumnezeu”                                                              | sat Micșuneștii Mari; comuna Nuci                 | Șos. Orhideelor 117 | 1748                                                                              | Încarcă foto \| video | Raportează eroare |
| IF-II-m-B-15297                                                | Biserica „Sf. Nicolae”                                                                          | sat Moara Domnească; comuna Găneasa               | Str. Paulina de Kotzebue 35 44.49213°N 26.25421°E | 1817, modif. 1909                                                                 |                       | Raportează eroare |
| IF-II-a-A-15298 (RAN: 179472.05)                               | Ansamblul Palatului Brâncovenesc                                                                | sat Mogoșoaia; comuna Mogoșoaia                   | Str. Valea Parcului 1 44.52767°N 25.99345°E | sf. sec. XVII-XX                                                                  |                       | Raportează eroare |
| IF-II-m-A-15298.01                                             | Palat                                                                                           | sat Mogoșoaia; comuna Mogoșoaia                   | Str. Valea Parcului 1 44.52739°N 25.99229°E | 1702                                                                              | Alte imagini          | Raportează eroare |
| IF-II-m-A-15298.02                                             | Biserica „Sf. Gheorghe”                                                                         | sat Mogoșoaia; comuna Mogoșoaia                   | Str. Valea Parcului 1 44.5279°N 25.99381°E | 1688                                                                              | Alte imagini          | Raportează eroare |
| IF-II-m-A-15298.03                                             | Turn poartă                                                                                     | sat Mogoșoaia; comuna Mogoșoaia                   | Str. Valea Parcului 1 44.52782°N 25.99334°E | înc. sec. XVIII                                                                   | Alte imagini          | Raportează eroare |
| IF-II-m-A-15298.04                                             | Cuhnie                                                                                          | sat Mogoșoaia; comuna Mogoșoaia                   | Str. Valea Parcului 1 44.5279°N 25.9932°E | înc. sec. XVIII                                                                   | Alte imagini          | Raportează eroare |
| IF-II-a-A-15298.05                                             | Vila d' Elchingen                                                                               | sat Mogoșoaia; comuna Mogoșoaia                   | Str. Valea Parcului 1 44.52779°N 25.99295°E | sf. sec. XIX-înc. sec. XX                                                         |                       | Raportează eroare |
| IF-II-m-A-15298.06                                             | Sere                                                                                            | sat Mogoșoaia; comuna Mogoșoaia                   | Str. Valea Parcului 1 44.52726°N 25.99347°E | sec. XVII - XX                                                                    |                       | Raportează eroare |
| IF-II-m-A-15298.07                                             | Zid de incintă                                                                                  | sat Mogoșoaia; comuna Mogoșoaia                   | Str. Valea Parcului 1 | sec. XVII - XX                                                                    |                       | Raportează eroare |
| IF-II-m-A-15298.08                                             | Parcul, lacul, grădină istorică, livadă (36,4 ha)                                               | sat Mogoșoaia; comuna Mogoșoaia                   | Str. Valea Parcului 1 | sec. XVII, ref. în sec. XX                                                        |                       | Raportează eroare |
| IF-II-m-A-15298.09                                             | Ghețărie                                                                                        | sat Mogoșoaia; comuna Mogoșoaia                   | Str. Valea Parcului 1 44.52803°N 25.99235°E | înc. sec. XVIII                                                                   |                       | Raportează eroare |
| IF-II-m-B-15299 (RAN: 104430.01)                               | Biserica „Sf. Alexandru și Nicolae” - Netezești                                                 | sat Nuci; comuna Nuci                             | Șos. Calea București 213 | 1912                                                                              | Încarcă foto \| video | Raportează eroare |
| IF-II-a-B-15300 (RAN: 101751.01)                               | Mănăstirea Cernica                                                                              | oraș Pantelimon                                   | Str. Cernica 16 44.43506°N 26.25831°E | 1781-1786                                                                         | Alte imagini          | Raportează eroare |
| IF-II-m-B-15300.01                                             | Biserica mare „Sf. Gheorghe”, „Sfânta Schimbare la Față”                                        | oraș Pantelimon                                   | Str. Cernica 16 44.43484°N 26.25909°E | 1831 - 1832, ref. în anul 1842                                                    | Alte imagini          | Raportează eroare |
| IF-II-m-B-15300.02                                             | Paraclisul „Adormirea Maicii Domnului”                                                          | oraș Pantelimon                                   | Str. Cernica 16 | 1790, ref. în anul 1802                                                           | Încarcă foto \| video | Raportează eroare |
| IF-II-m-B-15300.03                                             | Trapeză                                                                                         | oraș Pantelimon                                   | Str. Cernica 16 | 1842                                                                              | Încarcă foto \| video | Raportează eroare |
| IF-II-m-B-15300.04                                             | Stăreție                                                                                        | oraș Pantelimon                                   | Str. Cernica 16 | 1842                                                                              | Încarcă foto \| video | Raportează eroare |
| IF-II-m-B-15300.05                                             | Chilii                                                                                          | oraș Pantelimon                                   | Str. Cernica 16 44.43453°N 26.25882°E | 1842                                                                              |                       | Raportează eroare |
| IF-II-m-B-15300.06                                             | Paraclisul „Intrarea în Biserică a Maicii Domnului”                                             | oraș Pantelimon                                   | Str. Cernica 16 | 1783                                                                              | Încarcă foto \| video | Raportează eroare |
| IF-II-m-B-15300.07                                             | Biserica „Sf. Lazăr”, în cimitir                                                                | oraș Pantelimon                                   | Str. Cernica 16 44.43253°N 26.25601°E | 1804, sec. XVII, rest. în anul 1863                                               | Alte imagini          | Raportează eroare |
| IF-II-m-B-15300.08                                             | Biserica „Sf. Nicolae” din Ostrov, cu parcul                                                    | oraș Pantelimon                                   | Str. Cernica 16 44.43107°N 26.25552°E | 1781, 1802-1815, ref. între anii 1865-1867                                        |                       | Raportează eroare |
| IF-II-m-B-15300.09                                             | Muzeu-Lapidarium                                                                                | oraș Pantelimon                                   | Str. Cernica 16 44.43558°N 26.25765°E | sf. sec. XIX                                                                      |                       | Raportează eroare |
| IF-II-a-B-15301 (RAN: 101323.04)                               | Mănăstirea Pasărea                                                                              | sat Pasărea; comuna Brănești                      | La 2 km spre Nord de Brănești, din DN3 44.47608°N 26.30931°E | 1813                                                                              | Alte imagini          | Raportează eroare |
| IF-II-m-B-15301.01                                             | Biserica „Sf. Treime”                                                                           | sat Pasărea; comuna Brănești                      | La 2 km spre Nord de Brănești, din DN3 44.47597°N 26.30893°E | 1813, ref. 1846 - 1847                                                            |                       | Raportează eroare |
| IF-II-m-B-15301.02                                             | Biserica „Adormirea Maicii Domnului”                                                            | sat Pasărea; comuna Brănești                      | La 2 km spre Nord de Brănești, din DN3 44.47628°N 26.3099°E | 1834 - 1838                                                                       |                       | Raportează eroare |
| IF-II-m-B-15301.03                                             | Case monahale                                                                                   | sat Pasărea; comuna Brănești                      | La 2 km spre Nord de Brănești, din DN3 44.47548°N 26.30843°E | sf. sec. XIX-înc. sec. XX                                                         |                       | Raportează eroare |
| IF-II-m-B-15301.04                                             | Fosta Trapeză, azi Muzeu                                                                        | sat Pasărea; comuna Brănești                      | La 2 km spre Nord de Brănești, din DN3 44.47567°N 26.30912°E | 1846                                                                              |                       | Raportează eroare |
| IF-II-m-B-15301.05                                             | Clopotniță                                                                                      | sat Pasărea; comuna Brănești                      | La 2 km spre Nord de Brănești, din DN3 44.47577°N 26.30808°E | 1846                                                                              |                       | Raportează eroare |
| IF-II-m-B-15277                                                | Biserica „Sf. Ilie”                                                                             | sat Pasărea; comuna Brănești                      | Str. Nicolae Balcescu 14 B 44.47094°N 26.32136°E | a doua jum. sec. XIX                                                              |                       | Raportează eroare |
| IF-II-m-B-15302 (RAN: 104591.03)                               | Biserica „Adormirea Maicii Domnului” (Parohia Stoienoaia)                                       | sat Petrăchioaia; comuna Petrăchioaia             | Str. Măineasca 208 44.5837°N 26.3111°E | 1815                                                                              |                       | Raportează eroare |
| IF-II-a-B-15303 (RAN: 102179.04)                               | Biserica „Sf. Mihail și Gavriil”                                                                | sat Petrești; comuna Corbeanca                    | Str. Institutului 57 | 1820                                                                              | Încarcă foto \| video | Raportează eroare |
| IF-II-m-B-15304                                                | Biserica „Sf. Ilie” - Pipera-Tătăranu                                                           | cartier Pipera; oraș Voluntari                    | Str. Drumul Bisericii f.n. | sec. XVIII                                                                        |                       | Raportează eroare |
| IF-II-m-B-15305                                                | Biserica „Adormirea Maicii Domnului”                                                            | sat Piteasca; comuna Găneasa                      | Str. Revoluției 71 44.49206°N 26.32655°E | a doua jum. sec. XIX                                                              |                       | Raportează eroare |
| IF-II-a-B-15307 (RAN: 179542.07)                               | Ansamblul fostului conac Manu                                                                   | oraș Popești-Leordeni                             | Str. Breaza 36 | sec. XVII-XIX                                                                     | Încarcă foto \| video | Raportează eroare |
| IF-II-m-B-15307.01 (RAN: 179542.07.01)                         | Pivnițele boltite ale conacului                                                                 | oraș Popești-Leordeni                             | Str. Breaza 36 | sec. XVII                                                                         | Încarcă foto \| video | Raportează eroare |
| IF-II-m-B-15307.02 (RAN: 179542.07.02)                         | Biserica „Sf. Arhangheli Mihail și Gavril”                                                      | oraș Popești-Leordeni                             | Str. Breaza 36 | 1808, trans. în 1977                                                              | Încarcă foto \| video | Raportează eroare |
| IF-II-m-B-15308                                                | Biserica „Sf. Alexandru” - Vintilă Vodă                                                         | sat Popești-Români; oraș Popești Leordeni         | Str. Unirii 26 | 1889                                                                              | Încarcă foto \| video | Raportează eroare |
| IF-II-m-B-15309 (RAN: 100996)                                  | Biserica „Sf. Troiță”, „Sf. Dumitru” și „Sf. Elisabeta”                                         | sat Săftica; comuna Balotești                     | Str. Biserica Sf. Troiță 1 | 1801, rep.1840                                                                    | Încarcă foto \| video | Raportează eroare |
| IF-II-m-A-15310                                                | Biserica „Nașterea Maicii Domnului” a fostului schit Turbați (Turbatele)                        | sat Siliștea Snagovului; comuna Gruiu             | Str. Intrarea Mănăstirea Turbați 3 | sec. XVI, rec. sec. XVII, ref. 1813                                               | Încarcă foto \| video | Raportează eroare |
| IF-II-a-B-15311 (RAN: 103461.01)                               | Biserica „Adormirea Maicii Domnului”                                                            | sat Sitaru; comuna Grădiștea                      | Str. Crizantemelor 15 (fost sat Grecii de Mijloc) | sec. XVIII                                                                        | Încarcă foto \| video | Raportează eroare |
| IF-II-a-A-15312 (RAN: 105179.03)                               | Ansamblul fostei mănăstiri Snagov                                                               | sat Snagov; comuna Snagov                         | Pe insulă 44.7297°N 26.17566°E | sf. sec. XIV - XVIII - XIX                                                        | Alte imagini          | Raportează eroare |
| IF-II-m-A-15312.01                                             | Biserica „Intrarea Maicii Domnului în Biserică”                                                 | sat Snagov; comuna Snagov                         | Pe insulă 44.7297°N 26.17566°E | 1517, rep. 1563, 1815                                                             | Alte imagini          | Raportează eroare |
| IF-II-m-A-15312.02                                             | Turn clopotniță                                                                                 | sat Snagov; comuna Snagov                         | Pe insulă 44.72989°N 26.17359°E | sec. XVI - XVIII                                                                  | Alte imagini          | Raportează eroare |
| IF-II-m-B-15313                                                | Biserica „Adormirea Maicii Domnului” și „Sf. Dumitru” - a fostei mănăstirii Surlari             | sat Surlari; comuna Petrăchioaia                  | Str. Crișului 194 | sec. XVIII                                                                        |                       | Raportează eroare |
| IF-II-m-B-15314 (RAN: 105446.01)                               | Biserica „Sf. Nicolae”                                                                          | sat Ștefăneștii de Sus; comuna Ștefăneștii de Jos | Str. Dornei 2 44.5384°N 26.1945°E | 1812-1815,1880, 1919                                                              |                       | Raportează eroare |
| IF-II-m-B-15315                                                | Han                                                                                             | sat Tâncăbești; comuna Snagov                     | Șos. București - Ploiești DN1, km 32, nr. 304 44.6755°N 26.0744°E | sec. XIX                                                                          |                       | Raportează eroare |
| IF-II-m-B-15317 (RAN: 101797.03)                               | Biserica „Adormirea Maicii Domnului”                                                            | sat Tânganu; comuna Cernica                       | Șos. Burebista 71 44.4053°N 26.31189°E | 1853                                                                              |                       | Raportează eroare |
| IF-II-a-B-15318                                                | Biserica „Sf. Nicolae” - Tunari a fostei curți boierești a Postelnicului Constantin Cantacuzino | sat Tunari; comuna Tunari                         | Str. Intrarea Bisericii 2 44.5509°N 26.1378°E | 1742, 1890                                                                        |                       | Raportează eroare |
| IF-II-m-B-21072                                                | Fortul 4 Tunari                                                                                 | sat Tunari; comuna Tunari                         | |                                                                                   | Încarcă foto \| video | Raportează eroare |
| IF-II-m-B-21071                                                | Bateria intermediară 4-5 Tunari                                                                 | sat Tunari; comuna Tunari                         | |                                                                                   | Încarcă foto \| video | Raportează eroare |
| IF-II-m-B-15319                                                | Biserica „Sf. Împărați Constantin și Elena”                                                     | sat Vânători; comuna Petrăchioaia                 | Șos. Gagu 159 44.5966°N 26.2895°E | sec. XVIII                                                                        |                       | Raportează eroare |
| IF-II-m-B-15259 (RAN: 179427.03)                               | Biserica „Sf. Treime” - Gherman                                                                 | localitate componentă Vârteju; oraș Măgurele      | Str. Alunișu 26 | 1797                                                                              | Încarcă foto \| video | Raportează eroare |
| IF-II-m-B-15320                                                | Biserica „Sf. Ioachim și Ana”                                                                   | localitate componentă Vârteju; oraș Măgurele      | Str. Sârbilor 2 | 1818-1900                                                                         | Încarcă foto \| video | Raportează eroare |
| IF-III-m-B-15321                                               | Crucea comemorativă a Eroilor căzuți în primul război mondial                                   | oraș Buftea                                       | La intersecția str. Știrbei Vodă cu str. Mihai Eminescu | 1928                                                                              | Încarcă foto \| video | Raportează eroare |
| IF-III-m-B-15322                                               | Monumentul Eroilor căzuți în primul război mondial                                              | sat Afumați; comuna Afumați                       | Șos. București - Urziceni DN2 44.5235°N 26.24966°E |                                                                                   | Alte imagini          | Raportează eroare |
| IF-III-m-B-15323                                               | Monument folosind elemente din crucea comemorativă a Eroilor căzuți în Primul Război Mondial    | oraș Bragadiru                                    | Șos. Alexandriei 249, în fața Primăriei |                                                                                   | Încarcă foto \| video | Raportează eroare |
| IF-III-m-B-15324                                               | Crucea comemorativă a Eroilor căzuți în primul război mondial                                   | sat Cernica; comuna Cernica                       | Str. Decebal 169 44.41539°N 26.28299°E | 1920, 1945                                                                        |                       | Raportează eroare |
| IF-III-m-B-15325                                               | Obelisc în memoria Eroilor căzuți în primul război mondial                                      | oraș Chitila                                      | În dreptul str. Banatului 68, la intersecția cu Șos. Mogoșoaia 44.50856°N 25.98203°E |                                                                                   |                       | Raportează eroare |
| IF-III-m-B-15326                                               | Monumentul Eroilor căzuți în primul război mondial                                              | sat Clinceni; comuna Clinceni                     | Str. Principală f.n., în fața bisericii | sec. XX                                                                           | Încarcă foto \| video | Raportează eroare |
| IF-III-m-B-15327                                               | Monumentul Eroilor căzuți în primul război mondial                                              | sat Dascălu; comuna Dascălu                       | Str. Victoriei 99 | 1916                                                                              | Încarcă foto \| video | Raportează eroare |
| IF-III-m-B-15328                                               | Cruce comemorativă a Eroilor căzuți în primul război mondial                                    | sat Dârvari; comuna Ciorogârla                    | În dreptul str. 1 Mai |                                                                                   | Încarcă foto \| video | Raportează eroare |
| IF-III-m-B-15329                                               | Crucea Pescarilor                                                                               | sat Fundeni; comuna Dobroești                     | Șos. Fundeni 138 | 1858                                                                              | Încarcă foto \| video | Raportează eroare |
| IF-III-m-B-15330                                               | Monumentul Eroilor căzuți în primul război mondial                                              | sat Fundeni; comuna Dobroești                     | Șos. Fundeni 138 44.45683°N 26.1631°E |                                                                                   |                       | Raportează eroare |
| IF-III-m-B-15331                                               | Cișmeaua Radu Vodă                                                                              | sat Jilava; comuna Jilava                         | Str. Mierlari 87, în spatele Bisericii „Adormirea Maicii Domnului”-Mierlari |                                                                                   | Încarcă foto \| video | Raportează eroare |
| IF-III-m-B-15332                                               | Monumentul Eroilor căzuți în primul război mondial                                              | sat Moara Vlăsiei; comuna Moara Vlăsiei           | În dreptul str. Eroilor f.n., D.J.101 Balotești-Moara Vlăsiei-Grădiștea | 1925                                                                              |                       | Raportează eroare |
| IF-III-m-B-15333                                               | Monumentul Eroilor căzuți în primul război mondial                                              | sat Mogoșoaia; comuna Mogoșoaia                   | Șos. București - Târgoviște, în fața Ștrandului Mogoșoaia |                                                                                   |                       | Raportează eroare |
| IF-III-m-B-15334                                               | Monumentul Eroilor căzuți în Primul Război Mondial                                              | oraș Otopeni                                      | În dreptul str. 23 August 10 |                                                                                   | Încarcă foto \| video | Raportează eroare |
| IF-III-m-B-15335                                               | Monumentul Eroilor căzuți în Primul Război Mondial                                              | sat Periș; comuna Periș                           | Str. Principală, în fața gării | 1920-1945                                                                         | Încarcă foto \| video | Raportează eroare |
| IF-III-m-B-15336                                               | Monumentul Eroilor căzuți în Primul Război Mondial                                              | sat Tâncăbești; comuna Snagov                     | Șos. București - Ploiești, DN1, km 32, nr. 304 |                                                                                   | Alte imagini          | Raportează eroare |
| IF-III-m-B-15337                                               | Monumentul Eroilor căzuți în Primul Război Mondial                                              | sat Tunari; comuna Tunari                         | În dreptul str. Mihai Eminescu, în apropierea primăriei 44.5489°N 26.1417°E |                                                                                   |                       | Raportează eroare |
| IF-IV-a-B-15274.02                                             | Ansamblul cimitirului mănăstirii Ciorogârla - Samurcășești                                      | sat Ciorogârla; comuna Ciorogârla                 | Str. Ipătescu Ana 53 | 1808                                                                              | Încarcă foto \| video | Raportează eroare |
| IF-IV-m-B-15274.03                                             | Mormântul ziaristului Alexandru Beldiman                                                        | sat Ciorogârla; comuna Ciorogârla                 | Str. Ipătescu Ana 53 |                                                                                   |                       | Raportează eroare |
| IF-IV-m-B-15274.04                                             | Cenotaf - Căpitanul Valter Mărăcineanu                                                          | sat Ciorogârla; comuna Ciorogârla                 | Str. Ipătescu Ana 53 |                                                                                   |                       | Raportează eroare |
| IF-IV-m-B-15274.05                                             | Mormântul actriței Frosa Sarandi                                                                | sat Ciorogârla; comuna Ciorogârla                 | Str. Ipătescu Ana 53 |                                                                                   | Încarcă foto \| video | Raportează eroare |
| IF-IV-a-B-15300.10                                             | Ansamblul cimitirului mănăstirii Cernica                                                        | oraș Pantelimon                                   | În cimitirul Mănăstirii Cernica (Ostrov) 44.43247°N 26.25568°E | 1877                                                                              |                       | Raportează eroare |
| IF-IV-m-B-15300.11                                             | Cavoul Mitropolitului Nifon                                                                     | oraș Pantelimon                                   | În cimitirul Mănăstirii (Ostrov) 44.43255°N 26.25574°E |                                                                                   | Alte imagini          | Raportează eroare |
| IF-IV-m-B-15300.12                                             | Monumentul funerar al eroului Iorgu Cosma                                                       | oraș Pantelimon                                   | În cimitirul Mănăstirii Cernica (Ostrov) 44.43226°N 26.25651°E | 1877                                                                              |                       | Raportează eroare |
| IF-IV-m-B-15300.13                                             | Mormântul lui Gala Galaction                                                                    | oraș Pantelimon                                   | În cimitirul Mănăstirii Cernica (Ostrov) 44.43266°N 26.25587°E |                                                                                   |                       | Raportează eroare |
| IF-IV-m-B-15300.14                                             | Mormântul pictorului Ion Țuculescu                                                              | oraș Pantelimon                                   | În cimitirul Mănăstirii Cernica (Ostrov) 44.43263°N 26.25584°E |                                                                                   |                       | Raportează eroare |
| IF-IV-m-B-15300.15                                             | Monumentul funerar al Mariei Romanoff                                                           | oraș Pantelimon                                   | În cimitirul Mănăstirii Cernica (Ostrov) 44.43181°N 26.25635°E | sec. XX                                                                           |                       | Raportează eroare |
| IF-IV-m-B-15300.16                                             | Mormântul lui Ioan Lupaș                                                                        | oraș Pantelimon                                   | În cimitirul Mănăstirii Cernica (Ostrov) 44.43239°N 26.25582°E | sec. XX                                                                           |                       | Raportează eroare |
| IF-IV-m-B-15300.17                                             | Monumentul funerar al lui Alexandru Nicolescu                                                   | oraș Pantelimon                                   | În cimitirul Mănăstirii Cernica (Ostrov) | sec. XX                                                                           | Încarcă foto \| video | Raportează eroare |
| IF-IV-m-B-15300.18                                             | Monumentul funerar al lui Ștefan Urlățeanu                                                      | oraș Pantelimon                                   | În cimitirul Mănăstirii Cernica (Ostrov) | sec. XX                                                                           | Încarcă foto \| video | Raportează eroare |
| IF-IV-m-B-15300.19                                             | Bustul lui Theodor Văcărescu                                                                    | oraș Pantelimon                                   | În cimitirul Mănăstirii Cernica (Ostrov) | sec. XX                                                                           | Încarcă foto \| video | Raportează eroare |